# ゴッドタン
『ゴッドタン 〜The God Tongue 神の舌〜』（ゴッドタン ザ・ゴッド・タン かみのした）は、テレビ東京で放送されている日本のバラエティ番組。略称「ゴッドタン」。

## 番組概要
2005年2月の単発放送の後、好評であったため、2005年10月から12月までレギュラー番組として放送、その後1年半の月日が経過したあと、2007年4月から2011年9月までは『スポパラ→バラエティ7』木曜未明の前半枠にレギュラー番組として復帰、2011年10月から日曜未明に移動となり、後に放送時間繰り上げとなるも、現在に至る。
番組の源流は、2003年秋から2004年春に放送されていた同局『大人のコンソメ』中に、話術だけで相手に青汁を飲ませる『ブルードラゴン』というコーナーがあり、ゴッドタンはその発展版となっている。当初の企画から若干番組内容が変わり、現在は通常のバラエティ企画がメインとなっている。レギュラーを始めとして吉本興業の所属でない出演者の比率が他番組と比べて高く「非吉本系」としての企画も多いが、土曜深夜に移行する前後を境にコーナーレギュラーを含めて吉本所属芸人の出演がそれ以前よりも増えている傾向にある。
番組ロゴは現在2代目で2009年1月2日スペシャルから使用されている。放送中は右下に番組ロゴが常時表示されている。
番組開始当初は両サイドに黒帯のパネルが装飾されていたが、地上波デジタル放送は2010年1月21日放送分から両サイドに番組オリジナルのパネルが装飾されるようになり、2010年4月8日放送分からは16:9での撮影となったが、ハイビジョン収録ではなく標準画質収録で、2010年7月8日放送分から地上波アナログ放送でも16:9レターボックスサイズになったものの、標準画質での収録が続いていたが、2010年9月2日放送分から全編ハイビジョン収録に切り替わった。
2009年6月21日放送された「ゴッドタンマジ歌スペシャル」、2009年8月26日放送分、2010年1月3日放送の「ゴッドタンスペシャル」も、両サイドに番組オリジナルのパネルが装飾される形で放送されていた。2009年7月29日・8月5日に放送された「まさかのマジ歌マジライブ」に関しては番組初のハイビジョン収録、2010年7月29日の番組初のプライムタイム進出となった「ゴッドタンスペシャル」、2010年8月4日放送分の「第7回マジ歌選手権スペシャル完全版」もハイビジョン収録となった。
2011年10月2日よりバラエティ7木曜未明の前半枠から、日曜2:10 - 2:35（土曜深夜）に放送時間が変更され、同時に放送時間も25分に縮小された。理由として、土曜22:30 - 翌2:35枠の大幅改編に加えて、本番組のレギュラーである劇団ひとりが出演している『5MEN旅』（日本テレビ）の第2期が水曜バリューナイト枠（23:58 - 翌0:29）で放送されるのに伴い、同時出演状態を回避する目的も兼ねている。この移動と同時にバラエティ7枠が消滅したため、本番組は他のバラエティ7各番組と同様に単独番組扱いとなった。これに伴い同時ネットで放送していたテレビ東京以外のTXN系列5局（テレビ北海道・テレビ愛知・テレビ大阪・テレビせとうち・TVQ九州放送）は全て遅れネットとなった。
2014年1月4日放送のスペシャルで放送時間が25分繰り上げの日曜1:45 - 2:10（土曜深夜）に放送時間変更が発表された。
ラテ欄においては放送当日に「さわりの文面」が書かれる一方でEPGでは番組紹介とメインの3人（おぎやはぎ、劇団ひとり）以外の紹介がされない状況が続いていたが、テレビ東京基準で2022年4月3日（2日深夜）からは他の番組のように書かれるように変わっている。

### 評価・評判
平均視聴率は放送枠に関わらず1パーセント台（ビデオリサーチ調べ、関東地区・世帯・リアルタイム。以下略）で安定しており、矢作兼（おぎやはぎ）は「どの時間帯に行ったって数字が上がらない」「固定客以外の一般人が観てない」と自虐的に語っているが、アイディア勝負の独創的で斬新な企画を連発し、無名タレントを次々と発掘していくことから、業界視聴率が最も高い番組のひとつとして知られている。
お笑いコンビの三四郎、アイドルの小池美由をはじめ番組出演を期にブレイクを果たしたタレントも多く、「この若手知ってんのか!?2015」（2015年3月14日放送）に出演したおかずクラブのゆいPは「今でもターニングポイントになった番組は？と聞かれると必ずゴッドタンと書きます。ここからキス我慢、フジの深夜ドラマ主演へと繋がりました。とにかく業界視聴率が凄い」と影響力の大きさを語っている。2014年に開催された番組イベント「マジ歌ライブ in 中野サンプラザ」のライブビューイングにはNHK紅白歌合戦の制作スタッフが揃って来場し、同年末の『第65回NHK紅白歌合戦』では日村勇紀（バナナマン）が番組内から生まれたキャラクター「ヒム子」に扮して香西かおりと細川たかしのコラボステージに登場した。翌年の『第66回NHK紅白歌合戦』でも同じくヒム子に扮し、miwaのバックダンサーを務めた。
前述の通り低視聴率番組ながら、非常にコアなファンが多いことでも知られ、人気企画「キス我慢選手権」のDVDシリーズ累計売り上げは2013年時点で50万枚を突破。同企画の映画化プロジェクト『キス我慢選手権 THE MOVIE』もスマッシュヒットを記録し、公開から僅か2週目で黒字収入となった。2009年から年1回ペースで開催され、番組の人気キャラクターが勢揃いする「マジ歌選手権」のライブイベントは、毎回チケットが即時完売するプラチナライブと化している。
本番組がサブカルチャー系雑誌『Quick Japan』Vol.91（太田出版）で特集され、その中で当時プロデューサーであった佐久間宣行は「ゴッドタンが終わる時は、テレビマンにおける青春時代の終わり」「これが終わったら、あとは大人として仕事をこなすだけ」と語り、劇団ひとりは「この番組が終わったら僕は司会者になります。だからもし予算がきつかったらギャラはいらないから、番組続けてください」と語るほど、制作者、出演者とも強い思い入れを持って取り組んでいる番組と言える。佐久間氏はこのゴッドタンで「（笑いの）『最高速度』を何回か見ることができたから、行けるところまで行ってみよう」と語っている。
2017年8月26日に放送された『最初で最後のゴールデンスペシャル』がギャラクシー賞8月度月間賞を受賞した。
2018年5月〜7月に、『ゴッドタン マジ歌museum 2009〜2018』を東京（HMV渋谷）と名古屋（HMV栄）で開催した。

### スペシャル放送
2009年以降の年末年始はマジ歌選手権の特番が行われるのが恒例となっている。2012年の年末以後は23時台から放送が開始している。
2009年から2014年までは、前述の年末年始特番を含めて年2回のペースで特番を行っていた。また、2010年7月には番組初のプライムタイムでの特番が行われた。さらに、2017年8月にはこれも番組初となるゴールデンタイムでの3時間半特番（一部地域を除く）が行われた。
レギュラー前
- 2005年2月12日0時09分 - 1時10分

レギュラー第1期
- 2007年1月4日23時58分 - 翌1時28分
  - 第2回キス我慢選手権リターンズ

レギュラー第2期
- 2007年8月26日0時42分 - 1時43分
  - 第3回キス我慢選手権
- 2007年11月15日0時12分 - 1時13分
  - マジ歌リクエスト大会
  - 松丸友紀26歳はじめてのドッキリ
- 2007年12月20日0時12分 - 1時13分
  - ヒドイ女サミットスペシャル
  - アイドルにおっぱいを見せてもらおう
- 2008年4月3日0時12分 - 1時13分
  - ゴッドタン1周年記念スペシャル
- 2009年1月3日0時00分 - 1時25分（番組初の1時間以上の特番）
  - 第5回芸人マジ歌選手権
  - キス我慢選手権特別編 -雑ガマン選手権-
- 2009年6月21日22時54分 - 23時48分（番組初の23時台の特番）
  - 第6回芸人マジ歌選手権
- 2010年1月4日0時00分 - 1時25分
  - 第5回キス我慢選手権ファイナル（後編）
- 2010年7月29日22時00分 - 22時54分（番組初のプライムタイム特番、テレビ東京のみ21時54分 - 22時00分に『みどころ』枠も別途放送）
  - 第7回芸人マジ歌選手権
- 2011年1月3日0時30分 - 1時30分
  - 第8回芸人マジ歌選手権
- 2011年10月1日0時12分 - 1時23分
  - 第9回芸人マジ歌選手権

レギュラー第3期
- 2012年2月5日2時10分 - 2時45分
  - マジ歌ライブスペシャル
- 2012年10月3日23時58分 - 翌0時45分
  - 第6回キス我慢選手権 劇団ひとりスペシャル
- 2012年12月28日23時55分 - 翌0時55分
  - 第10回芸人マジ歌選手権
- 2013年6月27日23時58分 - 翌0時45分
  - 映画公開記念 キス我慢選手権
  - 松丸調子乗ってる度チェック

レギュラー第4期
- 2014年1月4日23時30分 - 翌0時30分
  - 第11回芸人マジ歌選手権
- 2014年10月5日1時45分 - 2時35分
  - 問題児更生施設 川島学園
- 2014年10月12日1時45分 - 2時35分
  - ヒム子のアイドル性格チェックSP
- 2015年1月3日23時15分 - 翌0時15分
  - 第12回芸人マジ歌選手権
- 2016年1月3日23時20分 - 翌0時15分
  - 第13回芸人マジ歌選手権
- 2017年1月4日1時00分 - 2時30分
  - 第14回芸人マジ歌選手権
- 2017年8月26日 （第1部前半）18時30分 - 19時00分・（第1部後半）19時00分 - 20時54分・（第2部）21時00分 - 21時54分（番組初となるゴールデンタイム特番）[注 5]
  - ゴッドタン 最初でたぶん最後のゴールデン3時間半スペシャル[16][17][18][19]
- 2018年1月1日22時15分 - 23時45分（番組3回目のゴールデン・プライムタイム特番。元日の放送は初。）
  - 第15回芸人マジ歌選手権
- 2018年12月28日23時00分 - 翌0時30分
  - 第16回芸人マジ歌選手権
- 2019年12月27日23時00分 - 翌0時33分
  - 第17回芸人マジ歌選手権
- 2020年12月29日22時00分 - 23時24分（番組4回目のゴールデン・プライムタイム特番。）
  - 第18回芸人マジ歌選手権
- 2021年12月29日23時30分 - 翌0時55分
  - 第19回芸人マジ歌選手権
- 2023年1月3日23時30分 - 翌0時55分
  - 第20回芸人マジ歌選手権
- 2024年1月3日23時30分 - 翌0時55分
  - 第21回芸人マジ歌選手権
- 2025年1月1日22時55分 - 翌0時25分（番組5回目のゴールデン・プライムタイム特番。元日の放送は2回目。）
  - 第22回芸人マジ歌選手権

### スピンオフ
2016年11月6日から2017年4月23日まで映像配信サービス「dTV」においてdTVオリジナル版「ゴッドタン」が毎週日曜日に配信された。「セクシー女優愛確かめ選手権」など地上波よりも攻めた企画となっている。
2018年10月からテレビ東京での放送中にスマートフォンアプリ「ドラゴンエッグ」のインフォマーシャルが流れるようになった。番組内企画と「ドラエグ」を絡めたショートムービーとなっているほか、「ドラエグ」ゲーム内で「ゴッドタン」にちなんだアバターが入手出来るコラボもある。2020年4月にはYouTubeでスペシャル動画「今ヤバイ! モンスター芸能人No.1決定戦」が期間限定で公開された。
2022年3月12日には動画配信サービス「Paravi」の企画「テレ東バラエティ スピンオフ祭り」の一環として「セクシー女優愛確かめ選手権」が配信された。MCはカミナリで、パネラーに みちお（トム・ブラウン）、カカロニ、ザ・マミィのほか、セクシー女優3名（栗山莉緒、唯井まひろ、星美りか）が出演。栗山出演回のみTVerでも期間限定で配信された。

2022年9月17日には「第2回セクシー女優愛確かめ選手権」が同じく「Paravi」にて配信された。MCは前回同様カミナリ。パネラーもみちお（トム・ブラウン）、カカロニは同じだが、新たにショーゴ（東京ホテイソン）、ママタルトが加わった。セクシー女優3名は小倉由菜、桜もこ、加美杏奈が出演。TVerでも9月17日より小倉出演回、10月17日より桜出演回、10月24日より加美出演回がそれぞれ一週間限定で配信された。

2024年4月6日より配信限定企画「アイフル presents コンビ愛確かめ選手権」がTVerおよびテレビ東京公式YouTubeチャンネルで配信。MCはアルコ&ピース、アシスタントはたけうちほのかで、U字工事、トム・ブラウン、ラブレターズ、ママタルトの4組が挑戦。
2025年1月2日にTVer独占配信による「芸人マジ歌選手権」のスピンオフ企画、「あいつがマジ歌にやってきた!」が配信された。司会はおぎやはぎ。マジ歌披露はオジンオズボーン篠宮暁・倉沢しえり。審査員は今井アンジェリカ、高梨瑞樹、榎原依那。

2025年3月26日に配信限定によるスピンオフ企画、「オオギリッシュNIGHT 若手SP」が前編と後編に分けてTVerおよびLeminoにて配信された。司会は森本晋太郎（トンツカタン）。解答者はYes!アキト、サツマカワRPG、ママタルト、真空ジェシカ。審査員はあらた唯、青山天南、榎原依那。SPゲストに葵いぶき（後編のみ）。

また同日、同じくTVerとLemino限定でゴッドタン本編の番宣番組として「【佐久間宣行×キンタロー。】あのハリウッドスターが「ゴッドタン」に出演するチャンス到来!?」が配信。

## 出演者

### レギュラー
- おぎやはぎ〈小木博明・矢作兼〉
- 劇団ひとり
- 松丸友紀（フリーアナウンサー）[注 6]

### 準レギュラー
- バナナマン〈設楽統・日村勇紀〉
- 東京03〈飯塚悟志・角田晃広・豊本明長〉
- 朝日奈央
- 野呂佳代

## 放送リスト

### 第1期（毎週土曜1:00 - 1:30〈金曜深夜〉）
| 2005年 | 2005年   | 2005年                                    | 2005年                                                                                              |
| 回数   | 放送日   | 放送内容                                  | ゲスト                                                                                              |
| ------ | -------- | ----------------------------------------- | --------------------------------------------------------------------------------------------------- |
| 特番   | 2月12日  | 小沢真珠を土下座させろ                    | ドランクドラゴン、カンニング竹山、小沢真珠、眞鍋かをり、及川奈央、デヴィ夫人、石田純一、KABA.ちゃん |
| 特番   | 2月12日  | 眞鍋かをりにキスしてもらえ                | ドランクドラゴン、カンニング竹山、小沢真珠、眞鍋かをり、及川奈央、デヴィ夫人、石田純一、KABA.ちゃん |
| 特番   | 2月12日  | 及川奈央のブラジャーをもらえ              | ドランクドラゴン、カンニング竹山、小沢真珠、眞鍋かをり、及川奈央、デヴィ夫人、石田純一、KABA.ちゃん |
| 特番   | 2月12日  | デヴィ夫人に10万円借りろ                  | ドランクドラゴン、カンニング竹山、小沢真珠、眞鍋かをり、及川奈央、デヴィ夫人、石田純一、KABA.ちゃん |
| 特番   | 2月12日  | 石田純一を泣かせろ                        | ドランクドラゴン、カンニング竹山、小沢真珠、眞鍋かをり、及川奈央、デヴィ夫人、石田純一、KABA.ちゃん |
| 特番   | 2月12日  | KABA.ちゃんに水1.5Lを飲ませろ             | ドランクドラゴン、カンニング竹山、小沢真珠、眞鍋かをり、及川奈央、デヴィ夫人、石田純一、KABA.ちゃん |
| 1      | 10月8日  | 小林恵美にキスしてもらえ                  | 岡田圭右、小林恵美、レイザーラモンHG                                                                |
| 1      | 10月8日  | レイザーラモンHGを惚れさせろ（前編）      | 岡田圭右、小林恵美、レイザーラモンHG                                                                |
| 2      | 10月15日 | レイザーラモンHGを惚れさせろ（後編）      | 岡田圭右、今田耕司、レイザーラモンHG、大橋未歩                                                      |
| 2      | 10月15日 | 大橋アナにキスしてもらえ                  | 岡田圭右、今田耕司、レイザーラモンHG、大橋未歩                                                      |
| 3      | 10月22日 | みさきゆうの体を3ヶ所なめろ               | 出川哲朗、みさきゆう、ボビー・オロゴン                                                              |
| 3      | 10月22日 | ボビー・オロゴンを泣かせろ（前編）        | 出川哲朗、みさきゆう、ボビー・オロゴン                                                              |
| 4      | 10月29日 | ボビー・オロゴンを泣かせろ（後編）        | 出川哲朗、ボビー・オロゴン、蒼井そら                                                                |
| 4      | 10月29日 | 蒼井そらに愛のあるキスをしてもらえ        | 出川哲朗、ボビー・オロゴン、蒼井そら                                                                |
| 5      | 11月5日  | ほしのあきの胸に顔を埋めろ                | 山崎邦正、出川哲朗、ほしのあき、徳光和夫                                                            |
| 5      | 11月5日  | 徳光和夫に阪神のハッピを着させろ（前編）  | 山崎邦正、出川哲朗、ほしのあき、徳光和夫                                                            |
| 6      | 11月12日 | 及川奈央のパンティーをもらえ              | 岡田圭右、出川哲朗、及川奈央、徳光和夫                                                              |
| 6      | 11月12日 | 徳光和夫に阪神のハッピを着させろ（後編）  | 岡田圭右、出川哲朗、及川奈央、徳光和夫                                                              |
| 7      | 11月19日 | 山上兄弟を寝かしつけろ                    | スピードワゴン、山崎邦正、山上兄弟、坂下千里子                                                      |
| 7      | 11月19日 | 坂下千里子を泣かせろ                      | スピードワゴン、山崎邦正、山上兄弟、坂下千里子                                                      |
| 8      | 11月25日 | 煩悩ガールズを3人辞めさせろ               | スピードワゴン、煩悩ガールズ                                                                        |
| 9      | 12月3日  | 西川史子にキスしてもらえ                  | アンジャッシュ、スピードワゴン、西川史子、角田信朗                                                  |
| 9      | 12月3日  | 角田信朗に3ヶ所ケリを入れろ（前編）       | アンジャッシュ、スピードワゴン、西川史子、角田信朗                                                  |
| 10     | 12月10日 | くまきりあさ美にキスしてもらえ            | アンジャッシュ、スピードワゴン、くまきりあさ美、角田信朗                                            |
| 10     | 12月10日 | 角田信朗に3ヶ所ケリを入れろ（後編）       | アンジャッシュ、スピードワゴン、くまきりあさ美、角田信朗                                            |
| 11     | 12月16日 | 第1回神様対抗キス我慢選手権（前編）       | バナナマン、みひろ                                                                                  |
| 12     | 12月24日 | 第1回神様対抗キス我慢選手権（後編）       | バナナマン、みひろ、かすみ果穂、東京03                                                              |
| 12     | 12月24日 | 前代未聞の大トラブル 撮ったロケが流れない | バナナマン、みひろ、かすみ果穂、東京03                                                              |

### 第2期（毎週木曜0:12 - 0:43〈水曜深夜〉）
| SP | 1月5日   | THE GODTONGUE カッコイイ列伝                             | 遠藤憲一、半田健人、ハチミツ二郎（東京ダイナマイト）、小沢一敬（スピードワゴン）、バナナマン |          |
| SP | 1月5日   | 小木博明の口喧嘩ドライブ                                 | 相澤仁美、岩佐真悠子                                                                         |          |
| SP | 1月5日   | 第2回キス我慢選手権リターンズ                            | バナナマン、みひろ、穂花、成松慶彦                                                           |          |
| 1  | 4月12日  | 番組スタート祝いのキスを奪えるか!?                       | 眞鍋かをり、蒼井そら、くまきりあさ美                                                         |          |
| 2  | 4月19日  | 妹分オーディション 小木に服を売りつけろ!                 | 柳原可奈子                                                                                   |          |
| 3  | 4月26日  | 劇団ひとりvs品川祐 芸人小説家ナンバーワンはオレだ!       | 品川庄司                                                                                     |          |
| 4  | 5月3日   | 第1回芸人マジ歌選手権                                    | バナナマン、東京03、山田五郎、真矢、奈津子、亜希子、滝井礼乃                                 |          |
| 5  | 5月10日  | 第1回アイドルの恩返し                                    | 佐藤寛子、相澤仁美                                                                           |          |
| 6  | 5月17日  | 石原真理子と武勇伝を作れ!                                | 石原真理子                                                                                   |          |
| 7  | 5月31日  | くまきりあさ美、矢作兼と最後のキス                       | くまきりあさ美                                                                               |          |
| 8  | 6月7日   | エンジェルミッションのコーナー                           | 柳原可奈子、バナナマン                                                                       |          |
| 8  | 6月7日   | 第2回アイドルの恩返し                                    | 相澤仁美                                                                                     |          |
| 9  | 6月14日  | ストレス発散させまSHOW                                   | 日村勇紀（バナナマン）、山本モナ                                                             |          |
| 9  | 6月14日  | 小木博明の口喧嘩ドライブ                                 | 星野真里                                                                                     |          |
| 10 | 6月21日  | 仲直りフレンドパーク                                     | 岩佐真悠子                                                                                   |          |
| 11 | 6月28日  | 第2回芸人マジ歌選手権                                    | バナナマン、東京03、ケンドーコバヤシ、松崎しげる、スザンヌ                                   |          |
| 12 | 7月5日   | 小木博明の口喧嘩ドライブ                                 | スザンヌ                                                                                     |          |
| 13 | 7月12日  | ゲストに大きな声を出させよう                             | インパルス、小杉竜一（ブラックマヨネーズ）、磯山さやか                                       |          |
| 14 | 7月19日  | DVD発売記念!アイドルのおっぱいを見せてもらおう           | 小林恵美、大沢あかね、相澤仁美                                                               |          |
| 15 | 7月26日  | カリスマリサイクルショップ可奈子                         | 柳原可奈子、夏帆                                                                             |          |
| 16 | 8月2日   | カリスマリサイクルショップ可奈子                         | 柳原可奈子、夏帆、杉浦太陽、カンニング竹山                                                   |          |
| 17 | 8月9日   | 第1回ラブストーリー王決定戦                              | カンニング竹山、ケンドーコバヤシ、三津谷葉子                                                 |          |
| 18 | 8月16日  | 私と紅茶とゴッドタン                                     | -                                                                                            |          |
| 19 | 8月23日  | 第3回キス我慢選手権                                      | バナナマン、山里亮太（南海キャンディーズ）、春咲あずみ、西野翔、かすみ果穂、みひろ、成松慶彦 |          |
| 20 | 8月30日  | 第3回キス我慢選手権                                      | バナナマン、山里亮太（南海キャンディーズ）、春咲あずみ、西野翔、かすみ果穂、みひろ、成松慶彦 | [ 注 7 ] |
| 21 | 9月6日   | 第3回キス我慢選手権                                      | バナナマン、山里亮太（南海キャンディーズ）、春咲あずみ、西野翔、かすみ果穂、みひろ、成松慶彦 |          |
| 22 | 9月13日  | 第3回芸人マジ歌選手権                                    | バナナマン、東京03、ケンドーコバヤシ、香田晋、堀田ゆい夏                                     |          |
| 23 | 9月20日  | 第3回芸人マジ歌選手権                                    | バナナマン、東京03、ケンドーコバヤシ、香田晋、堀田ゆい夏                                     |          |
| 24 | 9月27日  | 合いの手オーディション                                   | 堀田ゆい夏、スザンヌ、前田海嘉、相澤仁美                                                     |          |
| 25 | 10月4日  | 小木博明の口喧嘩ドライブ                                 | 美保純                                                                                       |          |
| 26 | 10月11日 | 第1回ヒドイ女サミット                                    | 小沢一敬（スピードワゴン）、堤下敦（インパルス）、相澤仁美、前田海嘉                         |          |
| 27 | 10月18日 | 第2回ヒドイ女サミット                                    | 設楽統（バナナマン）、ケンドーコバヤシ、森下千里                                             |          |
| 28 | 11月1日  | 第2回ラブストーリー王決定戦                              | 小沢一敬（スピードワゴン）、ケンドーコバヤシ、鮎河ナオミ、前田海嘉                           |          |
| 29 | 11月8日  | 第2回ラブストーリー王決定戦                              | 小沢一敬（スピードワゴン）、ケンドーコバヤシ、鮎河ナオミ、前田海嘉                           |          |
| 30 | 11月15日 | マジ歌リクエスト大会（前編）                             | バナナマン、東京03、ケンドーコバヤシ、倉科カナ                                               | [ 注 7 ] |
| 30 | 11月15日 | 松丸友紀26歳 はじめてのドッキリ                          | -                                                                                            | [ 注 7 ] |
| 31 | 11月22日 | マジ歌リクエスト大会（後編）                             | バナナマン、東京03、ケンドーコバヤシ、倉科カナ                                               |          |
| 32 | 11月29日 | アイドルは愛嬌選手権                                     | バナナマン、高部あい、鹿谷弥生、優木まおみ、AKB48                                            |          |
| 33 | 12月6日  | アイドルは愛嬌選手権                                     | バナナマン、高部あい、鹿谷弥生、優木まおみ、AKB48                                            |          |
| 34 | 12月13日 | DVD発売記念!アイドルのおっぱいを見せてもらおう           | 森下悠里、小林恵美、相澤仁美                                                                 |          |
| 35 | 12月20日 | 第3回ヒドイ女サミット 〜ドイヒー・オブ・ザ・イヤー2007〜 | 小沢一敬（スピードワゴン）、山里亮太（南海キャンディーズ）、原幹恵                           | [ 注 7 ] |

| 36 | 1月17日  | 私とパジャマとゴッドタン                          | - |          |
| 37 | 1月24日  | 第4回芸人マジ歌選手権                             | バナナマン、東京03、ケンドーコバヤシ、友近、半田健人、小阪由佳 |          |
| 38 | 1月31日  | 第4回芸人マジ歌選手権                             | バナナマン、東京03、ケンドーコバヤシ、友近、半田健人、小阪由佳 |          |
| 39 | 2月7日   | 日村理解王選手権                                  | バナナマン、松嶋初音 |          |
| 40 | 2月14日  | キモンスターズ・チャンプ                          | バナナマン、ハイキングウォーキング |          |
| 41 | 2月21日  | キモンスターズ・チャンプ ファイナルラウンド       | バナナマン、ハイキングウォーキング |          |
| 41 | 2月21日  | 小木博明のテンション下げたら罰金ドライブ          | - |          |
| 42 | 3月6日   | 第1回矢作の相方オーディション                     | 小阪由佳、愛川ゆず季、風子、辰巳奈都子 |          |
| 43 | 3月13日  | 第1回矢作の相方オーディション                     | 小阪由佳、愛川ゆず季、風子、辰巳奈都子 |          |
| 44 | 3月20日  | 第4回ヒドイ女サミット                             | ブラックマヨネーズ、優木まおみ |          |
| 45 | 3月27日  | 恋する放課後〜アイツ、私のこと好きかも            | 森三中、相澤仁美 |          |
| 46 | 4月3日   | 恋する放課後〜アイツ、私のこと好きかも            | 森三中、相澤仁美、東京03、みひろ | [ 注 7 ] |
| 46 | 4月3日   | 過激すぎてお蔵入り!未公開映像大放出スペシャル     | バナナマン、相澤仁美 | [ 注 7 ] |
| 47 | 4月10日  | 山里理解王選手権                                  | バナナマン、山里亮太（南海キャンディーズ）、小阪由佳、西野翔 |          |
| 48 | 4月17日  | 第1回カエオケフレーズクイズ                       | バナナマン、小倉優子、角田晃広（東京03） |          |
| 49 | 4月24日  | あるあるネタ301検証                               | 360°モンキーズ、麦芽、ピーナッツパン、とーどーゆーた、ニッケルバック |          |
| 50 | 5月1日   | 第2回カエオケフレーズクイズ                       | バナナマン、磯山さやか、角田晃広（東京03） |          |
| 51 | 5月8日   | IP抗争（相澤vs風子）                              | バナナマン、相澤仁美、風子 |          |
| 52 | 5月15日  | 第1回ドジ芝居でアピール合戦                       | バナナマン、品川庄司、亜希子 |          |
| 53 | 5月22日  | 第3回カエオケフレーズクイズ                       | バナナマン、優木まおみ、角田晃広（東京03） |          |
| 54 | 5月29日  | 第5回ヒドイ女サミット                             | 渡部建（アンジャッシュ）、有吉弘行、辰巳奈都子 |          |
| 55 | 6月5日   | 女に言ってほしいセリフ会議                        | インパルス、優木まおみ |          |
| 56 | 6月12日  | 芸能界ストイック暗記王                            | バナナマン、堤下敦（インパルス）、田中涼子、村岡沙耶香、深澤ゆうき、 浅田ほのか、未来、石井かおり、ゆずき、深水あかね                                                                  |          |
| 57 | 6月19日  | 第2回ドジ芝居でアピール合戦                       | バナナマン、山里亮太（南海キャンディーズ）、カンニング竹山、あびる優、庄司智春（品川庄司）                                                                                             |          |
| 58 | 6月26日  | 第2回ドジ芝居でアピール合戦                       | バナナマン、山里亮太（南海キャンディーズ）、カンニング竹山、あびる優、庄司智春（品川庄司）                                                                                             |          |
| 59 | 7月3日   | 芸能界ストイック暗記王2                           | 黄川田将也、井戸田潤（スピードワゴン）、有吉弘行、田中涼子、村岡沙耶香、深澤ゆうき、 未来、浅田ほのか、石井かおり、ゆずき、深水あかね                                                  |          |
| 60 | 7月10日  | 第6回ヒドイ女サミット                             | 板倉俊之（インパルス）、山里亮太（南海キャンディーズ）、佐野夏芽 |          |
| 61 | 7月17日  | 第4回キス我慢選手権前夜祭 キス我慢ゼミナール      | 設楽統（バナナマン） |          |
| 62 | 7月31日  | 第4回キス我慢選手権                               | バナナマン、小杉竜一（ブラックマヨネーズ）、山里亮太（南海キャンディーズ）、イジリー岡田、 大沢佑香（晶エリー、新井エリー）、希志あいの、Ami、みづなれい、長澤つぐみ、みひろ、成松慶彦 |          |
| 63 | 8月7日   | 第4回キス我慢選手権                               | バナナマン、小杉竜一（ブラックマヨネーズ）、山里亮太（南海キャンディーズ）、イジリー岡田、 大沢佑香（晶エリー、新井エリー）、希志あいの、Ami、みづなれい、長澤つぐみ、みひろ、成松慶彦 |          |
| 64 | 8月14日  | 第4回キス我慢選手権                               | バナナマン、小杉竜一（ブラックマヨネーズ）、山里亮太（南海キャンディーズ）、イジリー岡田、 大沢佑香（晶エリー、新井エリー）、希志あいの、Ami、みづなれい、長澤つぐみ、みひろ、成松慶彦 |          |
| 65 | 8月21日  | 第4回キス我慢選手権                               | バナナマン、小杉竜一（ブラックマヨネーズ）、山里亮太（南海キャンディーズ）、イジリー岡田、 大沢佑香（晶エリー、新井エリー）、希志あいの、Ami、みづなれい、長澤つぐみ、みひろ、成松慶彦 |          |
| 66 | 8月28日  | キモンスターズ・チャンプ2                         | バナナマン、オードリー |          |
| 67 | 9月4日   | 第4回カエオケフレーズクイズ                       | バナナマン、小阪由佳、角田晃広（東京03） |          |
| 68 | 9月11日  | 第1回M女オーディション                            | 有吉弘行、佐野夏芽、華彩なな、アヤカ・ウィルソン |          |
| 69 | 9月18日  | 第2回M女オーディション                            | 有吉弘行、原幹恵、佐藤唯、アヤカ・ウィルソン |          |
| 70 | 9月25日  | ヒドイ女サミット 禁断の未公開SP                   | - |          |
| 71 | 10月2日  | タイトルロゴリニューアル!緊急オープニングトーク   | - |          |
| 72 | 10月9日  | 地元エピソードキング                              | 品川庄司、TKO |          |
| 73 | 10月16日 | DVD発売記念!アイドルのおっぱいを見せてもらおう    | バナナマン、優木まおみ、手島優、相澤仁美 |          |
| 74 | 10月23日 | DVD発売記念!アイドルのおっぱいを見せてもらおう    | バナナマン、優木まおみ、手島優、相澤仁美 |          |
| 75 | 10月30日 | 話し合えば何でも出来る!机上の空論                 | バナナマン、ジョイマン |          |
| 75 | 10月30日 | ゴッドタングッズ発売記念情報                      | バナナマン |          |
| 76 | 11月6日  | 芸能界ストイック暗記王3                           | バナナマン、有吉弘行、田中涼子、深澤ゆうき、黒澤佐知子 |          |
| 77 | 11月13日 | 第3回M女オーディション                            | 有吉弘行、次原かな、辰巳奈都子 |          |
| 78 | 11月20日 | 芸能界ストイック暗記王4                           | バナナマン、小島よしお、田中涼子、深澤ゆうき、黒澤佐知子、桜木凛 |          |
| 79 | 11月27日 | 飲み会のノリと勢いだけで番組を成立させよう!       | 黒沢かずこ（森三中）、キングオブコメディ、青島あきな |          |
| 80 | 12月4日  | ケンコバ&日村の女友達になりたい人いらっしゃ〜い   | バナナマン、ケンドーコバヤシ、秋元玲奈、美月あかり、高瀬みさき |          |
| 81 | 12月11日 | 芸能界ストイック暗記王5                           | はんにゃ、田中卓志（アンガールズ）、深澤ゆうき、藤井梨花、村岡沙耶香、初音みのり |          |
| 82 | 12月18日 | 地元エピソードキング2                             | スピードワゴン、サバンナ |          |
| 83 | 12月25日 | クリスマス・イブ特別企画 クリスマスソングを作ろう | 日村勇紀（バナナマン）、角田晃広（東京03）、原幹恵 |          |

| 84  | 1月3日   | 新春キス我慢特別編 雑ガマン選手権                                                        | 日村勇紀（バナナマン）、はんにゃ、狩野英孝、サンドウィッチマン、 春咲あずみ、麻美ゆま、明日花キララ       | [ 注 8 ] |
| 84  | 1月3日   | 第5回芸人マジ歌選手権 新春スペシャル                                                     | バナナマン、東京03、秋山竜次（ロバート）、ケンドーコバヤシ、香田晋、上原美優、有吉弘行                    | [ 注 8 ] |
| 85  | 1月8日   | 放送コードギリギリ解禁未公開SP                                                           | - |          |
| 86  | 1月15日  | 第2回飲み会のノリと勢いだけで番組を成立させよう!                                         | 日村勇紀（バナナマン）、角田晃広（東京03）、松本亜希、秋山竜次（ロバート）                                |          |
| 87  | 1月22日  | 第4回M女オーディション                                                                   | 有吉弘行、大友さゆり、谷桃子                                                                              |          |
| 88  | 1月29日  | 地元エピソードキング3                                                                    | スピードワゴン、サバンナ                                                                                  |          |
| 89  | 2月5日   | 旬芸人キス我慢 未公開スペシャル                                                          | 日村勇紀（バナナマン）、はんにゃ、狩野英孝、サンドウィッチマン、 春咲あずみ、麻美ゆま、明日花キララ       |          |
| 90  | 2月12日  | 芸能界ストイック暗記王6                                                                  | TKO、ナイツ、深澤ゆうき、田中涼子、藤井梨花、原紗央莉、はなわ                                             |          |
| 91  | 2月19日  | 第5回M女オーディション                                                                   | 有吉弘行、児玉菜々子、松本さゆき                                                                          |          |
| 92  | 3月5日   | 準レギュラー争奪 サバイバルオーディション                                                | 相澤仁美、青島あきな、大友さゆり                                                                          |          |
| 93  | 3月12日  | 第7回ヒドイ女サミット                                                                    | 井戸田潤（スピードワゴン）、狩野英孝、杉本有美                                                            |          |
| 94  | 3月19日  | 第1回非・吉本芸人 団体芸サミット                                                         | バナナマン、オードリー、キングオブコメディ、小島よしお                                                    |          |
| 95  | 3月26日  | 第1回非・吉本芸人 団体芸サミット                                                         | バナナマン、オードリー、キングオブコメディ、小島よしお                                                    |          |
| 96  | 4月2日   | 劇団ひとり ひどいじゃない裁判                                                            | バナナマン、大沢あかね、みひろ                                                                            |          |
| 97  | 4月9日   | DVD2巻同時発売記念!アイドルのおっぱいを見せてもらおう!!                                  | バナナマン、手島優、次原かな、大竹一樹（さまぁ〜ず）                                                      |          |
| 98  | 4月16日  | 第2回非・吉本芸人 団体芸サミット（前編）                                                 | バナナマン、オードリー、キングオブコメディ、小島よしお                                                    |          |
| 99  | 4月23日  | マジ歌シンガー CDデビューへの道                                                          | バナナマン、東京03                                                                                        |          |
| 99  | 4月23日  | 第2回非・吉本芸人 団体芸サミット（後編）                                                 | バナナマン、オードリー、キングオブコメディ、小島よしお                                                    |          |
| 100 | 5月7日   | 第6回M女オーディション                                                                   | 有吉弘行、田代さやか                                                                                      |          |
| 100 | 5月7日   | 東京03角田晃広 マジ歌CDデビューへの道                                                    | バナナマン、東京03                                                                                        |          |
| 101 | 5月14日  | 仲直りフレンドパーク2                                                                    | 有吉弘行、谷桃子                                                                                          |          |
| 102 | 5月21日  | 祝!ゴッドタン100回記念パーティー                                                         | 相澤仁美、橘麗美                                                                                          |          |
| 102 | 5月21日  | DVD2枚同時発売記念 ローソンでDVDをPRしよう!                                              | 角田晃広（東京03）                                                                                        |          |
| 103 | 5月28日  | 第3回非・吉本芸人 団体芸サミット                                                         | バナナマン、オードリー、キングオブコメディ、アンガールズ                                                  |          |
| 104 | 6月4日   | 芸能界ストイック暗記王7                                                                  | 庄司智春（品川庄司）、スピードワゴン、秋山竜次（ロバート）、 深澤ゆうき、田中涼子、藤井梨花、藤井シェリー |          |
| 105 | 6月11日  | 芸能界ストイック暗記王7                                                                  | 庄司智春（品川庄司）、スピードワゴン、秋山竜次（ロバート）、 深澤ゆうき、田中涼子、藤井梨花、藤井シェリー |          |
| 106 | 6月18日  | マジ歌DVD発売記念 角ちゃんモテモテ大作戦                                                 | 角田晃広（東京03）、鎌田奈津美、西内裕美                                                                  |          |
| 107 | 6月22日  | 第6回芸人マジ歌選手権                                                                    | バナナマン、東京03、秋山竜次（ロバート）、 大島美幸・黒沢かずこ（森三中）、香田晋、上原美優、有吉弘行     | [ 注 9 ] |
| 108 | 6月25日  | アメトーーク出演 緊急反省会!!                                                            | - |          |
| 108 | 6月25日  | 第4回非・吉本芸人 団体芸サミット                                                         | バナナマン、オードリー、アンガールズ、キングオブコメディ                                                  |          |
| 109 | 7月9日   | 調子が良い時こそ気を引き締めよう!ゴッドタン緊急反省会                                    | 折原みか                                                                                                  |          |
| 109 | 7月9日   | 完全未公開!マジ歌シンガーの舞台裏                                                        | - |          |
| 110 | 7月16日  | 第1回ドスベリサミット                                                                    | サバンナ、辰巳奈都子                                                                                      |          |
| 111 | 7月23日  | 今後使いたいのは誰だ!?ヒム子のアイドル性格チェック                                       | バナナマン、木口亜矢、さとう里香                                                                          |          |
| 112 | 7月30日  | 2週ぶちぬき!まさかのマジ歌ライブ                                                         | |          |
| 113 | 8月6日   | 2週ぶちぬき!まさかのマジ歌ライブ                                                         | |          |
| 114 | 8月13日  | キモンスターズ・チャンプ3                                                                | バナナマン、オードリー                                                                                    |          |
| 115 | 8月20日  | ザ・大声クイズ                                                                           | インパルス、佐野夏芽                                                                                      |          |
| 116 | 8月27日  | 第2回ドスベリサミット                                                                    | 有吉弘行、後藤輝基（フットボールアワー）、次原かな                                                        |          |
| 117 | 9月3日   | 芸能界ストイック暗記王8                                                                  | 響、ハリセンボン、キングオブコメディ、深澤ゆうき、田中涼子、藤井梨花、原紗央莉                            |          |
| 118 | 9月10日  | 芸能界ストイック暗記王8                                                                  | 響、ハリセンボン、キングオブコメディ、深澤ゆうき、田中涼子、藤井梨花、原紗央莉                            |          |
| 119 | 9月24日  | 今後使いたいのは誰だ!?ヒム子のアイドル性格チェック                                       | バナナマン、加藤沙耶香                                                                                    |          |
| 120 | 10月1日  | 角ちゃんCDデビュー&東京03コント日本一おめでとう記念! アイドルにおっぱいを見せてもらおう! | バナナマン、東京03、杉麻李沙、手島優、辰巳奈都子                                                          |          |
| 121 | 10月8日  | 角ちゃんCDデビュー&東京03コント日本一おめでとう記念! アイドルにおっぱいを見せてもらおう! | バナナマン、東京03、杉麻李沙、手島優、辰巳奈都子                                                          |          |
| 122 | 10月15日 | ザ・大声クイズ2                                                                          | オードリー、浜田ブリトニー                                                                                |          |
| 123 | 10月22日 | 第1回谷桃子王決定戦                                                                      | 有吉弘行、後藤輝基（フットボールアワー）、谷桃子                                                          |          |
| 124 | 10月29日 | 東京03の使い方発表会                                                                     | バナナマン、東京03                                                                                        |          |
| 125 | 11月5日  | 今後使いたいのは誰だ!?ヒム子のアイドル性格チェック                                       | バナナマン、西舘さをり                                                                                    |          |
| 126 | 11月12日 | 第3回ドスベリサミット                                                                    | U字工事、大島美幸（森三中）、折山みゆ                                                                     |          |
| 127 | 11月19日 | ザ・大声クイズ3                                                                          | ブラックマヨネーズ、愛川ゆず季                                                                            |          |
| 128 | 11月26日 | ゴッドタン アイドルお宝映像GP                                                            | - |          |
| 129 | 12月3日  | 第2回谷桃子王決定戦                                                                      | 有吉弘行、伊達みきお（サンドウィッチマン）、谷桃子                                                        |          |
| 130 | 12月10日 | 第8回ヒドイ女サミット                                                                    | 島田秀平、山里亮太（南海キャンディーズ）、さとう里香                                                      |          |
| 131 | 12月17日 | 大告白忘年会                                                                             | バナナマン                                                                                                |          |
| 132 | 12月24日 | 第5回キス我慢選手権ファイナル（前編）                                                    | バナナマン、東京03、濱口優（よゐこ）、瑠川リナ、天海つばさ                                                |          |

| 133 | 1月4日   | 第5回キス我慢選手権ファイナル（後編）              | バナナマン、東京03、後藤輝基（フットボールアワー）、横山美雪、藤浦めぐ、 並木優、みひろ、成松慶彦、入江雅人、みのすけ                   | [ 注 10 ] |
| 134 | 1月7日   | 第1回松丸プロデュース王決定戦                      | バナナマン |           |
| 135 | 1月14日  | 第1回エロ哀しい話座談会                            | 小沢一敬（スピードワゴン） |           |
| 136 | 1月21日  | 今後使いたいのは誰だ!?ヒム子のアイドル性格チェック | バナナマン、一戸愛子 |           |
| 137 | 1月28日  | DVD発売&SP大成功記念緊急企画 雑ガマン選手権        | バナナマン、東京03、栗林里莉、石橋ゆう子                                                                                                |           |
| 138 | 2月4日   | チャーハン具材ドラフト会議                         | バナナマン |           |
| 139 | 2月11日  | 芸能界ストイック暗記王9                            | オードリー、ロザン、大島美幸（森三中）、深澤ゆうき、田中涼子、藤井梨花、折山みゆ、米田弥央                                              |           |
| 140 | 2月18日  | 芸能界ストイック暗記王9                            | オードリー、ロザン、大島美幸（森三中）、深澤ゆうき、田中涼子、藤井梨花、折山みゆ、米田弥央                                              |           |
| 141 | 2月25日  | 今後使いたいのは誰だ!?ヒム子のアイドル性格チェック | バナナマン、ローラ |           |
| 142 | 3月4日   | 第4回ドスベリサミット                              | 島田秀平、渡部建（アンジャッシュ）、西舘さをり                                                                                          |           |
| 143 | 3月11日  | DVD発売記念シークレットライブ                      | - |           |
| 144 | 3月18日  | 第1回タニームマッチ2010                            | オリエンタルラジオ、谷桃子 |           |
| 145 | 3月25日  | 超危険VTRスペシャル                                | - |           |
| 145 | 3月25日  | 芸能界視聴率キング                                 | 蛭子能収、八田亜矢子 |           |
| 146 | 4月1日   | もう一度みたい!キャラクターランキング              | - |           |
| 147 | 4月8日   | 第9回ヒドイ女サミット                              | カンニング竹山、ロザン、西田麻衣 |           |
| 148 | 4月15日  | 東京ドスベリサミット                               | バナナマン、バカリズム、オードリー、東京03                                                                                              |           |
| 149 | 4月22日  | 東京ドスベリサミット                               | バナナマン、バカリズム、オードリー、東京03                                                                                              |           |
| 150 | 4月29日  | ザ・大声クイズ4                                    | 山里亮太（南海キャンディーズ）、鈴木拓（ドランクドラゴン）、西舘さをり                                                                  |           |
| 151 | 5月6日   | 松丸たるんでんじゃないの裁判                       | ハリセンボン |           |
| 152 | 5月13日  | 第2回エロ哀しい話座談会                            | 小沢一敬（スピードワゴン）、山里亮太（南海キャンディーズ）                                                                              |           |
| 153 | 5月20日  | パスタの具材ドラフト会議                           | バナナマン、上原美優 |           |
| 154 | 5月27日  | 第1回カマデミー賞                                  | バナナマン、小沢一敬（スピードワゴン）、今野浩喜（キングオブコメディ）                                                                  |           |
| 155 | 6月3日   | 第1回芸能界キレ女塾                                | バカリズム、吉木りさ |           |
| 156 | 6月10日  | ヒドイ女サミット+αスペシャル                       | - |           |
| 157 | 6月17日  | 芸能界ストイック暗記王10                           | 東野幸治、オードリー、深澤ゆうき、田中涼子、藤井梨花、横山美雪、キュートン、米田弥央                                                    |           |
| 158 | 6月24日  | 芸能界ストイック暗記王10                           | 東野幸治、オードリー、深澤ゆうき、田中涼子、藤井梨花、横山美雪、キュートン、米田弥央                                                    |           |
| 159 | 7月1日   | 第2回芸能界キレ女塾                                | バカリズム、小栗あずき |           |
| 160 | 7月8日   | 第1回小木学会                                      | バナナマン、児嶋一哉（アンジャッシュ）                                                                                                  |           |
| 161 | 7月15日  | 第2回タニームマッチ2010                            | 山里亮太（南海キャンディーズ）、谷桃子                                                                                                  |           |
| 162 | 7月22日  | 第1回芸人ラジオサミット                            | バナナマン、サンドウィッチマン |           |
| 163 | 7月29日  | 第7回芸人マジ歌選手権 前夜祭                       | - |           |
| 164 | 7月29日  | 第7回芸人マジ歌選手権                              | バナナマン、東京03、秋山竜次（ロバート）、大島美幸・黒沢かずこ（森三中）、 野性爆弾、香田晋、小倉優子、伊達みきお（サンドウィッチマン） | [ 注 11 ] |
| 165 | 8月5日   | 第7回芸人マジ歌選手権 完全版SP                     | バナナマン、東京03、秋山竜次（ロバート）、大島美幸・黒沢かずこ（森三中）、 野性爆弾、香田晋、小倉優子、伊達みきお（サンドウィッチマン） |           |
| 166 | 8月12日  | キモンスターズチャンプ4                            | バナナマン、カリカ |           |
| 167 | 8月19日  | 仲直りフレンドパーク3                              | 鈴木拓（ドランクドラゴン）、山里亮太（南海キャンディーズ）、深澤ゆうき                                                                  |           |
| 168 | 8月26日  | 第3回芸能界キレ女塾                                | バカリズム、小林さり |           |
| 169 | 9月2日   | 第1回ゲーセワニュース                              | 久田将義、吉田豪 |           |
| 170 | 9月9日   | DVD発売記念!アイドルのおっぱいを見せてもらおう!    | バナナマン、島田秀平、吉木りさ、杉原杏璃、手島優                                                                                        |           |
| 171 | 9月16日  | DVD発売記念!アイドルのおっぱいを見せてもらおう!    | バナナマン、島田秀平、吉木りさ、杉原杏璃、手島優                                                                                        |           |
| 172 | 9月23日  | 第4回芸能界キレ女塾                                | バカリズム、佐山彩香 |           |
| 173 | 9月30日  | 第2回芸人ラジオサミット                            | オードリー、渡部建（アンジャッシュ） |           |
| 174 | 10月7日  | 第2回ゲーセワニュース                              | 久田将義、吉田豪、小塩隆之 |           |
| 175 | 10月14日 | ザ・大声クイズ5 カラんだ事ない芸人SP               | ハライチ、パンクブーブー、西舘さをり |           |
| 176 | 10月21日 | 怒りオネェ                                         | バナナマン、杉原杏璃 |           |
| 177 | 10月28日 | 第2回松丸プロデュース王決定戦                      | 設楽統（バナナマン） |           |
| 178 | 11月4日  | ねるとん谷鯨団                                     | 谷桃子、カンニング竹山 |           |
| 179 | 11月11日 | 第3回ゲーセワニュース                              | 久田将義、吉田豪 |           |
| 180 | 11月18日 | 第1回勝手に新曲発表会                              | バナナマン、東京03、大地洋輔（ダイノジ）、デビテツヤ                                                                                    |           |
| 181 | 11月25日 | 第1回勝手に新曲発表会                              | バナナマン、東京03、大地洋輔（ダイノジ）、デビテツヤ                                                                                    |           |
| 182 | 12月2日  | キングオブコメディの使い方発表会                   | バナナマン、東京03、キングオブコメディ、石橋ゆう子                                                                                      |           |
| 183 | 12月9日  | 怒りオネェ2                                        | バナナマン、辰巳奈都子 |           |
| 184 | 12月16日 | ザ・大声クイズ6                                    | アンガールズ、杉ありさ |           |
| 185 | 12月23日 | 聖なる夜にエロ哀しい話座談会                       | 小沢一敬（スピードワゴン）、澤部佑（ハライチ）、西舘さをり                                                                              |           |

| 186 | 1月3日  | 第8回芸人マジ歌選手権                    | バナナマン、東京03、秋山竜次（ロバート）、大地洋輔（ダイノジ）、山里亮太（南海キャンディーズ）、 渡部建（アンジャッシュ）、森山直太朗、クリス松村、重盛さと美 | [ 注 12 ] |
| 187 | 1月6日  | 第8回芸人マジ歌選手権 完全版SP           | バナナマン、東京03、秋山竜次（ロバート）、大地洋輔（ダイノジ）、山里亮太（南海キャンディーズ）、 渡部建（アンジャッシュ）、森山直太朗、クリス松村、重盛さと美 |           |
| 188 | 1月13日 | 第10回ヒドイ女サミット                   | 山里亮太（南海キャンディーズ）、吉村崇（平成ノブシコブシ）、吉木りさ                                                                                          |           |
| 189 | 1月20日 | 第5回芸能界キレ女塾                      | バカリズム、高松美里 |           |
| 190 | 1月27日 | 気をそらせ隊 新メンバーオーディション    | 深澤ゆうき、田中涼子、南まりか、西舘さをり |           |
| 191 | 2月3日  | 誰も教えてくれない授業                   | 我が家、村山ひとし、吉木りさ |           |
| 192 | 2月10日 | 怒りオネェ3                              | バナナマン、カンニング竹山、栗山夢衣、及川奈央、伊藤隆行 |           |
| 193 | 2月17日 | 悪ふざけアウトテイク傑作選               | - |           |
| 194 | 2月24日 | キモンスターズオーディション             | バナナマン、スリムクラブ、サンドウィッチマン、キングオブコメディ                                                                                              |           |
| 195 | 3月3日  | 第6回芸能界キレ女塾                      | バカリズム、綱島恵里香 |           |
| 196 | 3月10日 | 第1回照れカワ芸人更生プログラム          | オードリー、山里亮太（南海キャンディーズ）、スマイレージ、爆乳ヤンキー（手島優、MAO、北条まみ）、西舘さをり                                                   |           |
| 197 | 3月24日 | DVD発売記念 マジ歌ランキング             | - |           |
| 198 | 3月31日 | ザ・大声クイズ7                          | 後藤輝基（フットボールアワー）、鈴木拓（ドランクドラゴン）、辰巳奈都子                                                                                        |           |
| 199 | 4月7日  | 第1回カッコイイサミット                  | ダイノジ |           |
| 200 | 4月14日 | 怒りオネェ4                              | バナナマン、クリス松村 |           |
| 201 | 4月21日 | マジ歌フェスティバルSP                   | バナナマン、東京03、秋山竜次（ロバート）、大地洋輔（ダイノジ）、 大島美幸・黒沢かずこ（森三中）、深澤ゆうき、田中涼子、藤井梨花、谷桃子                       |           |
| 202 | 4月28日 | 第4回ゲーセワニュース                    | 久田将義、吉田豪 |           |
| 203 | 5月5日  | 200回記念!ゴッドタンを彩った女神たち     | - |           |
| 204 | 5月19日 | 見切り発車情報ステーション               | 重盛さと美、春名風花、ヨシナガ、下関マグロ |           |
| 205 | 5月26日 | 第2回照れカワ芸人更生プログラム          | オードリー、山里亮太（南海キャンディーズ）、ももいろクローバーZ、 爆乳三国志（手島優、MAO、北条まみ）、中野腐女シスターズ、成松慶彦                           |           |
| 206 | 6月2日  | 第2回照れカワ芸人更生プログラム          | オードリー、山里亮太（南海キャンディーズ）、ももいろクローバーZ、 爆乳三国志（手島優、MAO、北条まみ）、中野腐女シスターズ、成松慶彦                           |           |
| 207 | 6月9日  | マジギライ1/5                            | 山口沙紀、丸高愛実、今野杏南、井上あやね、あいな |           |
| 208 | 6月16日 | マジギライ1/6                            | 田中卓志（アンガールズ）、吉田桃子、疋田紗也、さな、小谷津友里、愛乃なな、あいな                                                                              |           |
| 209 | 6月23日 | 第2回カッコイイサミット                  | バナナマン、秋山竜次（ロバート） |           |
| 210 | 6月30日 | DVD大ヒット御礼 おっぱいを見せてもらおう | アンガールズ、藤森慎吾（オリエンタルラジオ）、松本さゆき、南まりか、栗山夢衣                                                                                  |           |
| 211 | 7月7日  | DVD大ヒット御礼 おっぱいを見せてもらおう | アンガールズ、藤森慎吾（オリエンタルラジオ）、松本さゆき、南まりか、栗山夢衣                                                                                  |           |
| 212 | 7月14日 | マジギライ1/5                            | 後藤輝基（フットボールアワー）、山中絢子、植田早紀、馬越幸子、池端玲名、あいな                                                                                |           |
| 213 | 7月28日 | 未公開映像流失SP                         | - |           |
| 214 | 8月4日  | キス我慢選手権 ルーキー大会              | バナナマン、ハライチ、平成ノブシコブシ、成瀬心美、加藤リナ、オレノグラフティ                                                                                  |           |
| 215 | 8月11日 | キス我慢選手権 ルーキー大会              | バナナマン、ハライチ、平成ノブシコブシ、成瀬心美、加藤リナ、オレノグラフティ                                                                                  |           |
| 216 | 8月18日 | マジギライ1/5                            | 児嶋一哉（アンジャッシュ）、高木あずさ、三樹レイカ、高橋亜由美、黒澤唯、あいな                                                                                |           |
| 217 | 8月25日 | 芸能界ストイック暗記王11                 | ロッチ、スリムクラブ、深澤ゆうき、田中涼子、柏木美里、優希まこと、田中伸彦、安藤遥、劇団ハイバイ                                                              |           |
| 218 | 9月1日  | 芸能界ストイック暗記王11                 | ロッチ、スリムクラブ、深澤ゆうき、田中涼子、柏木美里、優希まこと、田中伸彦、安藤遥、劇団ハイバイ                                                              |           |
| 219 | 9月8日  | ホンマ堪忍な!後藤の幸子に嫌われ大作戦    | 後藤輝基（フットボールアワー）、馬越幸子 |           |
| 220 | 9月15日 | 若林vs春日 オードリー照れカワ3番勝負     | オードリー、丸高愛実、深澤ゆうき、谷桃子 |           |
| 221 | 9月22日 | ザ・大声クイズ8                          | 柴田英嗣（アンタッチャブル）、日村勇紀（バナナマン）、西舘さをり                                                                                              |           |
| 222 | 9月29日 | 水曜枠撤退スペシャル                     | バナナマン、相内優香 |           |

### 第3期（毎週日曜2:10 - 2:35〈土曜深夜〉）
| 223 | 10月1日  | 第9回芸人マジ歌選手権                          | バナナマン、東京03、秋山竜次（ロバート）、大地洋輔（ダイノジ）、大島美幸・黒沢かずこ（森三中）、 後藤輝基（フットボールアワー）、有吉弘行、ダイアモンド☆ユカイ、小倉優子、秋元玲奈 | [ 注 13 ] |
| 224 | 10月2日  | 第9回芸人マジ歌選手権 完全版SP                 | バナナマン、東京03、秋山竜次（ロバート）、大地洋輔（ダイノジ）、大島美幸・黒沢かずこ（森三中）、 後藤輝基（フットボールアワー）、有吉弘行、ダイアモンド☆ユカイ、小倉優子、秋元玲奈 |           |
| 225 | 10月9日  | マジギライ1/5                                  | 山里亮太（南海キャンディーズ）、宮田あゆみ、村岡沙耶香、青山玲子、小島百合子、あいな                                                                                               |           |
| 226 | 10月16日 | マジギライ1/5                                  | 有吉弘行、斉藤和巳、古川真奈美、橋本雪乃、愛心、あいな |           |
| 227 | 10月23日 | 怒りオネェ5                                    | バナナマン、手島優 |           |
| 228 | 10月30日 | モテナイキナイト                               | 田中卓志（アンガールズ）、中岡創一（ロッチ）、諸見里大介、南まりか |           |
| 229 | 11月6日  | 飲み屋でゲーセワニュース                       | バナナマン、島田秀平、久田将義、吉田豪、なぎら健壱、杉作J太郎 |           |
| 230 | 11月13日 | 飲み屋でゲーセワニュース                       | バナナマン、島田秀平、久田将義、吉田豪、なぎら健壱、杉作J太郎 |           |
| 231 | 11月20日 | DVD発売記念!景気付けにおっぱいを見せてもらおう | オードリー、山里亮太（南海キャンディーズ）、安藤遥、谷桃子 |           |
| 232 | 11月27日 | 第1回オオギリッシュNIGHT                       | バナナマン、バカリズム、深澤ゆうき、渕上彩夏、木村好珠、神室まい |           |
| 233 | 12月11日 | 第3回松丸プロデュース王決定戦                  | バナナマン |           |
| 234 | 12月18日 | 第2回勝手に新曲発表会                          | バナナマン、サンドウィッチマン、豊本明長（東京03）、大地洋輔（ダイノジ）、 デビテツヤ、ペレ（エクステンション）                                                                    |           |
| 235 | 12月25日 | 第2回勝手に新曲発表会                          | バナナマン、サンドウィッチマン、豊本明長（東京03）、大地洋輔（ダイノジ）、 デビテツヤ、ペレ（エクステンション）                                                                    |           |

| 236    | 1月8日   | マジギライ1/5                                                                                           | 東野幸治、高梨麻衣、平塚奈菜、白河優菜、相川友希、あいな                                                                              |           |
| 237    | 1月15日  | 危険すぎて世に出なかった冬の問題作祭り                                                                  | スピードワゴン、春名風花 |           |
| 238    | 1月22日  | 第2回オオギリッシュNIGHT                                                                                | バナナマン、バカリズム、山里亮太（南海キャンディーズ）、渕上彩夏、木村好珠、神室まい                                                  |           |
| 239    | 1月29日  | 第2回オオギリッシュNIGHT                                                                                | バナナマン、バカリズム、山里亮太（南海キャンディーズ）、渕上彩夏、木村好珠、神室まい                                                  |           |
| 240    | 2月5日   | マジ歌LIVE2012 ディレクターズカット版                                                                   | バナナマン、東京03、秋山竜次（ロバート）、大地洋輔（ダイノジ）、 後藤輝基（フットボールアワー）、大島美幸・黒沢かずこ（森三中）       | [ 注 14 ] |
| 241    | 2月12日  | ジェッタシーはダサぁない!ホンマはカッコええんやで!!対決                                                 | 後藤輝基（フットボールアワー）、菊地亜美、丸高愛実、安藤遥、白河優菜、馬越幸子                                                        |           |
| 242    | 2月19日  | バレンタインだよ!キモンスターズチャンプ5                                                                | バナナマン、Hi-Hi |           |
| 243    | 2月26日  | 第1回バカヤロウ徒競走                                                                                   | 児嶋一哉（アンジャッシュ）、山里亮太（南海キャンディーズ）                                                                            | [ 注 15 ] |
| 244    | 3月4日   | 第1回バカヤロウ徒競走                                                                                   | 児嶋一哉（アンジャッシュ）、山里亮太（南海キャンディーズ）                                                                            | [ 注 15 ] |
| 245    | 3月11日  | 第3回照れカワ芸人更生プログラム 〜照れカワももクロ学園〜                                                | バナナマン、オードリー、山里亮太（南海キャンディーズ）、ももいろクローバーZ                                                           |           |
| 246    | 3月18日  | 第3回照れカワ芸人更生プログラム 〜照れカワももクロ学園〜                                                | バナナマン、オードリー、山里亮太（南海キャンディーズ）、ももいろクローバーZ                                                           |           |
| 247    | 3月25日  | 飲み屋でゲーセワニュース2（前編）                                                                       | バナナマン、久田将義、吉田豪、杉作J太郎、サンキュータツオ（米粒写経）                                                                 |           |
| 248    | 4月8日   | 番組6年目突入!レア映像クイズ                                                                            | バナナマン、岩佐真悠子 |           |
| 249    | 4月15日  | 模範解答を考えよう                                                                                      | 川島明（麒麟）、博多大吉（博多華丸・大吉）                                                                                            |           |
| 250    | 4月22日  | 手島を救え!爆乳プロデュース                                                                             | 手島優、MAO、北條まみ |           |
| 251    | 4月29日  | 照れカワももクロ学園 未公開SP                                                                           | バナナマン、オードリー、山里亮太（南海キャンディーズ）、ももいろクローバーZ                                                           |           |
| 251    | 4月29日  | 小沢治療企画 マジギライ1/1                                                                              | スピードワゴン、春名風花 |           |
| 252    | 5月6日   | マジギライ1/5                                                                                           | バナナマン、安藤あいか、加藤遥、鳥飼ゆかり、由井香織、あいな                                                                          |           |
| 253    | 5月13日  | 上品芸人ハメ外しクラブ                                                                                  | 川島明（麒麟）、博多大吉（博多華丸・大吉）、春日俊彰（オードリー）                                                                    |           |
| 254    | 5月20日  | 飲み屋でゲーセワニュース2（後編）                                                                       | バナナマン、久田将義、吉田豪、杉作J太郎、サンキュータツオ（米粒写経）                                                                 |           |
| 254    | 5月20日  | マジギライ1/5 未公開SP                                                                                  | バナナマン、安藤あいか、加藤遥、鳥飼ゆかり、由井香織、あいな                                                                          |           |
| 254    | 5月20日  | 上品芸人ハメ外しクラブ 未公開SP                                                                         | 川島明（麒麟）、博多大吉（博多華丸・大吉）                                                                                            |           |
| 255    | 5月27日  | 第2回バカヤロウ徒競走                                                                                   | 児嶋一哉（アンジャッシュ）、澤部佑（ハライチ）、大地洋輔（ダイノジ）、麻美ゆま、鬼ヶ島                                                |           |
| 256    | 6月3日   | 第2回バカヤロウ徒競走                                                                                   | 児嶋一哉（アンジャッシュ）、澤部佑（ハライチ）、大地洋輔（ダイノジ）、麻美ゆま、鬼ヶ島                                                |           |
| 257    | 6月10日  | 二代目あいなオーディション                                                                              | 飯塚悟志（東京03）、あいな、大石百華、鈴木ゆき、乃愛、愛内心愛                                                                        |           |
| 258    | 6月17日  | ファンタジー芸人No.1決定戦                                                                              | 博多大吉（博多華丸・大吉）、喜屋武ちあき、原田まりる、疋田紗也、 小野大輔、沢城みゆき、篠崎愛、島村比呂樹、篠原正明、澤野泰誠、米勝吉 |           |
| 259    | 6月24日  | ファンタジー芸人No.1決定戦                                                                              | 博多大吉（博多華丸・大吉）、喜屋武ちあき、原田まりる、疋田紗也、 小野大輔、沢城みゆき、篠崎愛、島村比呂樹、篠原正明、澤野泰誠、米勝吉 |           |
| 260    | 7月1日   | なめたらあかん!ホンマあかん!ジェッタシーはダサぁない! アレンジさえすればホンマはカッコええんやでー対決! | 後藤輝基（フットボールアワー）、芹那、丸高愛実、安藤遥、白河優菜、 椎名みくる、馬越幸子、伝太、らっぷびと、腹筋学園                   |           |
| 261    | 7月8日   | 第7回芸能界キレ女塾                                                                                     | バカリズム、小池里奈 |           |
| 262    | 7月15日  | ザ・大声クイズ9                                                                                         | 児嶋一哉（アンジャッシュ）、鈴木拓（ドランクドラゴン）、菊地亜美                                                                      |           |
| 263    | 7月22日  | 爆乳プロデュース2                                                                                       | バナナマン、手島優、北条まみ、長岡美和                                                                                                |           |
| 特別編 | 8月5日   | UFIの未完成TV（ウレロ☆未完成少女スピンオフ番組）                                                        | 未確認少女隊UFI、おぎやはぎ、日村勇紀（バナナマン）、松丸友紀                                                                         |           |
| 264    | 8月12日  | マジギライ1/5                                                                                           | オードリー、美藤桜子、黒沢美怜、井澤エイミー、松島志歩、あいな                                                                        |           |
| 265    | 8月19日  | 第3回オオギリッシュNIGHT 前半戦                                                                         | バナナマン、バカリズム、ケンドーコバヤシ、大堀恵、渕上彩夏、滝川綾                                                                    |           |
| 266    | 8月26日  | 上品芸人ハメ外しクラブ2                                                                                 | 博多大吉（博多華丸・大吉）、川島明（麒麟）、板倉俊之（インパルス）、楽しんご                                                          |           |
| 267    | 9月2日   | 上品芸人ハメ外しクラブ2                                                                                 | 博多大吉（博多華丸・大吉）、川島明（麒麟）、板倉俊之（インパルス）、楽しんご                                                          |           |
| 268    | 9月9日   | ヒドイ女サミット ルーキー大会                                                                           | Hi-Hi、弾丸ジャッキー、神宮寺しし丸、磁石、げんき〜ず、大堀恵                                                                         |           |
| 269    | 9月16日  | 児嶋vs高橋 最下層芸人モノノフ最低抗争                                                                   | アンジャッシュ、高橋健一（キングオブコメディ）、谷桃子                                                                                |           |
| 270    | 9月23日  | 第3回オオギリッシュNIGHT 後半戦                                                                         | バナナマン、バカリズム、ケンドーコバヤシ、大堀恵、渕上彩夏、滝川綾                                                                    |           |
| 271    | 9月30日  | 第6回キス我慢選手権                                                                                     | バナナマン、春日俊彰（オードリー）、星美りか                                                                                          |           |
| 272    | 10月3日  | 第6回キス我慢選手権 劇団ひとりSP                                                                        | バナナマン、紗倉まな、葵つかさ、岩井秀人、小手伸也、福田亘、尾野島慎太朗                                                              | [ 注 16 ] |
| 273    | 10月7日  | 第6回キス我慢選手権 劇団ひとりSP                                                                        | バナナマン、紗倉まな、葵つかさ、岩井秀人、小手伸也、福田亘、尾野島慎太朗                                                              |           |
| 274    | 10月14日 | 第2回二代目あいなオーディション                                                                         | 飯塚悟志（東京03）、あいな、高塚麻奈、小玉裕依、坂本真理亜、藤北彩香                                                                  |           |
| 275    | 10月21日 | マジギライ1/5                                                                                           | 渡部建（アンジャッシュ）、長谷部佑香、三島ゆかり、小野ののか、清水あいり、あいな                                                      |           |
| 276    | 10月28日 | 第6回キス我慢選手権 延長戦                                                                              | 日村勇紀（バナナマン）、田中卓志（アンガールズ）、成瀬心美                                                                            |           |
| 277    | 11月4日  | 第6回キス我慢選手権 延長戦                                                                              | 日村勇紀（バナナマン）、田中卓志（アンガールズ）、成瀬心美                                                                            |           |
| 278    | 11月11日 | 芸人一発ギャグ再生研究所                                                                                | バナナマン、バカリズム、小島よしお |           |
| 279    | 11月18日 | 第8回芸能界キレ女塾                                                                                     | バカリズム、篠崎愛 |           |
| 280    | 11月25日 | 企画お試し飲み会                                                                                        | バナナマン、東京03、児嶋一哉（アンジャッシュ）                                                                                        |           |
| 281    | 12月2日  | 第3回バカヤロウ徒競走                                                                                   | 山里亮太（南海キャンディーズ）、塚地武雅（ドランクドラゴン）、バイきんぐ、手島優、鬼ヶ島                                              |           |
| 282    | 12月9日  | 第3回バカヤロウ徒競走                                                                                   | 山里亮太（南海キャンディーズ）、塚地武雅（ドランクドラゴン）、バイきんぐ、手島優、鬼ヶ島                                              |           |
| 283    | 12月16日 | いきなり新曲スナック角ちゃん                                                                            | バナナマン、東京03、荒井伝太 |           |
| 284    | 12月23日 | 今後使いたいのは誰だ!?ヒム子のアイドル性格チェック                                                      | バナナマン、森田涼花、スカイラブハリケーン                                                                                            |           |
| 285    | 12月28日 | 第10回芸人マジ歌選手権                                                                                  | バナナマン、東京03、大地洋輔（ダイノジ）、後藤輝基（フットボールアワー）、 マキタスポーツ、千秋、博多大吉（博多華丸・大吉）、芹那     | [ 注 17 ] |

| 286 | 1月6日   | 第4回松丸プロデュース王決定戦                                                                                      | 田中卓志（アンガールズ） |           |
| 287 | 1月13日  | 第2回ファンタジー芸人No.1決定戦                                                                                    | レイザーラモンRG、長野せりな、橘ゆりか、原田真緒、中村知世、 篠原正明、冠仁、白石悠佳、山口河童、和田雄太、海宝真珠、小野大輔、田村ゆかり                                                                                               |           |
| 288 | 1月20日  | 第2回ファンタジー芸人No.1決定戦                                                                                    | レイザーラモンRG、長野せりな、橘ゆりか、原田真緒、中村知世、 篠原正明、冠仁、白石悠佳、山口河童、和田雄太、海宝真珠、小野大輔、田村ゆかり                                                                                               |           |
| 289 | 1月27日  | 第1回イチャまんグランプリ                                                                                          | Hi-Hi、春日俊彰（オードリー）、星美りか、田中涼子、大堀恵 |           |
| 290 | 2月3日   | 捨てるのはもったいない!未公開傑作選                                                                                | - |           |
| 291 | 2月10日  | THE破天荒2013 | 吉村崇（平成ノブシコブシ）、谷桃子、児嶋一哉（アンジャッシュ） |           |
| 292 | 2月17日  | 今後使いたいのは誰だ!?ヒム子のアイドル性格チェック                                                                 | バナナマン、逢沢りな、ななめ45° |           |
| 293 | 2月24日  | 第4回オオギリッシュNIGHT                                                                                           | バナナマン、バカリズム、ケンドーコバヤシ、大堀恵、滝川綾、亜里沙 |           |
| 294 | 3月3日   | 300回記念直前 エロ哀しいかるたを作ろう                                                                             | レイザーラモンRG、弾丸ジャッキー、ニイルセン |           |
| 295 | 3月10日  | えらいこっちゃ!どないなっとんねん!ヘブリカンはダサぁない! アレンジさえすればホンマはめっさカッコええんやでー!!対決 | 後藤輝基（フットボールアワー）、小島瑠璃子、佳苗るか、 丸高愛実、安藤遥、白河優菜、らっぷびと、L.A.5 |           |
| 296 | 3月17日  | 第2回イチャまんグランプリ                                                                                          | ハマカーン、銀シャリ、壇蜜、田中涼子、大堀恵 |           |
| 297 | 3月24日  | 仲直りフレンドパーク4                                                                                              | 児嶋一哉（アンジャッシュ）、吉村崇（平成ノブシコブシ）、谷桃子 |           |
| 298 | 3月31日  | マジギライ1/5 〜おねだりマスカットSP!×ゴッドタン〜                                                                 | 恵比寿マスカッツ（希志あいの、初音みのり、蒼井そら、Rio、かすみ果穂、瑠川リナ、 安藤あいか、結夜、永作あいり、児玉菜々子、篠原冴美、栗山夢衣、希崎ジェシカ、希島あいり、 川村えな、山口愛実、坂本りおん、山中絢子、小倉遥、推川ゆうり） |           |
| 299 | 4月7日   | 爆乳ヤンキー新センターオーディション                                                                               | 爆乳ヤンキー（手島優・北条まみ・長岡美和）、田中涼子、森田涼花、タイナイス |           |
| 300 | 4月14日  | ゴッドタン放送300回記念SP                                                                                          | バナナマン、スピードワゴン、春名風花 |           |
| 301 | 4月21日  | いきなり新曲スナック角ちゃん2                                                                                      | 東京03、秋山竜次（ロバート）、川島明（麒麟）、荒井伝太 |           |
| 302 | 4月28日  | ザ・大声クイズ10                                                                                                   | 小峠英二（バイきんぐ）、川島邦裕（野性爆弾）、丸高愛実 |           |
| 303 | 5月5日   | マジ歌ライブ2013                                                                                                   | バナナマン、東京03、後藤輝基（フットボールアワー）、大地洋輔（ダイノジ）、 マキタスポーツ、大堀恵、田中涼子、爆乳ヤンキー（手島優・北条まみ・長岡美和）、 タイナイス、L.A.5、荒井伝太                                                   |           |
| 304 | 5月12日  | マジ歌ライブ2013                                                                                                   | バナナマン、東京03、後藤輝基（フットボールアワー）、大地洋輔（ダイノジ）、 マキタスポーツ、大堀恵、田中涼子、爆乳ヤンキー（手島優・北条まみ・長岡美和）、 タイナイス、L.A.5、荒井伝太                                                   |           |
| 305 | 5月26日  | 今後使いたいのは誰だ!?ヒム子のアイドル性格チェック                                                                 | バナナマン、矢島舞美（℃-ute）、逢沢りな、国生さゆり、ザ・たっち |           |
| 306 | 6月2日   | 今後使いたいのは誰だ!?ヒム子のアイドル性格チェック                                                                 | バナナマン、矢島舞美（℃-ute）、逢沢りな、国生さゆり、ザ・たっち |           |
| 307 | 6月9日   | 芸人一発ギャグ再生研究所2                                                                                          | 日村勇紀（バナナマン）、川島邦裕（野性爆弾）、アンガールズ |           |
| 308 | 6月16日  | ゲーセワニュース2013                                                                                               | 久田将義、吉田豪、杉作J太郎 |           |
| 309 | 6月23日  | 公開直前!キス我慢選手権 THE MOVIEをみんなに見てもらおう                                                            | 博多大吉（博多華丸・大吉）、石橋ゆう子 |           |
| 310 | 6月27日  | 映画公開記念 キス我慢選手権                                                                                        | バナナマン、東野幸治、小島みなみ、七海なな | [ 注 18 ] |
| 310 | 6月27日  | 映画「ゴッドタン キス我慢選手権 THE MOVIE」公開記念 松丸調子乗ってる度チェック                                     | サンボマスター | [ 注 18 ] |
| 311 | 6月30日  | キス我慢選手権 THE MOVIE アナザーストーリー                                                                        | ハマカーン、紗倉まな |           |
| 312 | 7月7日   | 映画ヒット祈願!景気付けにおっぱいを見せてもらえ!                                                                   | 児嶋一哉（アンジャッシュ）、吉村崇（平成ノブシコブシ）、岸明日香、谷桃子 |           |
| 313 | 7月14日  | 第9回芸能界キレ女塾                                                                                                | バカリズム、星名美津紀 |           |
| 314 | 7月21日  | アイドル飲み姿カワイイコンテスト                                                                                   | 中村静香、今野杏南、西舘さをり |           |
| 315 | 7月28日  | 魁!設楽塾 | 設楽統（バナナマン）、山里亮太（南海キャンディーズ）、中岡創一（ロッチ）、由井香織 |           |
| 316 | 8月4日   | 未公開悪ふざけ映像SP                                                                                               | - |           |
| 317 | 8月11日  | 第3回イチャまんグランプリ                                                                                          | アルコ&ピース、千鳥、田中涼子、小島みなみ、大堀恵 |           |
| 318 | 8月18日  | 上品芸人ハメ外しクラブ2013夏                                                                                       | 博多大吉（博多華丸・大吉）、川島明（麒麟）、吉村崇（平成ノブシコブシ） |           |
| 319 | 8月25日  | 芸能界ストイック暗記王12                                                                                           | 狩野英孝、小峠英二（バイきんぐ）、飯尾和樹（ずん） |           |
| 320 | 9月1日   | 芸能界ストイック暗記王12                                                                                           | 狩野英孝、小峠英二（バイきんぐ）、飯尾和樹（ずん） |           |
| 321 | 9月8日   | いきなり新曲スナック角ちゃん3                                                                                      | 東京03、川島明（麒麟）、レイザーラモンRG、荒井伝太 |           |
| 322 | 9月15日  | ヒム子のおネェドッキリ傑作選                                                                                       | - |           |
| 323 | 9月22日  | マジギライ1/5 | ハライチ、あべみほ、酒井蘭、小塚桃子、島﨑映次、あいな |           |
| 324 | 9月29日  | この若手知ってんのか!?2013秋                                                                                       | 銀シャリ、アルコ&ピース、三四郎、セルライトスパ、 ルシファー吉岡、ライス、エル・カブキ、グランジ |           |
| 325 | 10月6日  | キス我慢選手権 緊急スペシャル                                                                                      | 笑福亭鶴瓶、美雪ありす、飯塚悟志（東京03） |           |
| 326 | 10月13日 | マジギライ1/5 | 狩野英孝、新田まみ、柴原麻衣、武藤乃亜、渚光、あいな |           |
| 327 | 10月20日 | 魁!設楽塾2 | 設楽統（バナナマン）、山里亮太（南海キャンディーズ）、 ネゴシックス、R藤本、片岡正徳（オオカミ少年）、山中絢子 |           |
| 328 | 10月27日 | 照れキュート芸人更生プログラム                                                                                     | パンサー、℃-ute、バナナマン |           |
| 329 | 11月3日  | 照れキュート芸人更生プログラム                                                                                     | パンサー、℃-ute、バナナマン |           |
| 330 | 11月10日 | アイドル飲み姿カワイイグランプリ                                                                                   | 中村静香、丸高愛実、下田美咲 |           |
| 331 | 11月17日 | 第2の劇団ひとりオーディション                                                                                      | 三四郎、銀シャリ、小峠英二（バイきんぐ）、葵つかさ、紗倉まな、石橋ゆう子、島﨑映次 |           |
| 332 | 11月24日 | 第2の劇団ひとりオーディション                                                                                      | 三四郎、銀シャリ、小峠英二（バイきんぐ）、葵つかさ、紗倉まな、石橋ゆう子、島﨑映次 |           |
| 333 | 12月1日  | ウソツキング5 | バナナマン、川島明（麒麟） |           |
| 334 | 12月8日  | 第5回オオギリッシュNIGHT                                                                                           | バナナマン、ケンドーコバヤシ、大悟（千鳥）、渕上彩夏、小原春香、藤岡静香 |           |
| 335 | 12月15日 | 今後使いたいのは誰だ!?ヒム子のアイドル性格チェック                                                                 | バナナマン、奥仲麻琴（PASSPO☆） |           |
| 336 | 12月22日 | マジ歌名フレーズランキング                                                                                         | - |           |

### 第4期（毎週日曜1:45 - 2:10〈土曜深夜〉）
| 337 | 1月4日   | 第11回芸人マジ歌選手権                 | バナナマン、東京03、後藤輝基（フットボールアワー）、マキタスポーツ、小峠英二（バイきんぐ） 天野ひろゆき（キャイ〜ン）、小島瑠璃子、川島明（麒麟）、加藤育実、逢月ひな（サンミニ）、 | [ 注 19 ] |
| 338 | 1月12日  | 第11回芸人マジ歌選手権 完全版SP        | バナナマン、東京03、後藤輝基（フットボールアワー）、マキタスポーツ、小峠英二（バイきんぐ） 天野ひろゆき（キャイ〜ン）、小島瑠璃子、川島明（麒麟）、加藤育実、逢月ひな（サンミニ）、 |           |
| 339 | 1月19日  | バカリズムに女友達を作ろう             | バカリズム、渕上彩夏、中村静香、東條ナナ、二瓶有加、水口亘、谷桃子 |           |
| 340 | 1月26日  | 山里のアイドルコンサルティング大作戦   | 日村勇紀（バナナマン）、山里亮太（南海キャンディーズ）、手島優 |           |
| 341 | 2月2日   | マジギライ1/5                          | 西野亮廣（キングコング）、高橋杏奈、桜井未来、北山奈都美、二瓶有加、水口亘、あいな                                                                                                  |           |
| 342 | 2月9日   | 魁!設楽塾3                             | 設楽統（バナナマン）、山里亮太（南海キャンディーズ）、ネゴシックス、R藤本、片岡正徳（オオカミ少年）、由井香織                                                                       |           |
| 343 | 2月16日  | 第4回イチャまんグランプリ              | 村本大輔（ウーマンラッシュアワー）、鬼ヶ島、齊藤夢愛、小島みなみ、上原亜衣、大堀恵                                                                                                  |           |
| 344 | 3月2日   | スランプ芸人 救済スペシャル            | 飯塚悟志（東京03）、三四郎、谷桃子、島崎映次 |           |
| 345 | 3月9日   | 第6回オオギリッシュNIGHT               | バナナマン、ケンドーコバヤシ、吉村崇（平成ノブシコブシ）、渕上彩夏、小原春香、藤岡静香                                                                                              |           |
| 346 | 3月16日  | このアイドル知ってんのか!?2014         | トレンディエンジェル、大蔵ともあき、宗像明将、塚本舞、Juice=Juice、BiS、小池美由 |           |
| 347 | 3月23日  | 第2回バカリズムに女友達を作ろう        | バカリズム、逢沢りな、蓼沼楓、小池美由、二瓶有加、山岸あき、Pちゃん |           |
| 348 | 3月30日  | ゴッドタン2013年度スター名鑑           | - |           |
| 349 | 4月6日   | ヒム子のアイドル性格チェックSP in TGC  | バナナマン、小松彩夏 |           |
| 350 | 4月13日  | 第3回アイドル飲み姿カワイイGP          | オダギリジョー、中村静香、岸明日香、脊山麻理子 |           |
| 351 | 4月20日  | 芸能界ストイック暗記王13               | ハライチ、飯塚悟志（東京03）、大久保佳代子（オアシズ）、かもめんたる、しみけん |           |
| 352 | 4月27日  | 芸能界ストイック暗記王13               | ハライチ、飯塚悟志（東京03）、大久保佳代子（オアシズ）、かもめんたる、しみけん |           |
| 353 | 5月4日   | 芸人マジ歌ライブ2014                   | バナナマン、東京03、後藤輝基（フットボールアワー）、大地洋輔（ダイノジ）、マキタスポーツ、小峠英二（バイきんぐ） ネゴシックス、小池美由、二瓶有加、水口亘、Pちゃん、三四郎、℃-ute   |           |
| 354 | 5月11日  | 芸人マジ歌ライブ2014                   | バナナマン、東京03、後藤輝基（フットボールアワー）、大地洋輔（ダイノジ）、マキタスポーツ、小峠英二（バイきんぐ） ネゴシックス、小池美由、二瓶有加、水口亘、Pちゃん、三四郎、℃-ute   |           |
| 355 | 5月18日  | 未公開スペシャル                       | - |           |
| 356 | 5月25日  | コンビ愛確かめ選手権                   | 千鳥、ダイノジ、渕上彩夏、平塚奈菜、山岸あき |           |
| 357 | 6月1日   | コンビ愛確かめ選手権                   | 千鳥、ダイノジ、渕上彩夏、平塚奈菜、山岸あき |           |
| 358 | 6月8日   | 第10回芸能界キレ女塾                   | バカリズム、森田涼花、小沢一敬（スピードワゴン） |           |
| 359 | 6月22日  | 仲直りフレンドパーク5                  | 西野亮廣（キングコング）、水口亘、二瓶有加 |           |
| 360 | 6月29日  | リアルザキヤマ脱出ゲーム               | 山崎弘也（アンタッチャブル）、小峠英二（バイきんぐ）、銀シャリ |           |
| 361 | 7月6日   | 上品芸人ハメ外しクラブ2014夏           | 博多大吉（博多華丸・大吉）、川島明（麒麟）、スギちゃん |           |
| 362 | 7月13日  | ザ・大声クイズ11                       | 三四郎、日村勇紀（バナナマン）、おのののか |           |
| 363 | 7月20日  | 第7回オオギリッシュNIGHT               | バナナマン、ケンドーコバヤシ、川島邦裕（野性爆弾）、渕上彩夏、高崎聖子、小間千代 |           |
| 364 | 7月27日  | ノブでピンでも入るようにしてあげよう!  | 千鳥、西澤裕介（ダイアン）、西野晶雄（シンプル）、お兄ちゃん（ビタミンS）、愛沢えみり、島崎映次、Pちゃん                                                                            |           |
| 365 | 8月10日  | 魁!設楽塾4 山里軍団ファイナル          | 設楽統（バナナマン）、山里亮太（南海キャンディーズ）、ネゴシックス、R藤本、片岡正徳（オオカミ少年）                                                                                 |           |
| 366 | 8月17日  | もうお盆だよ!キモンスターズ・チャンプ6 | バナナマン、アルコ&ピース |           |
| 367 | 8月24日  | 第12回ヒドイ女サミット                 | 山里亮太（南海キャンディーズ）、村本大輔（ウーマンラッシュアワー）、脊山麻理子 |           |
| 368 | 8月31日  | 第5回イチャまんグランプリ              | ナイツ、どぶろっく、小田あさ美、小島みなみ、中村静香 |           |
| 369 | 9月7日   | マジギライ1/5                          | ダイノジ、立花亜野芽、木嶋のりこ、初原千絵、HIDE、あいな |           |
| 370 | 9月14日  | 第2回コンビ愛確かめ選手権              | バナナマン、博多華丸・大吉、インパルス、橋本彩、高橋杏奈、池田ショコラ |           |
| 371 | 9月21日  | 第2回コンビ愛確かめ選手権              | バナナマン、博多華丸・大吉、インパルス、橋本彩、高橋杏奈、池田ショコラ |           |
| 372 | 9月28日  | 第4回アイドル飲み姿カワイイGP          | 岸明日香、佐藤かよ、葉加瀬マイ |           |
| 373 | 10月5日  | 問題児更生施設 川島学園                | 川島明（麒麟）、小沢一敬（スピードワゴン）、ネゴシックス、三四郎、渕上彩夏、小池美由、二瓶有加、水口亘、Pちゃん                                                                     | [ 注 20 ] |
| 374 | 10月12日 | ヒム子のアイドル性格チェックSP         | バナナマン、森山直太朗、岡本杏理、江戸むらさき | [ 注 20 ] |
| 375 | 10月19日 | 映画公開記念 おっぱいを見せてもらおう! | 三四郎、流れ星、小間千代、倉持由香 |           |
| 376 | 10月26日 | オオギリッシュ大人の社会科見学         | 日村勇紀（バナナマン）、バカリズム、川島邦裕（野性爆弾）、白石茉莉奈、小島みなみ |           |
| 377 | 11月2日  | アイドル飲み姿カワイイGP 東野カップ    | 東野幸治、佐藤かよ、今野杏南、下田美咲、Pちゃん、あいな |           |
| 378 | 11月9日  | 芸能界ストイック暗記王14               | インパルス、千鳥、レイザーラモンRG、飯塚悟志（東京03）、ラバーガール |           |
| 379 | 11月16日 | 芸能界ストイック暗記王14               | インパルス、千鳥、レイザーラモンRG、飯塚悟志（東京03）、ラバーガール |           |
| 380 | 11月23日 | 未公開スペシャル                       | - |           |
| 381 | 11月30日 | ザ・大声クイズ12                       | 西野亮廣（キングコング）、ネゴシックス、岡井千聖（℃-ute） |           |
| 382 | 12月7日  | 第5回照れカワ芸人更生プログラム        | パンサー、ラバーガール、山崎弘也（アンタッチャブル）、私立恵比寿中学、谷桃子 |           |
| 383 | 12月14日 | 第5回照れカワ芸人更生プログラム        | パンサー、ラバーガール、山崎弘也（アンタッチャブル）、私立恵比寿中学、谷桃子 |           |
| 384 | 12月21日 | マジギライ1/5                          | 鈴木拓（ドランクドラゴン）、木嶋ゆり、遠藤三貴、芦原優愛、長南亮、あいな |           |

| 385 | 1月3日   | 第12回芸人マジ歌選手権                                   | バナナマン、東京03、ダイノジ、秋山竜次（ロバート）、黒沢かずこ（森三中）、後藤輝基（フットボールアワー） 小出祐介（Base Ball Bear）、おのののか、川島明（麒麟）、丸高愛実、三四郎、加藤育実、逢月ひな（サンミニ）、MARIA-E | [ 注 21 ] |
| 386 | 1月11日  | 第12回芸人マジ歌選手権 完全版SP                          | バナナマン、東京03、ダイノジ、秋山竜次（ロバート）、黒沢かずこ（森三中）、後藤輝基（フットボールアワー） 小出祐介（Base Ball Bear）、おのののか、川島明（麒麟）、丸高愛実、三四郎、加藤育実、逢月ひな（サンミニ）、MARIA-E |           |
| 387 | 1月25日  | おぎやはぎはもうジジイなのか?キレ悪検証テスト            | 斉藤慎二（ジャングルポケット）、永井佑一郎、小池美由 |           |
| 388 | 2月1日   | 第3回コンビ愛確かめ選手権                                | アンジャッシュ、スピードワゴン、ハライチ |           |
| 389 | 2月8日   | 第3回コンビ愛確かめ選手権                                | アンジャッシュ、スピードワゴン、ハライチ |           |
| 390 | 2月15日  | 第4回エロ哀しい話座談会                                  | 豊本明長（東京03）、ラブレターズ |           |
| 391 | 2月22日  | マジギライオールスターの魅力再発見SP                     | 岡井千聖（℃-ute） |           |
| 392 | 2月28日  | 第2の劇団ひとりオーディション                            | 飯塚悟志（東京03）、斉藤慎二（ジャングルポケット）、上原亜衣、白石茉莉奈、石橋ゆう子 |           |
| 393 | 3月8日   | 55分押しだから流せる禁断の未公開映像SP                   | - |           |
| 394 | 3月15日  | この若手知ってんのか!?2015                               | アルコ&ピース、三四郎、片山勝三、児島気奈、モグライダー、ザ☆忍者、おかずクラブ、スーパーニュウニュウ、巨匠 |           |
| 395 | 3月22日  | この若手知ってんのか!?2015                               | アルコ&ピース、三四郎、片山勝三、児島気奈、モグライダー、ザ☆忍者、おかずクラブ、スーパーニュウニュウ、巨匠 |           |
| 396 | 3月29日  | 第8回オオギリッシュNIGHT                                 | バナナマン、バカリズム、川島邦裕（野性爆弾）、小島みなみ、渕上彩夏、小間千代、寺田御子 |           |
| 397 | 4月5日   | 第2回ジジイ芸人キレ悪検証テスト                          | 博多華丸・大吉、パンサー、はんにゃ、廣田あいか・柏木ひなた（私立恵比寿中学） |           |
| 398 | 4月12日  | かぶりタレントキャラ統一マッチ                           | 鈴木拓（ドランクドラゴン）、高橋健一（キングオブコメディ）、設楽統（バナナマン） |           |
| 399 | 4月19日  | “俺たちのMy Way” 本当はすごいんだぞールナイトニッポン    | ダイノジ、奥仲麻琴、岡田将生、鈴木浩介 |           |
| 400 | 4月26日  | 第6回イチャまんグランプリ                                | トレンディエンジェル、スピードワゴン、さくらゆら、木嶋のりこ、大堀恵 |           |
| 401 | 5月3日   | アイドルビジネス悩み撲滅委員会                           | 鈴木拓（ドランクドラゴン）、東森美和、中島愛里、芦原優愛 |           |
| 402 | 5月10日  | おかずクラブ ゆいPのキス我慢が見てみたい!                | おかずクラブ、鈴木貴之、山本明寛 |           |
| 403 | 5月17日  | DVD発売記念 第2のヒム子オーディション                    | バナナマン、かもめんたる、バイきんぐ、都丸紗也華、久松郁実 |           |
| 404 | 5月24日  | 第4回コンビ愛確かめ選手権                                | FUJIWARA、アンガールズ、ウーマンラッシュアワー、住吉史衣、葉月ゆめ、矢野目美有 |           |
| 405 | 5月31日  | 第4回コンビ愛確かめ選手権                                | FUJIWARA、アンガールズ、ウーマンラッシュアワー、住吉史衣、葉月ゆめ、矢野目美有 |           |
| 406 | 6月7日   | マジギライ1/5                                            | 柴田英嗣（アンタッチャブル）、飯塚悟志（東京03）、青山めぐ、加藤明子、宮澤じゅり、あいな |           |
| 407 | 6月14日  | 目指せ!お兄ちゃん芸人 アイドル×芸人 フィ〜リングカップル | 銀シャリ、三四郎、姫崎愛未・高木悠未・大庭彩歌・伊藤麻希（LinQ） |           |
| 408 | 6月21日  | 仲直りフレンドパーク6                                    | 鈴木拓（ドランクドラゴン）、西野亮廣（キングコング） |           |
| 409 | 6月28日  | 第5回アイドル飲み姿カワイイGP                            | 中村静香、中島愛里、三原勇希 |           |
| 410 | 7月5日   | 第3回ファンタジー芸人No.1決定戦                          | 川島邦裕（野性爆弾）、下野紘、三森すずこ、荻野可鈴・小林玲・京佳（夢みるアドレセンス）、原田まりる、倉持由香、水月桃子 |           |
| 411 | 7月12日  | 第3回ファンタジー芸人No.1決定戦                          | 川島邦裕（野性爆弾）、下野紘、三森すずこ、荻野可鈴・小林玲・京佳（夢みるアドレセンス）、原田まりる、倉持由香、水月桃子 |           |
| 412 | 7月19日  | マジ歌ライブ名場面集                                     | - |           |
| 413 | 7月26日  | ゲーセワニュース2015                                     | 久田将義、吉田豪、杉作J太郎、しみけん |           |
| 414 | 8月9日   | ザ・大声クイズ13                                         | 千鳥、菊地亜美、西野晶雄（シンプル） |           |
| 415 | 8月16日  | 10代のノリに食らいつけ!ジジババ検証テスト                | 黒沢かずこ（森三中）、椿鬼奴、私立恵比寿中学 |           |
| 416 | 8月23日  | 芸能界ストイック暗記王15                                 | おかずクラブ、麒麟、バカリズム、東京03、亀島一徳、高橋戦車 青山めぐ、安藤遥、小田あさ美、桜井未来、富川一人、澤野泰誠、和田裕太、白石茉莉奈                                                                                |           |
| 417 | 8月30日  | 芸能界ストイック暗記王15                                 | おかずクラブ、麒麟、バカリズム、東京03、亀島一徳、高橋戦車 青山めぐ、安藤遥、小田あさ美、桜井未来、富川一人、澤野泰誠、和田裕太、白石茉莉奈                                                                                |           |
| 418 | 9月6日   | 教えて!松見坂先生                                        | 日村勇紀（バナナマン）、ムーディ勝山、どぶろっく、岡井千聖（℃-ute）、都丸紗也華 |           |
| 419 | 9月13日  | マジ歌ライブ直前 緊急企画!                               | マキタスポーツ、野性爆弾、鈴木このみ、池田エライザ、奥仲麻琴、金子栞 |           |
| 420 | 9月20日  | ゴッドタン出演者懇親会                                   | 三四郎、小池美由、中島愛里、あいな、Pちゃん |           |
| 421 | 9月27日  | 衝撃事件簿 未公開SP                                      | - |           |
| 422 | 10月4日  | 松丸・中島・あいなの正直美女お悩み相談室                 | 中島愛里、あいな、佐藤新一 |           |
| 423 | 10月11日 | マジ歌LIVE2015 in 東京国際フォーラム                     | バナナマン、東京03、野性爆弾、ダイノジ、マキタスポーツ、黒沢かずこ（森三中）、秋山竜次（ロバート）、後藤輝基（フットボールアワー） 私立恵比寿中学、中村静香、中島愛里、鈴木このみ                                          |           |
| 424 | 10月18日 | マジ歌LIVE2015 in 東京国際フォーラム                     | バナナマン、東京03、野性爆弾、ダイノジ、マキタスポーツ、黒沢かずこ（森三中）、秋山竜次（ロバート）、後藤輝基（フットボールアワー） 私立恵比寿中学、中村静香、中島愛里、鈴木このみ                                          |           |
| 425 | 10月25日 | 第5回コンビ愛確かめ選手権                                | オアシズ、ドランクドラゴン、麒麟、川井優沙、西上まなみ、山本成美 |           |
| 426 | 11月1日  | 第5回コンビ愛確かめ選手権                                | オアシズ、ドランクドラゴン、麒麟、川井優沙、西上まなみ、山本成美 |           |
| 427 | 11月8日  | ウソツキング 〜マジよりリアルな嘘をつけ〜                | 川島明（麒麟）、村本大輔（ウーマンラッシュアワー）、久松都実、野呂佳代 |           |
| 428 | 11月15日 | マジギライ1/5                                            | バイきんぐ、宮河マヤ、藤綾乃、染谷有香、西村瑠璃子、あいな |           |
| 429 | 11月22日 | お笑い事務所ゴシップサテライト                           | アルコ&ピース、鬼ヶ島、三四郎 |           |
| 430 | 11月29日 | 名物女性キャラ初登場スペシャル                           | - |           |
| 431 | 12月6日  | 第5回松丸プロデュース王決定戦                            | 塚地武雅（ドランクドラゴン） |           |
| 432 | 12月13日 | ギリ笑える不幸座談会                                     | 野口かおる、三四郎、小池美由、伊藤麻希（LinQ） |           |
| 433 | 12月20日 | 2015年のうちに放送しちゃいたい未公開映像SP               | - |           |

| 434 | 1月3日   | 第13回芸人マジ歌選手権                                                     | バナナマン、東京03、秋山竜次（ロバート）、スピードワゴン、ダイノジ ヒャダイン、小島瑠璃子、澤部佑（ハライチ） 加藤育実、逢月ひな（サンミニ）、朝倉ゆり（バクステ外神田一丁目）、natsuki（エレクトリックリボン）                   | [ 注 22 ] |
| 435 | 1月10日  | 第13回芸人マジ歌選手権 完全版SP                                            | バナナマン、東京03、秋山竜次（ロバート）、スピードワゴン、ダイノジ ヒャダイン、小島瑠璃子、澤部佑（ハライチ） 加藤育実、逢月ひな（サンミニ）、朝倉ゆり（バクステ外神田一丁目）、natsuki（エレクトリックリボン）                   |           |
| 436 | 1月17日  | ザ・大声クイズ14                                                           | 藤本敏史（FUJIWARA）、吉村崇（平成ノブシコブシ）、野呂佳代 |           |
| 437 | 1月24日  | 小池美由にトモダチを作ってあげよう                                         | 小池美由、岸明日香、葉月、メイプル超合金、黒沢かずこ（森三中） |           |
| 438 | 1月31日  | チャラギリッシュNIGHT                                                      | バカリズム、ケンドーコバヤシ、日村勇紀（バナナマン）、葉月、菜香、平野いえな |           |
| 439 | 2月7日   | 西野理解王選手権                                                           | 西野亮廣（キングコング）、板倉俊之（インパルス）、岡井千聖（℃-ute）、石橋ゆう子 |           |
| 440 | 2月14日  | 第7回イチャまんグランプリ                                                  | 三四郎、ハライチ、小島みなみ、木嶋のりこ、大堀恵 |           |
| 441 | 2月21日  | 第4回ジジイ芸人キレ悪検証テスト                                            | サンドウィッチマン、荻野可鈴・山田朱莉・志田友美・京佳（夢みるアドレセンス） |           |
| 442 | 2月28日  | 準レギュラー契約更新オーディション                                         | 手島優、Pちゃん、西岡葉月 |           |
| 443 | 3月6日   | ゴッドタンのDVD特典映像は意外に面白いぞSP                                  | あいな、松本ルナ、佐藤佳奈子、高橋志信、谷桃子、三四郎、小島みなみ |           |
| 444 | 3月13日  | 俺の落とし方発表会                                                         | 田中卓志（アンガールズ）、小田あさ美 |           |
| 445 | 3月20日  | 俺の落とし方発表会                                                         | 田中卓志（アンガールズ）、野呂佳代 |           |
| 446 | 3月27日  | この次世代アイドル知ってんのか!?2016                                       | トレンディエンジェル、小池美由、吉田豪、掟ポルシェ、宗像明将 一ノ瀬みか（神宿）、あの（ゆるめるモ!）、清竜人25、バニラビーンズ、秋元結季（DaisukI）                                                                               |           |
| 447 | 4月3日   | マジギライ1/5                                                              | 田中涼子、矢口真里、ビビる大木、あいな | [ 注 23 ] |
| 448 | 4月3日   | この若手知ってんのか!?2016                                                 | アルコ＆ピース、児島気奈、片山勝三、アナクロニスティック、ちぐはぐ、ADVANCE、曇天三男坊、ロリィタ族。 | [ 注 23 ] |
| 449 | 4月10日  | この若手知ってんのか!?2016                                                 | アルコ＆ピース、児島気奈、片山勝三、ブラックパイナーSOS、マシンガンズ |           |
| 450 | 4月17日  | ワレモテ芸人会議                                                           | 笑い飯、ジャルジャル、谷桃子 |           |
| 451 | 4月24日  | DVD発売記念 小沢のマジ歌リベンジ!                                          | スピードワゴン、倉持由香、山根千佳、都丸紗也華 |           |
| 452 | 5月1日   | 芸能界ストイック暗記王16                                                   | 永野、藤本敏史（FUJIWARA）、小池美由、東京03、田中涼子、小田あさ美、桜井未来、安藤遥 小野川晶、棒地良行、小玉雄大、大矢巧、髙橋弘兆、小川千尋、加納葉月、本田香織、野口雄介、阿部志鴻                                             |           |
| 453 | 5月8日   | 芸能界ストイック暗記王16                                                   | 永野、藤本敏史（FUJIWARA）、小池美由、東京03、田中涼子、小田あさ美、桜井未来、安藤遥 小野川晶、棒地良行、小玉雄大、大矢巧、髙橋弘兆、小川千尋、加納葉月、本田香織、野口雄介、阿部志鴻                                             |           |
| 454 | 5月15日  | 上品芸人クリニック                                                         | 博多大吉（博多華丸・大吉）、川島明（麒麟）、三四郎、西岡葉月 |           |
| 455 | 5月22日  | 悩める中堅芸人 景気の悪い話サミット                                        | エルシャカラーニ、三拍子、ブラックパイナーSOS、マシンガンズ、児島気奈 |           |
| 456 | 5月29日  | 泣けて笑える感動作SP                                                       | - |           |
| 457 | 6月5日   | 第6回コンビ愛確かめ選手権                                                  | サンドウィッチマン、ジャルジャル、ロッチ、植松杏菜、古賀あかね、荷川取さやか |           |
| 458 | 6月12日  | 第6回コンビ愛確かめ選手権                                                  | サンドウィッチマン、ジャルジャル、ロッチ、植松杏菜、古賀あかね、荷川取さやか |           |
| 459 | 6月19日  | 第2回俺の落とし方発表会                                                    | 大悟（千鳥）、シソンヌ、小田あさ美、安藤遥、橘希 |           |
| 460 | 6月26日  | アルコ＆ピース酒井の彼女オーディション                                     | アルコ＆ピース、中村愛、紺野ぶるま、ロリィタ族。 |           |
| 461 | 7月3日   | 仲直りフレンドパーク7（前編）                                              | 西野亮廣（キングコング） |           |
| 462 | 7月10日  | 私の落とし方発表会                                                         | 野呂佳代、おかずクラブ、金子岳憲、上田堪大 | [ 注 24 ] |
| 463 | 7月10日  | 仲直りフレンドパーク7（後編）                                              | 西野亮廣（キングコング）、小川千尋、加納葉月 | [ 注 24 ] |
| 464 | 7月17日  | エロカッコつけ芸人は誰だ!?セクシードッキリ検証                             | 岩井勇気（ハライチ）、曇天三男坊、ラブレターズ、小島みなみ |           |
| 465 | 7月24日  | 舎弟愛確かめ選手権                                                         | ノブ（千鳥）、ケンドーコバヤシ、神宮寺しし丸、西野晶雄（シンプル）、ネゴシックス、小島みゆ、如月さや、川上愛 |           |
| 466 | 7月31日  | 舎弟愛確かめ選手権                                                         | ノブ（千鳥）、ケンドーコバヤシ、神宮寺しし丸、西野晶雄（シンプル）、ネゴシックス、小島みゆ、如月さや、川上愛 |           |
| 467 | 8月7日   | 爆乳シリーズ 新メンバーオーディション                                      | 手島優、天木じゅん、紺野ぶるま、Pちゃん |           |
| 468 | 8月14日  | 第2回私の落とし方発表会                                                    | 相席スタート、阿佐ヶ谷姉妹、菊地亜美、岩谷健司、梅津瑞樹、貴瀬雄二 |           |
| 469 | 8月21日  | マジギライ1/5                                                              | ロッチ、朝日奈央、三宿菜々、藤後夏子、キューティー上木、そぼく（ミリオンズ）、アイクぬわら（超新塾）、あいな |           |
| 470 | 8月28日  | 未公開ギリギリ映像SP                                                       | - |           |
| 471 | 9月4日   | マジ歌ルーキーオーディション                                               | 東京03、大福、パーマ大佐、ニック（タイムボム）、ぶらっくさむらい、春田和幸 |           |
| 472 | 9月11日  | 第9回オオギリッシュNIGHT                                                   | 川島明（麒麟）、バカリズム、ケンドーコバヤシ、くっきー（野性爆弾）、佐藤聖羅、西村麻依、西岡葉月 |           |
| 473 | 9月18日  | 第4回バカヤロウ徒競走                                                      | 児嶋一哉（アンジャッシュ）、ノブ（千鳥）、矢口真里、西野晶雄（シンプル）、ネゴシックス、神宮寺しし丸、岡井千聖、大高雄一郎 大村わたる、冠仁、齊藤夢愛、島村比呂樹、清水美輝、中田好人、長谷川恒希、前原瑞樹、涌井とも子、野沢春日 |           |
| 474 | 9月25日  | 第4回バカヤロウ徒競走                                                      | 児嶋一哉（アンジャッシュ）、ノブ（千鳥）、矢口真里、西野晶雄（シンプル）、ネゴシックス、神宮寺しし丸、岡井千聖、大高雄一郎 大村わたる、冠仁、齊藤夢愛、島村比呂樹、清水美輝、中田好人、長谷川恒希、前原瑞樹、涌井とも子、野沢春日 |           |
| 475 | 10月2日  | 芝居ヤバイ芸人No.1決定戦                                                   | ネゴシックス、岡井千聖、三四郎、天野麻菜、倉持由香、春輝、日野出清、大矢巧 |           |
| 476 | 10月9日  | 第2回エロ格好つけ調査                                                      | 塚地武雅（ドラングドラゴン）、ラブレターズ、小島みなみ |           |
| 477 | 10月16日 | コンビ芸開発委員会                                                         | バイきんぐ、三四郎 |           |
| 478 | 10月23日 | 第5回ジジイ芸人キレ悪検証テスト                                            | ハライチ、レイザーラモンHG、M!LK、片渕茜（テレビ東京アナウンサー） |           |
| 479 | 10月30日 | 第3回私の落とし方発表会                                                    | 阿佐ヶ谷姉妹、大久保佳代子、岸明日香、岩谷健司、我妻桃実（ハコイリ♡ムスメ）、浅見紘至、平原テツ、和合真一 |           |
| 480 | 11月6日  | 仲直りフレンドパーク8（前編）                                              | 小池美由、黒沢かずこ（森三中）、仲義代 |           |
| 481 | 11月13日 | 仲直りフレンドパーク8（後編） 第5回ジジイ芸ジイ芸人キレ悪検証テスト 未公開 | 小池美由、黒沢かずこ（森三中）、生ハムと焼うどん ハライチ、片渕茜（テレビ東京アナウンサー） |           |
| 482 | 11月27日 | 芸能界ストイック暗記王17                                                   | 博多華丸・大吉、ビビる大木、アルコ＆ピース、ロリィタ族。、大（グランジ）、向清太朗（天津） 小田あさ美、加納葉月、鈴木ふみ奈、染谷有香、松岡里英                                                                                   |           |
| 483 | 12月4日  | 芸能界ストイック暗記王17                                                   | 博多華丸・大吉、ビビる大木、アルコ＆ピース、ロリィタ族。、大（グランジ）、向清太朗（天津） 小田あさ美、加納葉月、鈴木ふみ奈、染谷有香、松岡里英                                                                                   |           |
| 484 | 12月11日 | 第6回照れカワ芸人更生プログラム                                            | 千鳥、ジャルジャル、℃-ute、ハリウッドザコシショウ、篠原正明 |           |
| 485 | 12月18日 | 第6回照れカワ芸人更生プログラム                                            | 千鳥、ジャルジャル、℃-ute、ハリウッドザコシショウ、篠原正明 |           |
| 486 | 12月25日 | 第5回エロ哀しい話座談会                                                    | 紺野ぶるま、西岡葉月、Pちゃん |           |

| 487 | 1月4日   | 第14回芸人マジ歌選手権                                         | バナナマン、東京03、バカリズム、後藤輝基（フットボールアワー）、秋山竜次（ロバート）、ハライチ 宇多丸（RHYMESTER）、川島明（麒麟）、小島瑠璃子 橘花凛、志崎ひなた、齊藤夢愛、古川真奈美、甲斐はるか、佐藤衣里子 | [ 注 25 ] |
| 488 | 1月8日   | 第14回芸人マジ歌選手権 完全版SP                                | バナナマン、東京03、バカリズム、後藤輝基（フットボールアワー）、秋山竜次（ロバート）、ハライチ 宇多丸（RHYMESTER）、川島明（麒麟）、小島瑠璃子 橘花凛、志崎ひなた、齊藤夢愛、古川真奈美、甲斐はるか、佐藤衣里子 |           |
| 489 | 1月15日  | 第1回ネタギリッシュNIGHT                                       | さらば青春の光、ザ・ギース、うしろシティ、かもめんたる 橘ゆりか、木村好珠、阿比留夏海 |           |
| 490 | 1月22日  | 第3回俺の落とし方発表会                                        | 塚地武雅（ドランクドラゴン）、小野川晶、酒井蘭、鈴木ふみ奈、三浦あくり 日比野線、谷仲恵輔、山森信太郎、小椋唯香、菊川聖羅、芝本麟太郎 |           |
| 491 | 1月29日  | マジギライ1/3                                                  | 矢口真里、朝日奈央、岡井千聖（℃-ute）、手島優 |           |
| 492 | 2月5日   | 第8回イチャまんグランプリ                                      | カミナリ、ピーマンズスタンダード、川上奈々美、三上悠亜、大堀恵 |           |
| 493 | 2月12日  | 気持ちよく泣かせるキャバクラ                                   | 角田晃広（東京03）、小池美由、内田晴子、大友久志、木村優良、佐瀬弘幸、西山聡、蒻崎今日子 |           |
| 494 | 2月19日  | ロバート秋山のノリ女塾                                         | 秋山竜次（ロバート）、本郷杏奈、浅川梨奈（SUPER GiRLS） |           |
| 495 | 2月26日  | 第4回私の落とし方発表会                                        | 阿佐ヶ谷姉妹、鈴木奈々、平野ノラ 岩谷健司、オクイシュージ、小澤廉、東加奈子、日比野線、我妻桃実（ハコイリムスメ） 楠拓馬、小池碧、安田祐太 |           |
| 496 | 3月5日   | マジ歌スピンオフ                                               | 東京03、春田和幸、ニック&ぶらっくさむらい、関水たまこ |           |
| 497 | 3月19日  | よくぞここまで続いた！ゴッドタン ギリギリ事件簿！              | 東京03、深澤ゆうき、みひろ |           |
| 498 | 3月26日  | よくぞここまで続いた！ゴッドタン ギリギリ事件簿！              | 東京03、深澤ゆうき、みひろ |           |
| 499 | 4月2日   | マジ歌ライブ2017〜マジ武道館〜                                 | バナナマン、バカリズム、後藤輝基（フットボールアワー）、秋山竜次（ロバート）、岩井勇気（ハライチ）、スピードワゴン、ダイノジ 阿佐ヶ谷姉妹、みさわ大福、柳沢慎吾、藤田真由美、ニック&ぶらっくさむらい、春田和幸、ラブレターズ、手島優、倉田夏希、小池美由、あいな、Pちゃん、GO!皆川 関水たまこ、石橋ゆう子、みひろ、岩谷健司、加藤育実、乙幡杏菜（mi-na）、朝倉ゆり（エラバレシ）、natsuki（Nice Arrange） |           |
| 500 | 4月9日   | マジ歌ライブ2017〜マジ武道館〜                                 | バナナマン、バカリズム、後藤輝基（フットボールアワー）、秋山竜次（ロバート）、岩井勇気（ハライチ）、スピードワゴン、ダイノジ 阿佐ヶ谷姉妹、みさわ大福、柳沢慎吾、藤田真由美、ニック&ぶらっくさむらい、春田和幸、ラブレターズ、手島優、倉田夏希、小池美由、あいな、Pちゃん、GO!皆川 関水たまこ、石橋ゆう子、みひろ、岩谷健司、加藤育実、乙幡杏菜（mi-na）、朝倉ゆり（エラバレシ）、natsuki（Nice Arrange） |           |
| 501 | 4月16日  | 第2回芝居ヤバイ芸人No.1決定戦                                  | ネゴシックス、岡井千聖、ノブ（千鳥）、平嶋夏海、月城まゆ、入矢麻衣 |           |
| 502 | 4月23日  | ザ・大声クイズ15                                               | 銀シャリ、倉持由香 |           |
| 503 | 4月30日  | 松丸代打オーディション                                         | 池田裕子、染谷有香、紺野ぶるま |           |
| 504 | 5月7日   | 第7回コンビ愛確かめ選手権                                      | ロバート、アルコ&ピース、メイプル超合金 |           |
| 505 | 5月14日  | 第7回コンビ愛確かめ選手権                                      | ロバート、アルコ&ピース、メイプル超合金 |           |
| 506 | 5月21日  | 仲直りフレンドパーク9                                          | ハライチ、ラブレターズ |           |
| 507 | 5月28日  | ロバート秋山のノリ女塾                                         | 秋山竜次（ロバート）、都丸紗也華、本郷杏奈 |           |
| 508 | 6月4日   | 西野の夢 かなえたろかスペシャル                                | 西野亮廣（キングコング）、鈴木拓（ドランクドラゴン）、水口亘、池田裕子 |           |
| 509 | 6月11日  | 帰ってきた芸人ラジオサミット 〜次世代ラジオ芸人SP〜            | アルコ&ピース、三四郎、ニューヨーク、川野将一 |           |
| 510 | 6月18日  | ケンカ＆ダンスグランプリ                                       | 田中卓志（アンガールズ）、野沢春日、松岡里英、川上愛、白川未奈、エヴァンス未希 |           |
| 511 | 6月25日  | 歌ネタ芸人が大集結！ちょいエロ歌謡祭                           | 8.6秒バズーカー、ムーディ勝山、2700、AMEMIYA |           |
| 512 | 7月2日   | 2017年上半期未公開映像一挙蔵出しSP                             | |           |
| 513 | 7月9日   | マジギライ1/5                                                  | 千鳥、あいな、寺口智香、ららぴ、るるぴ、あさいあみ |           |
| 514 | 7月16日  | この若手知ってんのか!?2017                                     | アルコ＆ピース、児島気奈、ゆにばーす、ランジャタイ、いかちゃん 、曇天三男坊 |           |
| 515 | 7月23日  | アイドル飲み姿カワイイGP6                                      | 藤木由貴、橋本梨菜、和地つかさ |           |
| 516 | 7月30日  | 第5回 私の落とし方発表会                                       | 横澤夏子、阿佐ヶ谷姉妹 |           |
| 517 | 8月6日   | 第2回ネタギリッシュNIGHT                                       | 相席スタート、タイムマシーン3号、ザ・ギース、チョコレートプラネット 星乃まおり、黒口那津、葉月あや |           |
| 518 | 8月13日  | キモンスターズ・チャンプ7                                      | バイきんぐ、野性爆弾、マテンロウ |           |
| 519 | 8月20日  | 未公開＆ゴールデン見所SP                                       | 馬鹿よ貴方は、佐山彩香、いかちゃん |           |
| 520 | 8月26日  | 芸人マジ歌選手権SP マジラブソング歌謡祭                        | 東京03、AMEMIYA、スピードワゴン、秋山竜次（ロバート）、ベッキー、ハライチ、向井慧（パンサー）、阿佐ヶ谷姉妹、岡井千聖、バカリズム、平田敦子、野口かおる 川島明（麒麟）、千鳥、中村静香、朝日奈央、都丸紗也華、本郷杏奈、岸明日香、手島優、波田陽区 | [ 注 26 ] |
| 520 | 8月26日  | マジギライ芸人No.1決定戦                                       | 千鳥、西野亮廣（キングコング）、小峠英二（バイきんぐ）、品川祐（品川庄司）、ハライチ、又吉直樹（ピース）、藤本敏史（FUJIWARA） 岡田結実、ロバート、小宮浩信（三四郎）、徳井健太（平成ノブシコブシ）、鈴木拓（ドランクドラゴン）、あいな、谷まりあ、筧美和子 | [ 注 26 ] |
| 520 | 8月26日  | 私の落とし方発表会 売れっ子女芸人SP                            | 尼神インター、ゆりやんレトリィバァ、阿佐ヶ谷姉妹、松野明美、陣内智則、三四郎、福士誠治、大東駿介、前川泰之、岡田浩暉 | [ 注 26 ] |
| 521 | 8月27日  | ゲーセワニュース2017                                           | 吉田豪、久田将義、溜口佑太朗（ラブレターズ）、森田哲矢（さらば青春の光） |           |
| 522 | 9月3日   | ゴールデン未公開SP                                             | |           |
| 523 | 9月10日  | 謎の若手川瀬で30分!                                            | ゆにばーす、ウエストランド、曇天三男坊 |           |
| 524 | 9月17日  | 腐ってる芸人が大集合! かぶりタレントキャラ統一マッチ           | 岩井勇気（ハライチ）、板倉俊之（インパルス）、徳井健太（平成ノブシコブシ） |           |
| 525 | 9月24日  | 黒沢と小池に友達になってほしい                                 | 黒沢かずこ（森三中）、小池美由、入澤優、エヴァンス未希、いかちゃん |           |
| 526 | 10月1日  | 第3回エロカッコつけ芸人は誰だ!? セクシードッキリ検証           | 斉藤慎二（ジャングルポケット）、ラブレターズ、小島みなみ |           |
| 527 | 10月8日  | 激ヤバ未公開映像解禁SP                                         | |           |
| 528 | 10月15日 | 第3回芝居ヤバい芸人No.1決定戦                                  | 本郷杏奈、ネゴシックス、尾形貴弘（パンサー）、野波麻帆 |           |
| 529 | 10月22日 | ナイツ土屋改造計画!                                            | 土屋伸之（ナイツ）、千鳥 |           |
| 530 | 10月29日 | 上品芸人ハメ外しクラブ2017                                     | 川島明（麒麟）、澤部佑（ハライチ） |           |
| 531 | 11月5日  | 第8回コンビ愛確かめ選手権                                      | NON STYLE、三四郎、さらば青春の光 |           |
| 532 | 11月12日 | 第8回コンビ愛確かめ選手権                                      | NON STYLE、三四郎、さらば青春の光 |           |
| 533 | 11月19日 | 第6回ジジイ芸人キレ悪検証テスト                                | 児嶋一哉（アンジャッシュ）、藤本敏史（FUJIWARA）、西村ヒロチョ、いかちゃん、ジョイマン、虹のコンキスタドールファミリー |           |
| 534 | 11月26日 | 第2回ケンカ＆ダンスグランプリ                                  | 田中卓志（アンガールズ）、野沢春日、璃乃、はるぽよ、エヴァンス未希、白川未奈 |           |
| 535 | 12月2日  | 矢作のアイドル大作戦！エビ中ひなたの公式おじいちゃんになりたい | 私立恵比寿中学、岩井勇気（ハライチ） |           |
| 536 | 12月9日  | マジギライ1/5                                                  | コロコロチキチキペッパーズ、Pちゃん、結子、水咲優美、mone、香川沙耶 |           |
| 537 | 12月16日 | 第10回オオギリッシュNIGHT                                      | 川島明（麒麟）、バカリズム、ケンドーコバヤシ、くっきー（野性爆弾）、神部美咲、松岡音々、朝香りほ |           |
| 538 | 12月23日 | 打倒松丸 野呂朝日プロデュース                                  | くっきー（野性爆弾） |           |

| 539 | 1月1日   | 第15回芸人マジ歌選手権SP                                      | バナナマン、東京03、ハライチ、バカリズム、春日俊彰（オードリー）、カミナリ AMEMIYA、青山はな、きみと歩実、紺野ひかる、平岡里枝子、松本菜奈実 ヒャダイン、ビビる大木、内田理央 | [ 注 27 ] |
| 540 | 1月7日   | 2017年下半期総決算スペシャル                                  | 私立恵比寿中学、澤部佑（ハライチ）、葉月美音 |           |
| 541 | 1月14日  | 西野VS劇団ひとり 完全決着SP                                   | 西野亮廣（キングコング） |           |
| 542 | 1月21日  | 炎上上等!このツイッターが心配                                 | アルコ&ピース、呂布カルマ、長嶺あずさ（川崎純情小町☆）、鏡星、吉田豪 |           |
| 543 | 1月28日  | 第9回イチャまんグランプリ                                     | ミキ、さらば青春の光、戸田真琴、初川みなみ |           |
| 544 | 2月4日   | 腐り芸人セラピー                                              | 岩井勇気（ハライチ）、板倉俊之（インパルス）、徳井健太（平成ノブシコブシ） 井口浩之（ウエストランド）、加納愛子（Aマッソ）、鬼越トマホーク、青山めぐ |           |
| 545 | 2月11日  | 腐り芸人セラピー                                              | 岩井勇気（ハライチ）、板倉俊之（インパルス）、徳井健太（平成ノブシコブシ） 井口浩之（ウエストランド）、加納愛子（Aマッソ）、鬼越トマホーク、青山めぐ |           |
| 546 | 2月17日  | 第3回ネタギリッシュNIGHT                                      | ライス、しずる、ジョイマン、アルコ＆ピース、神部美咲、葉月あや、三田寺理紗 |           |
| 547 | 2月24日  | 腐りグラドルグランプリ                                        | 戸田れい、鈴木咲、清水あいり、金子智美、白川未奈 |           |
| 548 | 3月3日   | 芸能界ストイック暗記王18                                      | 三四郎、秋山竜次（ロバート）、山本博（ロバート）、東京03、山内健司（かまいたち） 小田あさ美、桜井未来、加納葉月、青山めぐ、にゃんこスター |           |
| 549 | 3月10日  | 芸能界ストイック暗記王18                                      | 三四郎、秋山竜次（ロバート）、山本博（ロバート）、東京03、山内健司（かまいたち） 小田あさ美、桜井未来、加納葉月、青山めぐ、にゃんこスター |           |
| 550 | 3月17日  | 川島スリー                                                    | くっきー（野性爆弾）、川島明（麒麟） |           |
| 551 | 3月24日  | ニュースター誕生&衝撃映像SP                                   | |           |
| 552 | 3月31日  | キス我慢選手権2018                                            | 三四郎、吉高寧々 |           |
| 553 | 4月7日   | キス我慢選手権2018                                            | コロコロチキチキペッパーズ、初川みなみ、板橋駿谷 |           |
| 554 | 4月14日  | 第9回コンビ愛確かめ選手権                                     | カミナリ、平成ノブシコブシ、和牛 |           |
| 555 | 4月21日  | 第9回コンビ愛確かめ選手権                                     | カミナリ、平成ノブシコブシ、和牛 |           |
| 556 | 4月28日  | 横アリにわしも出させてぇな! ジェッタシーアレンジ発表会やで〜! | 後藤輝基（フットボールアワー） |           |
| 557 | 5月5日   | 野呂VS朝日 仲直りフレンドパーク                               | |           |
| 558 | 5月12日  | 特別企画かずこデトックス                                      | 黒沢かずこ（森三中）、小池美由 |           |
| 559 | 5月19日  | 第2回腐り芸人セラピー                                         | 岩井勇気（ハライチ）、板倉俊之（インパルス）、徳井健太（平成ノブシコブシ） 岡野陽一、ニューヨーク、鬼越トマホーク |           |
| 560 | 5月26日  | ひなたよ矢作が欲しければ小木を超えてみろ!                     | 私立恵比寿中学、岩井勇気（ハライチ） |           |
| 561 | 6月3日   | 第4回芝居ヤバい芸人No.1決定戦                                 | ネゴシックス、本郷杏奈、ロッシー（野性爆弾）、鶴町憲 |           |
| 562 | 6月10日  | このアイドル知ってんのか!? 2018                               | アルコ&ピース、吉田豪、南波一海 兎遊、せるふちゃいなしすてむ、眉村ちあき、伊藤麻希 |           |
| 563 | 6月17日  | 本郷杏奈、お前は何が出来るんだ!                               | 本郷杏奈、ミラクルひかる、谷桃子 |           |
| 564 | 6月24日  | マジ歌ライブ2018in横浜アリーナ                                | バナナマン、東京03、ハライチ、ラブレターズ、千葉雄大、秋山竜次（ロバート）、DA PUMP、バカリズム、手島優、阿由葉あみ、小倉由菜、きみと歩実、松本菜奈実、ベッキー、ダイノジ、MARIA-E、カミナリ、小池美由、後藤輝基（フットボールアワー）、ひょっこりはん、GO!皆川、私立恵比寿中学、AMEMIYA |           |
| 565 | 7月1日   | マジ歌ライブ2018in横浜アリーナ                                | バナナマン、東京03、ハライチ、ラブレターズ、千葉雄大、秋山竜次（ロバート）、DA PUMP、バカリズム、手島優、阿由葉あみ、小倉由菜、きみと歩実、松本菜奈実、ベッキー、ダイノジ、MARIA-E、カミナリ、小池美由、後藤輝基（フットボールアワー）、ひょっこりはん、GO!皆川、私立恵比寿中学、AMEMIYA |           |
| 566 | 7月8日   | この若手知ってんのか!? 2018                                   | アルコ&ピース、児島気奈 宮下草薙、きしたかの、あがすけ、EXIT、ニッキューナナ、ハナイチゴ、ソノヘンノ女、ナイチンゲールダンス、四千頭身 |           |
| 567 | 7月15日  | この若手知ってんのか!? 2018                                   | アルコ&ピース、児島気奈 宮下草薙、きしたかの、あがすけ、EXIT、ニッキューナナ、ハナイチゴ、ソノヘンノ女、ナイチンゲールダンス、四千頭身 |           |
| 568 | 7月22日  | 誕生！川島スリー                                              | くっきー（野性爆弾）、川島明（麒麟） |           |
| 569 | 7月29日  | ゲラ女王決定戦                                                | 三四郎、神宮寺しし丸 西原愛夏、久松かおり、真奈、阿久津真央、神部美咲、彩希エリナ、遠山茜子、桃咲あや |           |
| 570 | 8月5日   | 第11回オオギリッシュNIGHT                                     | バカリズム、秋山竜次（ロバート）、川島明（麒麟）、大悟（千鳥） 神部美咲、メイリ、高橋かな |           |
| 571 | 8月12日  | 第6回 私の落とし方発表会                                      | 川村エミコ（たんぽぽ）、有村藍里、阿佐ヶ谷姉妹、 田中卓志（アンガールズ） |           |
| 572 | 8月19日  | キャラ崩壊寸前！？暴走シーンSP                                | - |           |
| 573 | 8月26日  | ウソつけない女オーディション                                  | 石原由希（IDO★HOLIC）、永井すみれ、MAICA、鎌沢朋佳 |           |
| 574 | 9月2日   | 第3回腐り芸人セラピー                                         | 岩井勇気（ハライチ）、板倉俊之（インパルス）、徳井健太（平成ノブシコブシ）、 ダイアン、村上健志（フルーツポンチ） |           |
| 575 | 9月9日   | 第4回ネタギリッシュNIGHT                                      | じゅんいちダビッドソン、紺野ぶるま、マツモトクラブ、とにかく明るい安村、ヒロシ、 神部美咲、大貫彩香、真奈 |           |
| 576 | 9月16日  | 芸能界ストイック暗記王19                                      | 和牛、板倉俊之（インパルス）、黒沢かずこ（森三中）、 小田あさ美、加納葉月、青山めぐ、鶴町憲 |           |
| 577 | 9月23日  | 芸能界ストイック暗記王19                                      | 和牛、板倉俊之（インパルス）、黒沢かずこ（森三中）、 小田あさ美、加納葉月、青山めぐ、鶴町憲 |           |
| 578 | 9月30日  | スナック眉村ちあき                                            | 眉村ちあき、EXIT、本郷杏、村上健志（フルーツポンチ）、品川祐（品川庄司） |           |
| 579 | 10月7日  | 遂に復活！松丸アナ伝説(秘)名場面                              | 野呂佳代、朝日奈央 |           |
| 580 | 10月14日 | 松丸 育児休業明け復活祭                                       | 野呂佳代、朝日奈央、西村瑞樹（バイきんぐ） |           |
| 581 | 10月21日 | 第10回コンビ愛確かめ選手権                                    | 南海キャンディーズ、ダイアン、コロコロチキチキペッパーズ |           |
| 582 | 10月28日 | 第10回コンビ愛確かめ選手権                                    | 南海キャンディーズ、ダイアン、コロコロチキチキペッパーズ |           |
| 583 | 11月4日  | 劇団ひとりVS西野 もう一度嫌いになろう!                        | 西野亮廣（キングコング） |           |
| 584 | 11月11日 | 第7回ジジイ芸人キレ悪検証テスト                               | 朝日奈央、カミナリ、EXIT、ソノヘンノ女、伊藤桃々、若林萌々 |           |
| 585 | 11月18日 | スベりたくない!SP                                             | |           |
| 586 | 11月25日 | スナック眉村ちあき2                                           | 眉村ちあき、さらば青春の光、飯塚悟志（東京03）、中村マネージャー、手島優 |           |
| 587 | 12月2日  | マジギライ1/5                                                 | ジャングルポケット、神崎紗衣、エア、川上愛、鎌沢朋佳 |           |
| 588 | 12月9日  | 第5回芝居ヤバイ芸人決定戦                                     | ネゴシックス、本郷杏、いかちゃん、遠山茜子、園都、石岡真衣 |           |
| 589 | 12月16日 | 松丸野呂朝日プロデュース王決定戦                              | 野呂佳代、朝日奈央、バカリズム |           |
| 590 | 12月22日 | 芸人マジ歌選手権 名曲名シーンセレクション                     | |           |
| 591 | 12月28日 | 第16回芸人マジ歌選手権SP                                      | バナナマン、東京03、秋山竜次（ロバート）、ハライチ、後藤輝基（フットボールアワー）、野性爆弾 ISSA（DA PUMP）、池田美優、ノブ（千鳥）、吉村崇（平成ノブシコブシ）、アルコ&ピース、野呂佳代、朝日奈央                                                                                      | [ 注 31 ] |

| 592 | 1月6日   | ウソつけない女アイドルグループ結成              | 石原由希、永井すみれ、鎌沢朋佳、朝日奈央 |           |
| 593 | 1月13日  | フルポン村上の自分探しに付き合ってあげよう      | 村上健志（フルーツポンチ） |           |
| 594 | 1月20日  | 新春エロかるたを作ろう                          | 森田哲矢（さらば青春の光）、紺野ぶるま、石原由希、永井すみれ、鎌沢朋佳、野呂佳代 |           |
| 595 | 1月27日  | 第10回イチャまんグランプリ                      | ハナコ、チョコレートプラネット、かまいたち、篠田ゆう、小倉由菜、小島みなみ |           |
| 596 | 2月2日   | トリオ愛確かめ選手権                            | 東京03、パンサー、ジャングルポケット |           |
| 597 | 2月9日   | トリオ愛確かめ選手権                            | 東京03、パンサー、ジャングルポケット、花咲れあ、霜月のあ、源藤アイリ |           |
| 598 | 2月16日  | このツイッターが心配だ 2019                     | アルコ&ピース、望月める、マシンガンズ、井口浩之（ウエストランド）、香椎かてぃ（ZOC)、吉田豪 |           |
| 599 | 2月23日  | 第12回オオギリッシュNIGHT                       | ケンドーコバヤシ、くっきー（野性爆弾）、バカリズム、川島明（麒麟）、 神部美咲、源藤アイリ、真奈 |           |
| 600 | 3月3日   | 結婚引退 谷桃子メモリアルSP                     | |           |
| 601 | 3月10日  | 第5回バカヤロウ徒競走                           | ダイアン、コロコロチキチキペッパーズ、野呂佳代、パンサー |           |
| 602 | 3月17日  | 第5回バカヤロウ徒競走                           | ダイアン、コロコロチキチキペッパーズ、野呂佳代、パンサー |           |
| 603 | 3月24日  | 第4回腐り芸人セラピー インパルス復活SP          | インパルス、岩井勇気（ハライチ）、徳井健太（平成ノブシコブシ） |           |
| 604 | 3月31日  | 汗と涙のガチンコ勝負SP                          | |           |
| 605 | 4月7日   | ゴッドタン三者面談                              | 三四郎、EXIT、小池美由、本郷杏、朝日奈央、野呂佳代 |           |
| 606 | 4月14日  | 第1回芸人マジ芝居選手権                         | ハナコ、斉藤慎二（ジャングルポケット）、鈴木浩介、アンジェリカ、源藤アイリ、森みはる |           |
| 607 | 4月21日  | スナック眉村ちあき3                             | 眉村ちあき、宮下草薙、ジャングルポケット |           |
| 608 | 5月5日   | スナック眉村ちあき3                             | 眉村ちあき、宮下草薙、ジャングルポケット、東京03 |           |
| 608 | 5月5日   | 超身内サテライト                                | 朝日奈央、手島優、中村マネージャー |           |
| 609 | 5月12日  | 芸人ラジオサミット 〜次世代を担うスター候補SP〜 | ハライチ、アルコ&ピース、Creepy Nuts、野呂佳代 |           |
| 610 | 5月19日  | 第5回ネタギリッシュNIGHT                        | インポッシブル、トム・ブラウン、ルシファー吉岡、プラス・マイナス、 花咲れあ、みうらうみ、神部美咲、野呂佳代                                                                                           |           |
| 611 | 5月26日  | お笑いを存分に語れるBAR                         | 飯塚悟志（東京03）、田中卓志（アンガールズ）、岡部大・秋山寛貴（ハナコ）、あいな、神部美咲 |           |
| 612 | 6月9日   | Truthの公式お兄ちゃんオーディション 前編        | 石原由希、永井すみれ、TOMOKA、ダイアン | [ 注 34 ] |
| 613 | 6月16日  | マジギライ1/5                                   | かまいたち、天竺鼠、久保田かずのぶ（とろサーモン）、白川未奈、小島みゆ、あいな |           |
| 614 | 6月22日  | ネタギリッシュNIGHT チャンピオン大会            | タイムマシーン3号、ザ・ギース、ジョイマン、AMEMIYA、チョコレートプラネット、プラス・マイナス、マツモトクラブ、さらば青春の光、 手島優、野呂佳代、和地つかさ、神部美咲                                 |           |
| 615 | 6月30日  | ネタギリッシュNIGHT チャンピオン大会            | タイムマシーン3号、ザ・ギース、ジョイマン、AMEMIYA、チョコレートプラネット、プラス・マイナス、マツモトクラブ、さらば青春の光、 手島優、野呂佳代、和地つかさ、神部美咲                                 |           |
| 616 | 7月7日   | Truthの公式お兄ちゃんオーディション 後編        | 石原由希、永井すみれ、TOMOKA、銀シャリ、チョコレートプラネット、タイムマシーン3号 |           |
| 617 | 7月14日  | この若手知ってんのか!?2019                      | 三四郎、朝日奈央、児島気奈、 令和ロマン、かが屋、ティモンディ、パラダイスメン、スタンダップコーギー、空気階段、ガーリィレコードチャンネル、フワちゃん                                                 |           |
| 618 | 7月21日  | この若手知ってんのか!?2019                      | 三四郎、朝日奈央、児島気奈、 令和ロマン、かが屋、ティモンディ、パラダイスメン、スタンダップコーギー、空気階段、ガーリィレコードチャンネル、フワちゃん                                                 |           |
| 619 | 7月28日  | アイドル飲み姿カワイイGP7                       | 野呂佳代、橋本梨菜、源藤アンリ、日野麻衣 |           |
| 620 | 8月4日   | このグラビアアイドル知ってんのか!? 2019         | 平子祐希（アルコ&ピース）、たかし（トレンディエンジェル）、朝日奈央、小林司、呂布カルマ、倉持由香 葉月つばさ、菜乃花、AKO、真島なおみ                                                                 |           |
| 621 | 8月11日  | 第5回腐り芸人セラピー                           | 岩井勇気（ハライチ）、板倉俊之（インパルス）、徳井健太（平成ノブシコブシ）、野呂佳代、 うしろシティ、辰巳奈都子、金田哲（はんにゃ）                                                                   |           |
| 622 | 8月18日  | ナツカシッシュNIGHT                             | 小沢一敬（スピードワゴン）、くっきー（野性爆弾）、ケンドーコバヤシ、バカリズム、 磯山さやか、みうらうみ、青山明日香                                                                                   |           |
| 623 | 8月25日  | 〇〇はじめました選手権                          | AMEMIYA、空気階段、鬼越トマホーク、さらば青春の光、おたけ（ジャングルポケット）、宮下草薙、朝日奈央                                                                                                   |           |
| 624 | 9月1日   | 〇〇はじめました選手権 後半戦                   | AMEMIYA、空気階段、鬼越トマホーク、さらば青春の光、おたけ（ジャングルポケット）、宮下草薙、朝日奈央                                                                                                   |           |
| 624 | 9月1日   | 芸人ラジオサミット & 腐り芸人セラピー 未公開    | |           |
| 625 | 9月8日   | 東京03飯塚に友達を作ろう                        | 飯塚悟志（東京03）、フワちゃん、ティモンディ、真島なおみ、金田哲（はんにゃ）、朝日奈央 |           |
| 626 | 9月15日  | 芸能界ストイック暗記王20                        | インパルス、EXIT、斉藤慎二（ジャングルポケット）、朝日奈央 |           |
| 627 | 9月22日  | 芸能界ストイック暗記王20                        | インパルス、EXIT、ジャングルポケット、朝日奈央、眉村ちあき |           |
| 628 | 9月29日  | お笑いを存分に語れるBAR2                        | 飯塚悟志（東京03）、ナイツ、かまいたち、小沢一敬（スピードワゴン）、あいな |           |
| 629 | 10月6日  | マジギライ1/5                                   | アルコ&ピース、タイムマシーン3号、あいな、椿原愛、徳田祐里、長友郁真 |           |
| 630 | 10月13日 | ゲラ女王決定戦                                  | 三四郎、スタンダップコーギー、神宮寺しし丸、野呂佳代 森田聖奈、出口亜梨沙、高萩千夏（アップアップガールズ（2））、青科まき                                                                            |           |
| 630 | 10月13日 | AMEMIYAから重大発表!                            | AMEMIYA、朝日奈央 |           |
| 631 | 10月20日 | Truthの公式お兄ちゃんオーディション             | 石原由希、永井すみれ、TOMOKA、サンシャイン池崎、向井慧（パンサー） |           |
| 632 | 10月27日 | 第2回芸人マジ芝居選手権                         | ジャングルポケット、塚地武雅（ドランクドラゴン）、葛山陽平、板橋駿谷、八木光太郎、盛隆二、長友郁真、野呂佳代 河辺ほのか、杉本美穂、青木ひなた                                                         |           |
| 633 | 11月3日  | 第2回 西野をもう一度嫌いになろう!               | 西野亮廣（キングコング） |           |
| 634 | 11月10日 | エロ哀しい悩み相談室                            | カミナリ、納言、TOMOKA |           |
| 635 | 11月17日 | 第7回 私の落とし方発表会                        | 阿佐ヶ谷姉妹、しずちゃん（南海キャンディーズ）、小池美由、朝日奈央 |           |
| 636 | 11月24日 | 女装ほろ苦選手権                                | ハナコ、豊本明長（東京03）、シソンヌ、朝日奈央 |           |
| 637 | 12月1日  | 東京03角田豊本 大好き芸人                       | 東京03、飛永翼（ラバーガール）、桑原和也、サカイタカヒロ、朝日奈央、加地倫三 |           |
| 638 | 12月8日  | 第11回コンビ愛確かめ選手権                      | EXIT、ハナコ、宮下草薙、野呂佳代 |           |
| 639 | 12月15日 | 第11回コンビ愛確かめ選手権                      | EXIT、ハナコ、宮下草薙、野呂佳代 8467、冨吉明日香、片原恵麻 |           |
| 640 | 12月22日 | 松丸野呂朝日プロデュース王決定戦                | 野呂佳代、朝日奈央、東京03、くまだまさし |           |
| 641 | 12月28日 | 第17回芸人マジ歌選手権SP                        | バナナマン、東京03、秋山竜次（ロバート）、バカリズム、ハライチ、後藤輝基（フットボールアワー）、大地洋輔（ダイノジ） DJ KOO、藤田ニコル、佐倉綾音、神保悟志、金田哲（はんにゃ）、EXIT、ヤマグチヒロコ | [ 注 35 ] |

| 642 | 1月5日   | 2019年下半期反省未公開シーンSP                      | |           |
| 643 | 1月12日  | 勝手にお悩み先生                                    | 田中卓志（アンガールズ）、村重杏奈（HKT48）、清水あいり、神部美咲、朝日奈央 |           |
| 644 | 1月19日  | 第6回腐り芸人セラピー                               | 岩井勇気（ハライチ）、板倉俊之（インパルス）、徳井健太（平成ノブシコブシ）、朝日奈央、 ラブレターズ、ザ・ギース、かもめんたる |           |
| 645 | 1月26日  | 第6回腐り芸人セラピー                               | 岩井勇気（ハライチ）、板倉俊之（インパルス）、徳井健太（平成ノブシコブシ）、朝日奈央、 ラブレターズ、ザ・ギース、かもめんたる |           |
| 645 | 1月26日  | 第11回コンビ愛確かめ選手権 未公開                   | |           |
| 646 | 2月2日   | マジ歌ライブ最終トライアウト                        | 野呂佳代、石原由希、永井すみれ、TOMOKA、ザ・ギース、阿佐ヶ谷姉妹、ラブレターズ、朝日奈央 |           |
| 647 | 2月9日   | 第6回ネタギリッシュNIGHT                            | 東京ホテイソン、GAG、ザ・ギース、どぶろっく、 御子柴かな、藤木由貴、神部美咲、野呂佳代 |           |
| 648 | 2月16日  | 第13回オオギリッシュNIGHT                           | ケンドーコバヤシ、くっきー!（野性爆弾）、バカリズム、川島明（麒麟）、 神部美咲、内山愛、鈴木ユリア、野呂佳代 |           |
| 649 | 2月23日  | 第11回イチャまんグランプリ                          | ダイアン、トム・ブラウン、ウエストランド、唯井まひろ、根尾あかり、初川みなみ、野呂佳代 |           |
| 650 | 3月1日   | お笑いを存分に語れるBAR3                            | 飯塚悟志（東京03）、田中卓志（アンガールズ）、小沢一敬（スピードワゴン）、かまいたち |           |
| 651 | 3月8日   | お笑いを存分に語れるBAR4 若手SP                     | 飯塚悟志（東京03）、かが屋、ハナコ、ゾフィー、ザ・マミィ |           |
| 652 | 3月15日  | マジ歌ライブ in さいたまスーパーアリーナ            | バナナマン、東京03、ハライチ、秋山竜次（ロバート）、バカリズム、AMEMIYA、後藤輝基（フットボールアワー）、大地洋輔（ダイノジ）、眉村ちあき、野呂佳代、朝日奈央、 サンシャイン池崎、山本博（ロバート）、呂布カルマ、石原由希、永井すみれ、TOMOKA、藤本敏史（FUJIWARA）、高佐一慈（ザ・ギース）、金田哲（はんにゃ）、鬼龍院翔（ゴールデンボンバー）、EXIT、DJ KOO、MARIA-E、ヤマグチヒロコ、ジョイマン、佐倉綾音、加藤歩（ザブングル）、ラブレターズ |           |
| 653 | 3月22日  | マジ歌ライブ in さいたまスーパーアリーナ            | バナナマン、東京03、ハライチ、秋山竜次（ロバート）、バカリズム、AMEMIYA、後藤輝基（フットボールアワー）、大地洋輔（ダイノジ）、眉村ちあき、野呂佳代、朝日奈央、 サンシャイン池崎、山本博（ロバート）、呂布カルマ、石原由希、永井すみれ、TOMOKA、藤本敏史（FUJIWARA）、高佐一慈（ザ・ギース）、金田哲（はんにゃ）、鬼龍院翔（ゴールデンボンバー）、EXIT、DJ KOO、MARIA-E、ヤマグチヒロコ、ジョイマン、佐倉綾音、加藤歩（ザブングル）、ラブレターズ |           |
| 654 | 3月29日  | マジ歌ライブ in さいたまスーパーアリーナ            | バナナマン、東京03、ハライチ、秋山竜次（ロバート）、バカリズム、AMEMIYA、後藤輝基（フットボールアワー）、大地洋輔（ダイノジ）、眉村ちあき、野呂佳代、朝日奈央、 サンシャイン池崎、山本博（ロバート）、呂布カルマ、石原由希、永井すみれ、TOMOKA、藤本敏史（FUJIWARA）、高佐一慈（ザ・ギース）、金田哲（はんにゃ）、鬼龍院翔（ゴールデンボンバー）、EXIT、DJ KOO、MARIA-E、ヤマグチヒロコ、ジョイマン、佐倉綾音、加藤歩（ザブングル）、ラブレターズ |           |
| 655 | 4月5日   | 相方笑わせ王決定戦                                  | 宮下草薙、ハナコ、朝日奈央 |           |
| 656 | 4月12日  | ザ・大声クイズ16                                    | ダイアン、清水あいり、朝日奈央 |           |
| 657 | 4月19日  | 事務所対抗ゴシップニュース                          | さらば青春の光、鬼越トマホーク、カミナリ、錦鯉、野呂佳代 |           |
| 658 | 4月26日  | 事務所対抗ゴシップニュース                          | さらば青春の光、鬼越トマホーク、カミナリ、錦鯉、野呂佳代 |           |
| 658 | 4月26日  | ちょっと口が悪い女                                  | 桜下ゆうゆ、小室安未、まつきりな、仲瀬みあら、野呂佳代 |           |
| 659 | 5月3日   | 名言集SP                                            | |           |
| 660 | 5月10日  | 西野VSゴッドタン                                    | |           |
| 661 | 5月17日  | キス我慢選手権名誘惑シーンSP                        | |           |
| 662 | 5月24日  | うちでボケよう                                      | かが屋、ゾフィー、ななまがり、マヂカルラブリー、空気階段、にゃんこスター | [ 注 36 ] |
| 663 | 5月31日  | 腐りカルタを作ろう                                  | 岩井勇気（ハライチ）、板倉俊之（インパルス）、徳井健太（平成ノブシコブシ） | [ 注 36 ] |
| 664 | 6月7日   | 勝手にお悩み先生2                                   | 田中卓志（アンガールズ）、西野未姫、紺野ぶるま | [ 注 36 ] |
| 665 | 6月14日  | お笑いを存分に語れるBAR5 新世代男女芸人SP           | 蛙亭、ラランド、ヒコロヒー、児島気奈 |           |
| 666 | 6月21日  | おたけ・菊田・相田の芸人働き方改革                  | ジャングルポケット、菊田竜大・岡部大（ハナコ）、三四郎 |           |
| 667 | 6月28日  | 第14回オオギリッシュNIGHT                           | ケンドーコバヤシ、くっきー!（野性爆弾）、バカリズム、川島明（麒麟）、 御子柴かな、保科凛、篠原栞那 |           |
| 668 | 7月5日   | うちで〇〇はじめました選手権                        | AMEMIYA、コロコロチキチキペッパーズ、ニューヨーク、トム・ブラウン、吉村崇（平成ノブシコブシ） |           |
| 669 | 7月12日  | 第12回コンビ愛確かめ選手権                          | キングコング、ぺこぱ、空気階段 |           |
| 670 | 7月19日  | 第12回コンビ愛確かめ選手権                          | キングコング、ぺこぱ、空気階段 |           |
| 671 | 7月26日  | アイドル飲み姿カワイイGP リモートSP                 | みうらうみ、桜井木穂、森咲智美、野呂佳代 |           |
| 672 | 8月2日   | お笑いだけじゃ食ってけないテスト                    | ダイアン、さらば青春の光、野呂佳代 |           |
| 673 | 8月9日   | この若手知ってんのか!? 2020                         | さらば青春の光、朝日奈央、児島気奈 赤もみじ、Gパンパンダ、カカロニ |           |
| 674 | 8月16日  | この若手知ってんのか!? 2020                         | さらば青春の光、朝日奈央、児島気奈 おおぞらモード、青色1号、シェイク・ヒロシ |           |
| 675 | 8月23日  | YouTube芸人サミット                                 | かまいたち、ダイアン、さらば青春の光、ニューヨーク、朝日奈央 |           |
| 676 | 8月30日  | 第7回ネタギリッシュNIGHT                            | ザ・マミィ、ななまがり、蛙亭、マヂカルラブリー、 夏本あさみ、雪平莉左、御子柴かな、朝日奈央 |           |
| 677 | 9月6日   | 第7回腐り芸人セラピー                               | 岩井勇気（ハライチ）、板倉俊之（インパルス）、徳井健太（平成ノブシコブシ）、タイムマシーン3号 |           |
| 678 | 9月13日  | 第1回気づいちゃった発表会                           | 鬼越トマホーク、ヒコロヒー、ニューヨーク、岡野陽一、野呂佳代 |           |
| 679 | 9月20日  | 勝手にお悩み先生3                                   | 田中卓志（アンガールズ）、中村静香、阿佐ヶ谷姉妹、コカドケンタロウ（ロッチ） |           |
| 680 | 9月27日  | マジギライ1/5                                       | パンサー、明石ゆいな、HIKARU、小林ひろみ、佐助、あいな |           |
| 681 | 10月3日  | 本性丸見え未公開シーンSP                            | |           |
| 682 | 10月11日 | 第2回気づいちゃった発表会                           | 鬼越トマホーク、ヒコロヒー、ニューヨーク、岡野陽一、野呂佳代 |           |
| 683 | 10月18日 | 企画オーディション                                  | 飯塚悟志（東京03）、森咲智美、カカロニ、楓カレン |           |
| 684 | 10月25日 | 企画オーディション                                  | 飯塚悟志（東京03）、青色1号、岡野陽一、シェイク・ヒロシ |           |
| 685 | 11月1日  | 第8回ジジイ芸人キレ悪検証テスト・矢作生誕スペシャル | 朝日奈央、ダイアン、錦鯉、ワタリ119、末吉9太郎 |           |
| 686 | 11月8日  | 第8回腐り芸人セラピー                               | 岩井勇気（ハライチ）、板倉俊之（インパルス）、徳井健太（平成ノブシコブシ）、流れ星 |           |
| 687 | 11月15日 | 第8回腐り芸人セラピー                               | 岩井勇気（ハライチ）、板倉俊之（インパルス）、徳井健太（平成ノブシコブシ）、流れ星 |           |
| 687 | 11月15日 | ヒーローコントグランプリ                            | 空気階段、はなしょー、蛙亭、ジェラードン、朝日奈央 |           |
| 688 | 11月22日 | 壁ある芸人矯正プログラム                            | かまいたち、井戸田潤（スピードワゴン）、ヲヲタリンリン |           |
| 689 | 11月29日 | マジ歌ルーキーオーディション                        | ヒコロヒー、オッパショ石、ラランド、ほしのディスコ（パーパー）、 みうらうみ、御子柴かな、源藤アンリ |           |
| 690 | 12月6日  | マジ歌ルーキーオーディション                        | 新作のハーモニカ、蛙亭、トニーフランク、佐々木崇博（うるとらブギーズ）、塚本直毅（ラブレターズ） みうらうみ、御子柴かな、源藤アンリ |           |
| 691 | 12月13日 | 第8回 私の落とし方発表会                            | 阿佐ヶ谷姉妹、納言、朝日奈央、鈴木康介、箱田暁史 |           |
| 692 | 12月20日 | 壁ある芸人矯正プログラム                            | かまいたち、井戸田潤（スピードワゴン）、北川美麗 |           |
| 692 | 12月20日 | ヒーローコントグランプリ 後編                       | 空気階段、はなしょー、蛙亭、ジェラードン、朝日奈央 |           |
| 693 | 12月27日 | 壁ある芸人矯正プログラム・劇団ひとり矯正SP          | 朝日奈央、野呂佳代、木下彩音、神宮寺しし丸 |           |
| 694 | 12月29日 | 第18回芸人マジ歌選手権SP                            | バナナマン、東京03、秋山竜次・山本博（ロバート）、ハライチ、バカリズム、ハナコ、後藤輝基（フットボールアワー）、阿佐ヶ谷姉妹 DJ松永（Creepy Nuts）、池田美優、流れ星 | [ 注 37 ] |

| 695 | 1月10日  | マジ歌＆コンビ愛未公開シーンSP                    | |           |
| 696 | 1月17日  | 照れカワジジイ更生プログラム                      | 空気階段、末吉9太郎、野呂佳代 |           |
| 697 | 1月24日  | 劇団ひとりの新舎弟オーディション                  | 神宮寺しし丸、岡野陽一、青色1号、タイムマシーン3号、野呂佳代 |           |
| 698 | 1月31日  | 第8回ネタギリッシュNIGHT                          | 錦鯉、ニューヨーク、うるとらブギーズ、きつね、 夏本あさみ、葉月あや、御子柴かな、朝日奈央 |           |
| 699 | 2月7日   | 第2回 女装ほろ苦選手権                            | ハナコ、空気階段、かもめんたる、野呂佳代 |           |
| 700 | 2月14日  | 第6回 お笑いを存分に語れるBAR 2020年振り返り編    | 飯塚悟志（東京03）、田中卓志（アンガールズ）、川島明（麒麟） |           |
| 701 | 2月21日  | 700回記念特別企画 神シーン発表会                  | 朝日奈央、野呂佳代 |           |
| 702 | 2月28日  | 壁ある芸人矯正プログラム                          | マヂカルラブリー、小椋梨央 |           |
| 703 | 3月7日   | 腐り芸人オンラインセラピー                        | 岩井勇気（ハライチ）、板倉俊之（インパルス）、徳井健太（平成ノブシコブシ） |           |
| 704 | 3月14日  | 第13回コンビ愛確かめ選手権                        | かまいたち、ニューヨーク、錦鯉 |           |
| 705 | 3月21日  | 第13回コンビ愛確かめ選手権                        | かまいたち、ニューヨーク、錦鯉 |           |
| 706 | 3月28日  | 劇団ひとりメイン企画 俺はこれでも泣けるんだ!      | 吉住、塚地武雅（ドランクドラゴン）、本郷杏奈、ネゴシックス、朝日奈央 |           |
| 707 | 4月4日   | 第15回オオギリッシュNIGHT                         | ケンドーコバヤシ、バカリズム、川島明（麒麟）、山添寛（相席スタート） 御子柴かな、夏本あさみ、花巻杏奈 |           |
| 708 | 4月11日  | 壁ある芸人矯正プログラム                          | 三四郎、高崎かなみ、朝日奈央 |           |
| 709 | 4月18日  | 仲直りフレンドパーク                              | 流れ星☆ |           |
| 710 | 4月25日  | 勝手にお悩み先生4                                 | 田中卓志（アンガールズ）、鈴木拓（ドランクドラゴン）、ジャングルポケット、野呂佳代 |           |
| 711 | 5月2日   | 驚きの未公開シーン放出SP                          | |           |
| 712 | 5月9日   | 第6回芝居ヤバイ芸人No.1決定戦                     | 本郷杏奈、小沢一敬（スピードワゴン）、エイトブリッジ、永田紗茅、友松栄、もりももこ、 篠原みなみ、鈴木ユリア、水沢まこ、野呂佳代 |           |
| 713 | 5月16日  | 照れカワ芸人更生プログラム                        | 空気階段、ハナコ、5GAP、朝日奈央 |           |
| 714 | 5月23日  | ケンカ仲直り王決定戦                              | ラランド、蛙亭、都丸紗也華、大和田南那、朝日奈央 |           |
| 715 | 5月30日  | もっといけるだろ! 俺たちのダイアン                | ダイアン、森田哲矢（さらば青春の光）、鬼越トマホーク、野呂佳代 |           |
| 716 | 6月6日   | 第3回気づいちゃった発表会                         | 鬼越トマホーク、ヒコロヒー、ニューヨーク、岡野陽一、野呂佳代 |           |
| 717 | 6月13日  | いきなり番宣選手権                                | 小椋梨央、野呂佳代 |           |
| 718 | 6月20日  | いきなり番宣選手権                                | 小椋梨央、野呂佳代 |           |
| 719 | 6月27日  | 第6回バカヤロウ徒競走                             | 岡野陽一、錦鯉、かが屋、ダイアン、朝日奈央、中川聡、ザ・マミィ、トム・ブラウン、ハナコ |           |
| 720 | 7月4日   | 第6回バカヤロウ徒競走                             | 岡野陽一、錦鯉、かが屋、ダイアン、朝日奈央、中川聡、ザ・マミィ、トム・ブラウン、ハナコ |           |
| 721 | 7月11日  | 第2回ケンカ仲直り王決定戦                         | Aマッソ、ウエストランド、石田亜佑美(モーニング娘。'21)、小林香菜、野呂佳代 |           |
| 722 | 7月18日  | 第2回YouTube芸人サミット                          | さらば青春の光、見取り図、とろサーモン、FUJIWARA |           |
| 723 | 7月25日  | 壁ある芸人矯正プログラム                          | 黒沢かずこ(森三中)、椿鬼奴、工藤美桜 |           |
| 724 | 8月1日   | 第3回 女装ほろ苦選手権                            | 空気階段、レインボー、かもめんたる、朝日奈央 |           |
| 725 | 8月8日   | 本音ダダ漏れ未公開SP                              | ラランド、蛙亭、あのん、空気階段、レインボー、かもめんたる、朝日奈央、さらば青春の光、見取り図、とろサーモン、FUJIWARA、鬼越トマホーク、ヒコロヒー、ニューヨーク、岡野陽一、野呂佳代                                                         |           |
| 726 | 8月15日  | ラジオ芸人サミット 2021年変革のパーソナリティーSP | 三四郎、マヂカルラブリー、空気階段、朝日奈央 |           |
| 727 | 8月22日  | オオギリッシュNIGHT ベストセレクション            | |           |
| 728 | 8月29日  | 第3回ケンカ仲直り王決定戦                         | かが屋、アルコ&ピース、長野じゅりあ、トリンドル瑠奈、野呂佳代 |           |
| 729 | 9月5日   | 東京03角田ほろ苦芝居選手権                        | 東京03、岡部大（ハナコ）、ヒコロヒー |           |
| 730 | 9月12日  | 第9回腐り芸人セラピー                             | 岩井勇気（ハライチ）、板倉俊之（インパルス）、徳井健太（平成ノブシコブシ）、みなみかわ、 ヒコロヒー、なすなかにし、森本サイダー、朝日奈央 |           |
| 731 | 9月19日  | 第14回コンビ愛確かめ選手権                        | マヂカルラブリー、見取り図、かが屋、朝日奈央 |           |
| 732 | 9月26日  | 第14回コンビ愛確かめ選手権                        | マヂカルラブリー、見取り図、かが屋、朝日奈央 |           |
| 733 | 10月3日  | 第9回ネタギリッシュNIGHT                          | かが屋、オズワルド、ラランド、ジェラードン、 御子柴かな、佐々木萌香、由良朱合、野呂佳代 |           |
| 734 | 10月10日 | 第9回ジジイ芸人キレ悪検証テスト                   | ナイツ、野呂佳代、怪奇!YesどんぐりRPG |           |
| 735 | 10月17日 | マジギライ1/5                                     | ダイアン、たけうちほのか、坂元誉梨、悠木ゆうか、ナダル （コロコロチキチキペッパーズ）、あいな、朝日奈央 |           |
| 736 | 10月24日 | お笑いを存分に語りまくれるBAR                     | 飯塚悟志（東京03）、田中卓志（アンガールズ）、岩井勇気（ハライチ） |           |
| 737 | 10月31日 | 第1回MCガヤムカつかせ選手権                       | 森田哲矢（さらば青春の光）、蛙亭、朝日奈央 |           |
| 738 | 11月7日  | 第1回オオギリッシュNIGHT若手オーディション        | 鈴木もぐら(空気階段)、イワクラ(蛙亭)、紺野ぶるま、アタック西本(ジェラードン)、岩崎う大(かもめんたる)、ルシファー吉岡、渡辺隆(錦鯉)、、ショーゴ(東京ホテイソン)、サーヤ(ラランド)、檜原洋平(ママタルト)、野呂佳代                             |           |
| 739 | 11月14日 | 鬼越リベンジャーズ                                | 鬼越トマホーク、ラブレターズ、新海まき、海里、朝陽りさ、森のんの、野呂佳代 |           |
| 740 | 11月21日 | 壁ある芸人矯正プログラム                          | 板倉俊之(インパルス)、山添寛(相席スタート)、浅倉唯、野呂佳代 |           |
| 741 | 11月28日 | 第9回 私の落とし方発表会                          | 阿佐ヶ谷姉妹、吉住、大島麻衣、朝日奈央、水石亜飛夢、松澤匠、米村亮太朗 |           |
| 742 | 12月5日  | みなみかわの相談相手オーディション                | みなみかわ、なすなかにし、とにかく明るい安村、長谷川雅紀(錦鯉)、朝日奈央 |           |
| 743 | 12月12日 | 空気階段プロデュース                              | 空気階段、野呂佳代、瑞生桜子 |           |
| 744 | 12月19日 | 勝手にお悩み先生5                                 | 田中卓志（アンガールズ）、はなしょー、カカロニ、銀シャリ、野呂佳代 |           |
| 745 | 12月26日 | 勝手にお悩み先生5 後半戦                          | 田中卓志（アンガールズ）、はなしょー、カカロニ、銀シャリ、野呂佳代 |           |
| 745 | 12月26日 | 芸人マジ歌選手権 今年の注目ポイント               | |           |
| 746 | 12月29日 | 第19回芸人マジ歌選手権SP                          | バナナマン、東京03、児嶋一哉（アンジャッシュ）、ハライチ、板倉俊之（インパルス）、秋山竜次（ロバート）、バカリズム、桜井玲香、蛙亭、トニーフランク、後藤輝基（フットボールアワー） DJ松永（Creepy Nuts）、近藤春菜（ハリセンボン）、朝日奈央 | [ 注 38 ] |

| 747 | 1月9日  | 第19回マジ歌選手権 未公開シーン放出SP | |           |
| 748 | 1月23日 | 第17回オオギリッシュNIGHT             | ケンドーコバヤシ、バカリズム、山添寛（相席スタート）、渡辺隆（錦鯉）、紺野ぶるま、 森咲智美、夏本あさみ、森のんの、朝日奈央 |           |
| 749 | 1月30日 | 第15回コンビ愛確かめ選手権            | ぼる塾、ラランド、相席スタート、野呂佳代                                                                                    |           |
| 750 | 2月6日  | 第15回コンビ愛確かめ選手権            | ぼる塾、ラランド、相席スタート、野呂佳代                                                                                    |           |
| 751 | 2月13日 | 川島さん この武器どうですか相談会     | 川島明(麒麟)、森咲智美、ニッキューナナ、キュウ、AMEMIYA、野呂佳代                                                           |           |
| 752 | 2月20日 | 事務所対抗ゴシップニュース            | さらば青春の光、金ちゃん(鬼越トマホーク)、ウエストランド、ラブレターズ、朝日奈央                                            | [ 注 39 ] |
| 753 | 2月27日 | 第4回ケンカ仲直り王決定戦             | 銀シャリ、ザ・マミィ、萩田帆風(SUPER☆GiRLS)、佐竹桃華                                                                       |           |
| 754 | 3月6日  | アシスタントダンス選手権              | 朝日奈央、野呂佳代、佐瀬弘幸                                                                                                |           |
| 755 | 3月13日 | コンビ大喜利グランプリ                | 錦鯉、ラランド、モグライダー、真空ジェシカ、朝日奈央                                                                        |           |
| 756 | 3月20日 | コンビ大喜利グランプリ 後半戦         | 錦鯉、ラランド、モグライダー、真空ジェシカ、朝日奈央                                                                        |           |
| 756 | 3月20日 | オオギリッシュNIGHT 未公開            | |           |
| 757 | 3月27日 | 第10回ネタギリッシュNIGHT             | レインボー、なすなかにし、ゾフィー、岡野陽一、 御子柴かな、佐々木萌香、今井あき、野呂佳代                                   |           |

### 第5期（毎週日曜1:50 - 2:15〈土曜深夜〉）
| 758 | 4月3日   | 第2回みなみかわの相談相手オーディション             | みなみかわ、なすなかにし、タイムマシーン3号、紺野ぶるま、AMEMIYA、野呂佳代                                                                         |           |
| 759 | 4月10日  | 錦鯉プロデュース                                    | 錦鯉、土佐兄弟、朝日奈央 |           |
| 760 | 4月17日  | 腐り芸人オーディション                              | 岩井勇気（ハライチ）、板倉俊之（インパルス）、徳井健太（平成ノブシコブシ） きしたかの、サスペンダーズ、ハナイチゴ、野呂佳代                        |           |
| 761 | 4月24日  | 第4回 女装ほろ苦選手権                              | レインボー、ジェラードン、野呂佳代 | [ 注 40 ] |
| 762 | 5月1日   | 銀シャリ橋本のテクニックを抜いてあげよう            | 銀シャリ、悠木ゆうか |           |
| 763 | 5月8日   | AMEMIYAチャレンジ                                   | AMEMIYA |           |
| 764 | 5月15日  | 勝手にお悩み先生6                                   | 田中卓志（アンガールズ）、さらば青春の光、かが屋、朝日奈央                                                                                         |           |
| 765 | 5月22日  | アイドル公式お兄ちゃんは俺だ! 選手権                | 鬼越トマホーク、なすなかにし、吉田豪、野呂佳代 鈴木ゆうは、秋澤うらら                                                                              |           |
| 766 | 5月29日  | 第2回オオギリッシュNIGHT若手オーディション          | みなみかわ、ザ・マミィ、みちお（トム・ブラウン）、川北茂澄（真空ジェシカ）、オダウエダ、大津広次（きつね）、桃沢健輔（金の国）、野呂佳代           |           |
| 767 | 6月5日   | ザ・森東＆レモンジャム No.2の能力チェック           | さらば青春の光、ラランド、朝日奈央 |           |
| 768 | 6月12日  | マジギライ1/5                                       | 三四郎、今井アンジェリカ、雪音まりな、前田美里、槙尾ユウスケ（かもめんたる）、あいな、朝日奈央                                                     |           |
| 769 | 6月19日  | この若手知ってんのか!? 2022                         | モグライダー、野呂佳代、児島気奈 人間横丁、パンプキンポテトフライ、はっぴちゃん。                                                                  |           |
| 770 | 6月26日  | この若手知ってんのか!? 2022                         | モグライダー、野呂佳代、児島気奈 シャンティさん（だんらん）、ちかえの子ども!!、こたけ正義感、センチネル、                                          |           |
| 771 | 7月3日   | 第2回コンビ大喜利グランプリ                         | コロコロチキチキペッパーズ、Aマッソ、菊田竜大・秋山寛貴（ハナコ）、ドランクドラゴン、朝日奈央                                                      |           |
| 772 | 7月10日  | 第2回コンビ大喜利グランプリ                         | コロコロチキチキペッパーズ、Aマッソ、菊田竜大・秋山寛貴（ハナコ）、ドランクドラゴン、朝日奈央                                                      |           |
| 773 | 7月17日  | 熱い下ネタをやりたい選手権                          | ゾフィー、飯塚悟志・角田晃広（東京03）、野呂佳代                                                                                                   |           |
| 774 | 7月24日  | 壁ある芸人矯正プログラム                            | ダイアン、豊島心桜 |           |
| 775 | 7月31日  | ラジオ芸人サミット 新時代のスター集結SP             | DJ松永（Creepy Nuts）、向井慧（パンサー）、オズワルド                                                                                              |           |
| 776 | 8月7日   | 第16回コンビ愛確かめ選手権                          | ミキ、ザ・マミィ、ティモンディ、朝日奈央 |           |
| 777 | 8月14日  | 第16回コンビ愛確かめ選手権                          | ミキ、ザ・マミィ、ティモンディ、朝日奈央 |           |
| 778 | 8月21日  | 第8回お笑いを存分に語れるBAR                        | 飯塚悟志（東京03）、芝大輔（モグライダー）、鬼越トマホーク、朝日奈央                                                                               |           |
| 779 | 8月28日  | 第8回お笑いを存分に語れるBAR 後半戦                 | 飯塚悟志（東京03）、芝大輔（モグライダー）、鬼越トマホーク、朝日奈央                                                                               |           |
| 779 | 8月28日  | ラジオ芸人サミット 未公開                           | |           |
| 780 | 9月4日   | スナック眉村ちあき4                                 | 眉村ちあき、センチネル、こたけ正義感、AMEMIYA |           |
| 781 | 9月11日  | 三四郎・小宮VS今井アンジェリカ 仲直りフレンドパーク | 三四郎、今井アンジェリカ |           |
| 782 | 9月18日  | 未公開大放出SP                                      | |           |
| 783 | 9月25日  | 第7回バカヤロウ徒競走                               | 鬼越トマホーク、森田哲矢（さらば青春の光）、豊本明長・飯塚悟志（東京03）、板倉俊之(インパルス)、島田一輝、なすなかにし、みなみかわ、みなみかわの嫁 |           |
| 784 | 10月2日  | 第7回バカヤロウ徒競走                               | 鬼越トマホーク、さらば青春の光、豊本明長・飯塚悟志（東京03）、板倉俊之(インパルス)、島田一輝、なすなかにし、みなみかわ、みなみかわの嫁             |           |
| 785 | 10月9日  | 松竹芸能にニュースターを誕生させよう!               | はっぴちゃん。、なすなかにし、野呂佳代 | [ 注 41 ] |
| 786 | 10月16日 | 銀シャリ橋本のテクニックを抜いてあげよう2           | 銀シャリ、伊桜あか星、小林ひろみ、ERINA、鶴町憲、野呂佳代                                                                                          | [ 注 41 ] |
| 787 | 10月23日 | 第1回大喜利お題選手権                               | バカリズム、川島明（麒麟）、ケンドーコバヤシ、朝日奈央                                                                                             |           |
| 788 | 10月30日 | 第3回みなみかわの相談相手オーディション             | みなみかわ、渡辺江里子（阿佐ヶ谷姉妹）、藤本敏史（FUJIWARA）、朝日奈央                                                                             |           |
| 789 | 11月6日  | 壁ある芸人矯正プログラム                            | かもめんたる、飛香まい |           |
| 790 | 11月13日 | EXITのおバカ解放DAY!                                | EXIT、インポッシブル |           |
| 791 | 11月20日 | 第10回腐り芸人セラピー                              | 岩井勇気（ハライチ）、板倉俊之（インパルス）、徳井健太（平成ノブシコブシ）、前田裕太（ティモンディ）、わらふぢなるお、野呂佳代                     |           |
| 792 | 11月27日 | 第4回ファンタジー芸人No.1決定戦                     | 岩井勇気（ハライチ）、鶴見萌（虹のコンキスタドール）、野呂佳代、 浅沼晋太郎、早見沙織、メガマスミ、長瀬絹也、松本彩音、松森モヘー                  |           |
| 793 | 12月4日  | 第4回ファンタジー芸人No.1決定戦                     | 岩井勇気（ハライチ）、鶴見萌（虹のコンキスタドール）、野呂佳代、 浅沼晋太郎、早見沙織、前田悠雅、堀口紗奈、岡田帆乃佳、松森モヘー                  |           |
| 794 | 12月11日 | 第13回ヒドイ女サミット                              | トム・ブラウン、ヒコロヒー、酒井貴士（ザ・マミィ）、朝日奈央                                                                                       |           |
| 795 | 12月18日 | オヤジの落とし方発表会                              | 平子祐希（アルコ&ピース）、朝日奈央 中山翔貴、小野塚勇人、大高みなみ、崎本紗衣、羽野瑠華、長友郁真                                                 |           |
| 796 | 12月25日 | コロナが空けたらやりたい 濃厚濃密接触SP             | |           |

| 797 | 1月3日   | 第20回芸人マジ歌選手権SP                     | バナナマン、東京03、秋山竜次（ロバート）、バカリズム、夏帆、ハライチ、錦鯉、後藤輝基（フットボールアワー）、DJ松永（Creepy Nuts）、朝日奈央 | [ 注 42 ] |
| 798 | 1月8日   | マジ歌選手権マジ未公開SP                     | |           |
| 798 | 1月8日   | みなみかわの相談相手オーディション 未公開    | みなみかわ、井口浩之（ウエストランド）、朝日奈央 |           |
| 799 | 1月15日  | 泣ける下ネタをやりたい選手権                 | ゾフィー、ラブレターズ、金の国、野呂佳代 |           |
| 800 | 1月22日  | 小宮＆アンジェリカ セット売りチャレンジ      | 三四郎、今井アンジェリカ、鶴町憲、野呂佳代 |           |
| 801 | 1月29日  | 第2回アシスタントダンス選手権                | 朝日奈央、野呂佳代、服部整治、永松波留・藤崎未来（ラフ×ラフ）、大塚ヒロタ、坂元誉梨 |           |
| 802 | 2月5日   | 勝手にお悩み先生7                            | 田中卓志（アンガールズ）、秋山寛貴・菊田竜大（ハナコ）、吉住、朝日奈央 |           |
| 803 | 2月12日  | 第7回芝居ヤバイ芸人No.1決定戦                | 本郷杏奈、やす子、竹川由華、宮瀬なこ、海津雪乃、野呂佳代、千枝義人、高田誠 |           |
| 804 | 2月19日  | 第3回コンビ大喜利グランプリ                  | 錦鯉、ラランド、太田博久・おたけ（ジャングルポケット）、ランジャタイ、野呂佳代 |           |
| 805 | 2月26日  | 第3回コンビ大喜利グランプリ                  | 錦鯉、ラランド、太田博久・おたけ（ジャングルポケット）、ランジャタイ、野呂佳代 |           |
| 806 | 3月5日   | 第5回 女装ほろ苦選手権                       | レインボー、コットン、男性ブランコ、野呂佳代 |           |
| 807 | 3月12日  | 第17回コンビ愛確かめ選手権                   | インディアンス、モグライダー、パーパー、野呂佳代 |           |
| 808 | 3月19日  | 第17回コンビ愛確かめ選手権                   | インディアンス、モグライダー、パーパー、野呂佳代 |           |
| 809 | 3月26日  | 第11回ネタギリッシュNIGHT                    | ネルソンズ、や団、いぬ、パーパー、犬嶋英沙、立花紫音、西永彩奈、朝日奈央 |           |
| 810 | 4月2日   | 第2の松丸オーディション                      | たけうちほのか、金久保芽衣、凛花、明石ゆいな、朝日奈央 |           |
| 811 | 4月9日   | 第2回大喜利お題選手権                        | 川島明（麒麟）、くっきー!（野性爆弾）、バカリズム |           |
| 812 | 4月16日  | 第4回みなみかわの相談相手オーディション      | みなみかわ、木下隆行（TKO） |           |
| 813 | 4月23日  | 第4回みなみかわの相談相手オーディション      | みなみかわ、おいでやす小田 |           |
| 813 | 4月23日  | 第2回大喜利お題選手権 未公開                 | |           |
| 813 | 4月23日  | 第2の松丸オーディション 未公開               | |           |
| 814 | 4月30日  | 激ヤバMC克服プログラム                       | 東京ホテイソン、ザ・マミィ、鶴町憲、谷仲恵輔、たけうちほのか、野呂佳代 |           |
| 815 | 5月7日   | 地元エピソードキング                         | カミナリ、オズワルド、布川ひろき（トム・ブラウン） |           |
| 816 | 5月14日  | 第4回気づいちゃった発表会                    | 鬼越トマホーク、真空ジェシカ、山添寛（相席スタート）、吉住、野呂佳代 |           |
| 817 | 5月21日  | 第14回ヒドイ女サミット                       | レインボー、村上（マヂカルラブリー）、栗谷（カカロニ） |           |
| 818 | 6月4日   | 第12回イチャまんグランプリ                   | ガク（真空ジェシカ）、モグライダー、カカロニ、つばさ舞、二葉エマ、MINAMO、朝日奈央 |           |
| 819 | 6月11日  | 銀シャリ橋本のテクニックを抜いてあげよう3    | 銀シャリ、古庄菜々夏、千枝義人、瀬名葉月、羽田真、鎌田規昭、朝日奈央 栗谷（カカロニ）、つばさ舞 |           |
| 820 | 6月18日  | 第10回 私の落とし方発表会                    | 阿佐ヶ谷姉妹、エルフ、村重杏奈、野呂佳代 平田雄也、長友郁真、埜本幸良、瑞生桜子、菅原永二、伴元晴、佐々木陽平 |           |
| 821 | 6月25日  | マジギライ1/5                                | ウエストランド、虹村かんな、ラブレターズ、高野正成（きしたかの）、ほしのディスコ（パーパー）、野呂佳代 |           |
| 822 | 7月2日   | 第4回気づいちゃった発表会 未公開             | |           |
| 822 | 7月2日   | 気づいちゃった発表会 ニューフェイス部門      | |           |
| 823 | 7月9日   | 相方心配クリニック                           | 板倉俊之（インパルス）、インディアンス、ウエストランド |           |
| 824 | 7月16日  | たけうちほのかをちゃんと知ってんのか!        | たけうちほのか、朝日ななみ、朝日奈央 |           |
| 825 | 7月23日  | 第2回泣ける下ネタをやりたい選手権            | ゾフィー、GAG、ルシファー吉岡、野呂佳代 |           |
| 826 | 7月30日  | 第9回お笑いを存分に語れるBAR                 | 飯塚悟志（東京03）、囲碁将棋、蓮見翔（ダウ90000）、朝日奈央 |           |
| 827 | 8月6日   | マジ歌オールスター判定会                     | ダイノジ、ヤマグチヒロコ、竹野留里、黒沢かずこ（森三中）、野呂佳代 佐々木萌香、由良朱合、福山絢水 |           |
| 828 | 8月13日  | 告知済みエロドッキリ選手権                   | カカロニ、二葉エマ、MINAMO |           |
| 829 | 8月20日  | 壁ある芸人矯正プログラム                     | 空気階段、村島未悠、野呂佳代 |           |
| 830 | 8月27日  | 第11回腐り芸人セラピー                       | 岩井勇気（ハライチ）、板倉俊之（インパルス）、徳井健太（平成ノブシコブシ）、 トータルテンボス、Hi-Hi、朝日奈央 |           |
| 831 | 9月3日   | 女の子を笑わせろ!                            | マヂカルラブリー、錦鯉、高崎かなみ、朝日奈央 |           |
| 832 | 9月10日  | ヤンキータレントスカウトキャラバン           | 鬼越トマホーク、八鍬有紗、きぃぃりぷ、MAHIRO、Panna、野呂佳代 |           |
| 833 | 9月17日  | 第6回女装ほろ苦選手権                        | コットン、ジェラードン、レインボー、朝日奈央 | [ 注 40 ] |
| 834 | 9月24日  | 第18回コンビ愛確かめ選手権                   | アンガールズ、マシンガンズ、オダウエダ |           |
| 835 | 10月1日  | 第18回コンビ愛確かめ選手権                   | アンガールズ、マシンガンズ、オダウエダ |           |
| 836 | 10月8日  | ラジオ芸人サミット 新世代ラジオ芸人SP        | 都築拓紀（四千頭身）、フワちゃん、マユリカ |           |
| 837 | 10月15日 | 西野よ時代を追い越せ! そして嫌われろ!        | 西野亮廣（キングコング） |           |
| 838 | 10月22日 | 濃厚キャラ集結未公開シーンSP                 | |           |
| 839 | 10月29日 | 第15回ヒドイ女サミット                       | ちゃんぴおんず、ぱーてぃーちゃん、ジャンボたかお（レインボー）、大津広次（きつね） |           |
| 840 | 11月5日  | マジ歌ライブ2023 in さいたまスーパーアリーナ | バナナマン、東京03、ハライチ、黒沢かずこ（森三中）、バカリズム、秋山竜次（ロバート）、錦鯉、ダイノジ、後藤輝基（フットボールアワー）、野呂佳代、朝日奈央、 二葉エマ、小島みなみ、つばさ舞、Bose（スチャダラパー）、木下隆行（TKO）、兎田ぺこら、竹野留里、ヤマグチヒロコ、ピエール中野（凛として時雨）、GO!皆川 |           |
| 841 | 11月12日 | マジ歌ライブ2023 in さいたまスーパーアリーナ | バナナマン、東京03、ハライチ、黒沢かずこ（森三中）、バカリズム、秋山竜次（ロバート）、錦鯉、ダイノジ、後藤輝基（フットボールアワー）、野呂佳代、朝日奈央、 二葉エマ、小島みなみ、つばさ舞、Bose（スチャダラパー）、木下隆行（TKO）、兎田ぺこら、竹野留里、ヤマグチヒロコ、ピエール中野（凛として時雨）、GO!皆川 |           |
| 842 | 11月19日 | 一撃必殺松丸道場                             | たけうちほのか、野呂佳代 |           |
| 843 | 11月26日 | 告知済みエロドッキリ選手権 第2弾             | カカロニ、根尾あかり、二葉エマ、野呂佳代 |           |
| 844 | 12月3日  | 第2回 女の子を笑わせろ!                      | 銀シャリ、錦鯉、志田音々、朝日奈央 |           |
| 845 | 12月10日 | 第4回コンビ大喜利グランプリ                  | 錦鯉、ラランド、コロコロチキチキペッパーズ、きしたかの、朝日奈央 |           |
| 846 | 12月17日 | 第4回コンビ大喜利グランプリ                  | 錦鯉、ラランド、コロコロチキチキペッパーズ、きしたかの、朝日奈央 |           |
| 847 | 12月24日 | マジ歌前夜祭SP                               | |           |

| 848 | 1月3日   | 第21回芸人マジ歌選手権SP                                | バナナマン、Ayari、このちゃん、東京03、浜野謙太、ハライチ、中山秀征、秋山竜次（ロバート）、バカリズム、ぱーてぃーちゃん、後藤輝基（フットボールアワー）、小倉優子、ピエール中野（凛として時雨）、古川優奈 | [ 注 43 ] |
| 849 | 1月7日   | 第21回 マジ歌選手権マジ未公開SP                         | |           |
| 850 | 1月14日  | キャラおろしワークショップ                              | 秋山竜次（ロバート）、銀シャリ、オズワルド、真田まこと、森みはる |           |
| 851 | 1月21日  | 第12回ネタギリッシュNIGHT                               | オダウエダ、ラブレターズ、怪奇!YesどんぐりRPG、わらふぢなるお、新唯、森みはる、藤田あずさ |           |
| 852 | 1月28日  | みなみかわの心のシステマクリニック                      | みなみかわ、豊島心桜、明石ゆいな、野呂佳代 |           |
| 853 | 2月4日   | 元ゾフィー上田の諸々報告会                              | 上田航平、野呂佳代 |           |
| 854 | 2月11日  | 第3回大喜利お題選手権                                   | バカリズム、川島明（麒麟）、ケンドーコバヤシ、朝日奈央 |           |
| 855 | 2月18日  | ストイック暗記王前夜祭                                  | |           |
| 856 | 2月25日  | ストイック暗記王21                                      | マユリカ、井口浩之（ウエストランド）、渡辺隆（錦鯉）、野呂佳代、朝日奈央、 吉原怜那（ダウ90000）、野中美希（モーニング娘。'24）、森谷花香、瀬名葉月、浅見紘至、オレノグラフィティ                         |           |
| 857 | 3月3日   | ストイック暗記王21                                      | マユリカ、ウエストランド、錦鯉、野呂佳代、朝日奈央、 鈴木ゆうは、浅見紘至、オレノグラフィティ |           |
| 858 | 3月10日  | マジギライ1/5                                           | さらば青春の光、今井アンジェリカ、天羽希純、高梨瑞樹、谷拓哉（パンプキンポテトフライ）、関町知弘（ライス）、野呂佳代                                                                                      |           |
| 859 | 3月17日  | 銀シャリ橋本のテクニックを抜いてあげよう4               | 銀シャリ、箱田暁史、稲川悟史、嶋崎裕道、渡邊美華、神谷実玖、野呂佳代 |           |
| 860 | 3月24日  | この若手知ってんのか!? 2024                             | Aマッソ、児島気奈、ナユタ、イチゴ、十九人、 村上、元気そうでよかった。 |           |
| 861 | 3月31日  | この若手知ってんのか!? 2024                             | Aマッソ、児島気奈、十九人、 村上、元気そうでよかった。、ポテトカレッジ、めっちゃ最高ズ、サンタモニカ、素晴らしき人生                                                                                      |           |
| 862 | 4月7日   | 小宮＆アンジェリカ セット売りチャレンジ2                | 三四郎、今井アンジェリカ |           |
| 863 | 4月14日  | 第2回ヤンキータレントスカウトキャラバン                 | 鬼越トマホーク、八鍬有紗、きぃぃりぷ、MAHIRO、Panna、野呂佳代 |           |
| 864 | 4月21日  | 第10回お笑いを存分に語れるBAR                           | ナユタ、イチゴ、十九人、 村上、元気そうでよかった。、ポテトカレッジ、めっちゃ最高ズ、サンタモニカ、素晴らしき人生、朝日奈央                                                                               |           |
| 865 | 4月28日  | 第10回お笑いを存分に語れるBAR                           | ナユタ、イチゴ、十九人、 村上、元気そうでよかった。、ポテトカレッジ、めっちゃ最高ズ、サンタモニカ、素晴らしき人生、根尾あかり、朝日奈央                                                                   |           |
| 865 | 4月28日  | この若手知ってんのか!? 2024                             | Aマッソ、児島気奈、天明ブラウン |           |
| 866 | 5月5日   | 勝手にお悩み先生8                                       | 田中卓志（アンガールズ）、東京ホテイソン、山添寛（相席スタート）、キンタロー。 |           |
| 867 | 5月12日  | 第19回コンビ愛確かめ選手権                              | 阿佐ヶ谷姉妹、Aマッソ、オズワルド、朝日奈央 |           |
| 868 | 5月19日  | 第19回コンビ愛確かめ選手権                              | 阿佐ヶ谷姉妹、Aマッソ、オズワルド、朝日奈央 |           |
| 869 | 5月26日  | 第13回イチャまんグランプリ                              | ちゃんぴおんず、マユリカ、シシガシラ、八木奈々、石原希望、美乃すずめ |           |
| 870 | 6月2日   | 第3回 女の子を笑わせろ!                                 | 錦鯉、とにかく明るい安村、村島未悠、野呂佳代 |           |
| 871 | 6月9日   | 第5回みなみかわの相談相手オーディション                 | みなみかわ、伊藤俊介（オズワルド）、きしたかの、野呂佳代 |           |
| 872 | 6月16日  | 第12回腐り芸人セラピー                                  | 岩井勇気（ハライチ）、板倉俊之（インパルス）、徳井健太（平成ノブシコブシ）、 四千頭身、朝日奈央 |           |
| 873 | 6月23日  | 壁ある芸人矯正プログラム                                | モグライダー、那須ほほみ、朝日奈央 |           |
| 874 | 6月30日  | ナイストライだった未公開シーン放出SP                    | バカリズム、川島明（麒麟）、ケンドーコバヤシ、廣瀬知紗、オズワルド、秋山竜次（ロバート）、銀シャリ、真田まこと、森みはる、朝日奈央                                                                        |           |
| 875 | 7月7日   | 第7回女装ほろ苦選手権                                   | 春とヒコーキ、ジェラードン、村上健志（フルーツポンチ）、楠世蓮 |           |
| 876 | 7月14日  | ダサい笑いチャレンジ                                    | サンタモニカ、素晴らしき人生、 村上、元気そうでよかった。、十九人、イチゴ、ポテトカレッジ |           |
| 877 | 7月21日  | マジ歌ルーキーオーディション                            | ちゃんぴおんず、ダンビラムーチョ、兼光タカシ、天羽希純、那須ほほみ、新唯、朝日奈央 |           |
| 878 | 7月28日  | 第13回ネタギリッシュNIGHT                               | ファイヤーサンダー、オジンオズボーン篠宮暁、街裏ぴんく、ニッポンの社長、青山天南、森みはる、八鍬有紗、朝日奈央                                                                                            |           |
| 879 | 8月4日   | 東ブクロいかせてよ!裁判                                 | さらば青春の光、高梨瑞樹、ひょうろく、朝日奈央 |           |
| 880 | 8月11日  | 第4回大喜利お題選手権                                   | バカリズム、川島明（麒麟）、ケンドーコバヤシ |           |
| 881 | 8月18日  | 第10回ジジババ芸人キレ悪検証テスト                      | 錦鯉、阿佐ヶ谷姉妹、フースーヤ |           |
| 882 | 8月25日  | オズワルド・伊藤vsきしたかの・高野 仲直りフレンドパーク | オズワルド、きしたかの、朝日奈央 |           |
| 883 | 9月1日   | 第11回お笑いを存分に語れるBAR                           | 飯塚悟志（東京03）、さや香、紅しょうが、朝日奈央 |           |
| 884 | 9月8日   | 第3回アシスタントダンス選手権                           | 朝日奈央、野呂佳代、齊藤友暁、大塚ヒロタ、川﨑麻里子 |           |
| 885 | 9月15日  | 告知済みエロドッキリ選手権 第3弾                        | ちゃんぴおんず、八木奈々、野呂佳代 |           |
| 886 | 9月22日  | 松丸友紀の人力舎中間テスト                              | ラバーガール、森本晋太郎（トンツカタン） |           |
| 887 | 9月29日  | 野田クリスタルの欲求不満解放DAY!                        | 野田クリスタル（マヂカルラブリー）、YUTARO、リボルバー・ヘッド、しんや、青木マッチョ（かけおち）、千技義人、浜本結輝、平本りく                                                                            |           |
| 888 | 10月6日  | 銀シャリ橋本のテクニックを抜いてあげよう5               | 銀シャリ、鶴町憲、真島なおみ、稲川悟史、野呂佳代 |           |
| 889 | 10月13日 | 第5回コンビ大喜利グランプリ                             | コロコロチキチキペッパーズ、錦鯉、モグライダー、朝日奈央 |           |
| 890 | 10月20日 | 第5回コンビ大喜利グランプリ                             | コロコロチキチキペッパーズ、錦鯉、モグライダー、朝日奈央 |           |
| 891 | 10月27日 | 第5回気づいちゃった発表会                               | 吉住、きしたかの、ラブレターズ、鬼越トマホーク、朝日奈央 |           |
| 892 | 11月3日  | 売れっ子芸人未公開祭りSP                                | |           |
| 893 | 11月10日 | 東ブクロいかせてよ!裁判 第二審                          | さらば青春の光、高梨瑞樹、ひょうろく、野呂佳代 |           |
| 894 | 11月17日 | 東京03をアップグレードしてあげよう                      | 東京03、ビスケットブラザーズ、ななまがり、朝日奈央 |           |
| 895 | 11月24日 | 第6回みなみかわの相談相手オーディション                 | みなみかわ、ウエストランド、山添寛（相席スタート）、野呂佳代 |           |
| 896 | 12月1日  | 第20回コンビ愛確かめ選手権                              | 品川庄司、さや香、ぱーてぃーちゃん、野呂佳代 |           |
| 897 | 12月8日  | 第20回コンビ愛確かめ選手権                              | 品川庄司、さや香、ぱーてぃーちゃん、野呂佳代 |           |
| 898 | 12月15日 | 第2回ダサい笑いチャレンジ                               | ちゅうえい（流れ星☆）、高野正成（きしたかの）、サンタモニカ、素晴らしき人生、イチゴ、 村上、元気そうでよかった。、十九人、ポテトカレッジ、めっちゃ最高ズ、朝日奈央                                        |           |
| 899 | 12月22日 | マジギレSP 衝撃の名ゲンカ大放出                         | |           |
| 900 | 12月30日 | 予習復習SP 〜マジ歌選手権2024〜                         | | [ 注 44 ] |

| 901 | 1月1日  | 第22回芸人マジ歌選手権SP                           | バナナマン、東京03、秋山竜次（ロバート）、バカリズム、さや香、ハライチ、神田うの、後藤輝基（フットボールアワー）、おかゆ、鬼龍院翔（ゴールデンボンバー）、松村沙友理  | [ 注 45 ] |
| 902 | 1月5日  | 第22回 マジ歌選手権未公開SP                        | |           |
| 903 | 1月12日 | その後の四千頭身報告会                             | 四千頭身、もう中学生、今井アンジェリカ |           |
| 904 | 1月19日 | オズワルド伊藤&きしたかの高野 セット売りチャレンジ | オズワルド、きしたかの、国崎和也（ランジャタイ）、りなぴっぴ（リンダカラー∞）                                                                                         |           |
| 905 | 1月26日 | 第4回 女の子を笑わせろ!                            | どぶろっく、錦鯉、榎原依那、朝日奈央 |           |
| 906 | 2月2日  | 第14回ネタギリッシュNIGHT                          | しずる、パンプキンポテトフライ、カゲヤマ、そいつどいつ、宇佐美なお、松本日向、森みはる、朝日奈央                                                                      |           |
| 907 | 2月16日 | 壁ある芸人矯正プログラム                           | 宮下草薙、伊達花彩（いぎなり東北産）、もりももこ、野呂佳代 | [ 注 46 ] |
| 908 | 2月23日 | 第12回お笑いを存分に語れるBAR                      | 飯塚悟志（東京03）、トム・ブラウン、ママタルト |           |
| 909 | 3月2日  | 東ブクロいかせてよ!THE FINAL                       | さらば青春の光、高梨瑞樹 |           |
| 910 | 3月9日  | 第13回腐り芸人セラピー                             | 岩井勇気（ハライチ）、徳井健太（平成ノブシコブシ）、カカロニ、ザ・ギース、朝日奈央                                                                                    | [ 注 47 ] |
| 911 | 3月16日 | 第14回イチャまんグランプリ                         | 東京ホテイソン、ママタルト、きしたかの、松井日奈子、天宮花南、田野憂、朝日奈央                                                                                        |           |
| 912 | 3月23日 | マジギライ1/5                                      | さや香、奏羽茜、西野夢菜、福永ありさ、上田航平、野呂佳代 |           |
| 913 | 3月30日 | しずるの新ネタに入りたい!                          | しずる、野呂佳代 |           |
| 914 | 4月6日  | ストイック暗記王22                                 | ぱーてぃーちゃん、品川庄司、みちお（トム・ブラウン）、ラブレターズ、 森谷花香、西野夢菜、齊藤友暁、入慶田本朝敬、森川勝太、もりももこ、鶴町憲                         |           |
| 915 | 4月13日 | ストイック暗記王22                                 | すがちゃん最高No.1（ぱーてぃーちゃん）、庄司智春（品川庄司）、トム・ブラウン、ラブレターズ、 佐々木崇博（うるとらブギーズ）、鶴町憲、大見祥太郎、山森信太郎、森谷花香 |           |
| 916 | 4月20日 | 第5回大喜利お題選手権                              | バカリズム、川島明（麒麟）、ケンドーコバヤシ、直江梨華 |           |
| 917 | 4月27日 | 第7回みなみかわの相談相手オーディション            | みなみかわ、リンダカラー∞、コロコロチキチキペッパーズ、朝日奈央 |           |
| 918 | 5月4日  | ザ・大声クイズ17                                   | 長谷川忍（シソンヌ）、国崎和也（ランジャタイ）、たけうちほのか、朝日奈央                                                                                              |           |
| 919 | 5月11日 | 銀シャリ橋本のテクニックを抜いてあげよう6          | 銀シャリ、ひなたまる、青山天南、櫻あゆこ、海老野心、朝日奈央 |           |
| 920 | 5月18日 | 第6回気づいちゃった発表会                          | 紺野ぶるま、きしたかの、ラパルフェ、鬼越トマホーク、朝日奈央 |           |
| 921 | 5月25日 | セクシー女優+1グランプリ                           | 東京ホテイソン、松井日奈子、や団、根尾あかり、ザ・ギース、小湊よつ葉                                                                                                  |           |
| 922 | 6月1日  | 第11回ジジババ芸人キレ悪検証テスト                 | アンガールズ、川村エミコ（たんぽぽ）、ヤジマリー。（スカチャン） |           |
| 923 | 6月8日  | オズワルド伊藤&きしたかの高野 セット売りチャレンジ | オズワルド、きしたかの、篠見星奈、椚マイカ、池田ゆうな |           |
| 924 | 6月15日 | 第21回コンビ愛確かめ選手権                         | ウエストランド、マユリカ、ビスケットブラザーズ、朝日奈央 |           |
| 925 | 6月22日 | 第21回コンビ愛確かめ選手権                         | ウエストランド、マユリカ、ビスケットブラザーズ、朝日奈央 |           |
| 926 | 6月29日 | 第13回お笑いを存分に語れるBAR                      | 飯塚悟志（東京03）、サーヤ（ラランド）、蓮見翔（ダウ90000） |           |
| 927 | 7月6日  | 勝手にお悩み先生9                                  | 田中卓志（アンガールズ）、ちゃんぴおんず、井上咲楽、ジャングルポケット、朝日奈央                                                                                      |           |
| 928 | 7月13日 | 勝手にお悩み先生9 後編                             | 田中卓志（アンガールズ）、ちゃんぴおんず、井上咲楽、ジャングルポケット、朝日奈央                                                                                      |           |
| 928 | 7月13日 | 第21回コンビ愛確かめ選手権 未公開                  | |           |
| 928 | 7月13日 | 第5回大喜利お題選手権 未公開                       | |           |
| 929 | 7月20日 | 第6回ドスベリサミット                              | クロちゃん（安田大サーカス）、みなみかわ、お見送り芸人しんいち、レインボー、野呂佳代                                                                                  |           |
| 930 | 7月27日 | 気づいちゃった発表会 若手SP                        | Yes!アキト、谷拓哉、森本晋太郎（トンツカタン）、金の国、ザ・マミィ |           |
| 931 | 8月3日  | 第2回東京03をアップグレードしてあげよう            | 東京03、どぶろっく、ニッポンの社長 |           |
| 932 | 8月10日 | 気づいちゃった発表会SP                             | |           |
| 933 | 8月17日 | 第5回ケンカ仲直り王決定戦                          | ぱーてぃーちゃん、トム・ブラウン、三田悠貴、畠中夢叶、野呂佳代 |           |

### dTV配信（毎週日曜配信）
| 1 | 11月6日  | セクシー女優愛確かめ選手権1       | 初美沙希、さらば青春の光、ラブレターズ                     |  |
| 2 | 11月13日 | セクシー女優愛確かめ選手権2       | 天使もえ、さらば青春の光、ラブレターズ                     |  |
| 3 | 11月20日 | セクシー女優愛確かめ選手権3       | 水稀みり、さらば青春の光、ラブレターズ                     |  |
| 4 | 11月27日 | 楽屋を開けたらいきなりキャバクラ1 | 西村瑞樹（バイきんぐ）、あいな、Ｐちゃん、西岡葉月         |  |
| 5 | 12月4日  | 楽屋を開けたらいきなりキャバクラ2 | マシンガンズ、あいな、Ｐちゃん、西岡葉月                   |  |
| 6 | 12月11日 | セクシー女優にうけるハメ-1ＧＰ1   | 初美沙希、天使もえ、水稀みり、さらば青春の光、ラブレターズ |  |
| 7 | 12月18日 | 小木博明の口喧嘩タレ打ち1         | 池田裕子                                                   |  |
| 8 | 12月25日 | 小木博明の口喧嘩タレ打ち2         | 染谷有香                                                   |  |

| 9  | 1月1日  | 小木博明の口喧嘩タレ打ち3        | 白川未奈                                                                              |  |
| 10 | 1月8日  | アイドル飲み姿カワイイGP1        | 佐山彩香、倉持由香                                                                    |  |
| 11 | 1月15日 | アイドル飲み姿カワイイGP2        | 菜乃花、大貫彩香                                                                      |  |
| 12 | 1月22日 | アイドル飲み姿カワイイGP3        | 小田飛鳥、城田あや                                                                    |  |
| 13 | 1月29日 | セクシー女優お悩み解決選手権1    | 蓮実クレア、豊本明長（東京03）、アルコ＆ピース、ラブレターズ                          |  |
| 14 | 2月5日  | セクシー女優お悩み解決選手権2    | 羽月希、豊本明長（東京03）、アルコ＆ピース、ラブレターズ                              |  |
| 15 | 2月12日 | セクシー女優お悩み解決選手権3    | 加納綾子、豊本明長（東京03）、アルコ＆ピース、ラブレターズ                            |  |
| 16 | 2月19日 | 松丸＆平子セレブAOYAMAキッチン   | 豊本明長（東京03）、平子祐希（アルコ＆ピース）                                        |  |
| 17 | 2月26日 | 松丸＆平子セレブAOYAMAキッチン   | 豊本明長（東京03）、平子祐希（アルコ＆ピース）                                        |  |
| 18 | 3月5日  | セクシー女優にうけるハメ-1ＧＰ2  | 蓮実クレア、羽月希、加納綾子、タイムマシーン3号、スーパーニュウニュウ、ウエストランド |  |
| 19 | 3月12日 | ヒドイ女サミットルーキー大会     | さらば青春の光、和田貴志（鬼ヶ島）、平井“ファラオ”光（馬鹿よ貴方は）、今野杏南        |  |
| 20 | 3月19日 | ヒドイ女サミットルーキー大会     | さらば青春の光、和田貴志（鬼ヶ島）、平井“ファラオ”光（馬鹿よ貴方は）、今野杏南        |  |
| 21 | 3月26日 | 雑ガマン選手権1                  | 西村瑞樹（バイきんぐ）、澁谷果歩                                                      |  |
| 22 | 4月9日  | 雑ガマン選手権2                  | カミナリ、翼、加納綾子                                                                |  |
| 23 | 4月16日 | 雑ガマン選手権3                  | タイムマシーン3号、佐々波綾、加納綾子                                                 |  |
| 24 | 4月23日 | 反省会、タイミングおっぱいゲーム | あやね遥菜、向井藍、江上しほ                                                          |  |

## 歴代エンディングテーマ
2007年
- 4月 - 6月度：ET-KING「愛しい人へ」（ユニバーサルミュージック）
- 7月 - 9月度：Tr.弾「眠眠打破」（Rock Chipper）
- 10月 - 12月度：CLUB PRINCE「チューナイ!!」（avex trax）

2008年
- 1月 - 3月度：キャプテンストライダム「わがままチャック」（ソニー・ミュージックアソシエイテッドレコーズ）
- 4月度：Berryz工房「ジンギスカン」（アップフロントワークス）
- 5月 - 6月度：NIRGILIS「チックチックチック」（デフスターレコーズ）
- 7月 - 9月度：TSUMUGI「きみしか」（SHY MUSIC）
- 10月度：童子-T「約束の日 feat.青山テルマ」（ユニバーサルミュージック）
- 11月 - 12月度：青空ドライブ「あじさい雲」（Handcuts Records）

2009年
- 1月 - 3月度：YVE「神様、チェリー」（HEARTFULL RECORDS）
- 4月 - 6月度：C-ZONE「sweets&preety」（UNION MUSIC JAPAN）
- 7月 - 9月度：LAZYgunsBRISKY「Navy Star」（FlyingStar Records）
- 10月度：角田晃広（東京03）+大竹マネージャー「若者たちへ」（MILESTONE CROWDS）
- 11月 - 12月度：miray「Proof of Love」（rhythm zone）

2010年
- 1月度：BAKI「大阪で生まれた女 feat.RSP(Ai)」（Playlist Zone）
- 2月 - 3月度：May J.「My Sunshine」（rhythm zone）
- 4月度：DJ PMX「MAKE IT TO DA TOP feat.YOUNG DAIS（N.C.B.B）KOZ（S.T.M）MoNa a.k.a.SAD GIRL CITY-ACE」（ビクターエンタテインメント）
- 5月度：HYENA「Dream Goes On 〜真昼の夢〜 feat. AKASHINGO」（ビクターエンタテインメント）
- 6月度：DJ KOMORI「Blue Magic feat.日之内エミ」（ビクターエンタテインメント）
- 7月 - 9月度：EdgePlayer「WILL」（SME Records）
- 10月度：DJ LICCA「SHAKE! feat. VETTY, URALi」（K.S.R.）
- 11月度：THE UNIQUE STAR「センチメンタリー」（レインボーエンターテイメント）
- 12月度：℃-ute「会いたいロンリークリスマス」（アップフロントワークス）

2011年
- 1月度：Clef「EDGE LOVE(Clef Starring Lie&makimu)」（ハドソン・ミュージックエンタテインメント）
- 2月 - 3月度：LGYankees「マジありがとう feat. 吉見一星」（ハドソン・ミュージックエンターテイメント）
- 4月度：怒髪天「喰うために働いて 生きるために唄え」（インペリアルレコード）
- 5月度：DOGinThePWO「Fun!Fun! Tomorrow」（Resistar Records）
- 6月度：MAN WITH A MISSION「FLY AGAIN」（CROWN STONES）
- 7月 - 9月度：AOEQ「デイ・ドリーム・ビリーバー」（ソニー・ミュージックアソシエイテッドレコーズ）
- 10月 - 12月度：AJISAI「EXIT」（BUDDY RECORDS）

2012年
- 1月 - 3月度：The Mirraz「I want u」（キングレコード）
- 4月 - 6月度：サイプレス上野とロベルト吉野「ちゅうぶらりん feat.後藤まりこ」（fellcity）
- 7月 - 9月度：FAT PROP「SHINE」（SCRUM RECORDS）
- 10月 - 12月度：group inou「9」（GAL）

2013年
- 1月 - 3月度：ゴマアブラ「フライ揚げる」（BounDEE by SSNW）
- 4月度：BugLug「BUKIMI」（RESISTER RECORDS）
- 5月度：Sweep「Thinkin' of U」（ユニバーサルミュージック）
- 6月度：PAN「直感ベイベー」（54 Adventure）
- 7月 - 9月度：Negicco「アイドルばかり聴かないで」（T-Palette Records）
- 10月度：D.W.ニコルズ「ありがとう」（EMI Records Japan）
- 11月度：locofrank「STARLIGHT」（773Four RECORDS）
- 12月度：lecca 「Sky is the Limit feat.RHYMESTER」（cutting edge）

2014年
- 1月度：THE TON-UP MOTORS 「準備OK」（VAP）
- 2月度 - 3月1日：快速東京 「ライトニングスーパーフラッシュ」（falicity）
- 3月8日 - 3月29日：ハンサムケンヤ 「とおりゃんせ」（ビクターエンタテインメント）
- 4月度：UNLIMITS 「リリー」（Jun Gray Records）
- 5月3日 - 5月24日：PAN「天国ミュージック」（54Adventure/MOONSHINE.Inc）
- 5月31日 - 6月度：D.W.ニコルズ「スマイル」（EMI Records Japan）
- 7月度：Czecho No Republic「No Way」（日本コロムビア）
- 8月 - 9月度：Czecho No Republic「Amazing Parade」（日本コロムビア）
- 10月 - 11月度：The Mirraz「世界一キレイなもの」（ユニバーサルミュージック）
- 12月度：ヒトリエ「インパーフェクション」（ソニー・ミュージックアソシエイテッドレコーズ）

2015年
- 1月 - 3月度：Rhythmic Toy World「いろはにほへと」（STROKE RECORDS）
- 4月度：SUPER BEAVER「証明」（I×L×P× RECORDS）
- 6月度：D.W.ニコルズ「LIFE」（ユニバーサルミュージック）
- 7月度：MOTHBALL「FlyAway」（Supersonic Lab）
- 8月度：SWANKY DANK「music」（Glamorous Factory）
- 9月度：Northern19「MESSAGE」（WIRED ReCORDS）
- 10月度：カラスは真っ白「ヒズムリアリズム」（SPACE SHOWER MUSIC）
- 11月度：THE FOREVER YOUNG「素晴らしき世界」（STEP UP RECORDS）
- 12月度：Amelie「ヒーロー」（NOiD）

2016年
- 1月度：POT「Reversal World」（TRUST RECORDS）
- 2月度：GLIM SPANKY「ワイルド・サイドを行け」（ユニバーサルミュージック）
- 3月度：MOTHBALL「Starting Over」（Supersonic Lab）
- 4月度：MELLOWSHiP 「GLORY」（STAND OUR GROUND RECORDS/PINEFIELDS）
- 5月度：SUPER BEAVER「秘密」（I×L×P× RECORDS）
- 6月度：sumika「sara」（NOiD × GREEN ATTiC）
- 7月度：Rhythmic Toy World「dear mr.fool」（STROKE RECORDS）
- 8月度：yonige「センチメンタルシスター」（small indies table）
- 9月度：MOTHBALL「W.O.W」（Supersonic Lab）
- 10月度：LUNKHEAD「優しくしたい人がいる」（直球レコード）
- 11月度：The Mirraz「そして、愛してる」（EMIミュージック・ジャパン）
- 12月度：cinemastaff ｢エゴ｣ (ポニーキャニオン)

2017年
- 1月度：バンドじゃないもん!「YAKIMOCHI」（ポニーキャニオン）
- 2月度：東京カランコロン「トーキョーダイブ」（TALTO）
- 3月度：MOTHBALL「Fight it Out」（Supersonic Lab）
- 4月度：NAMBA69「MANIAC」（POP SPEED RECORDS）
- 5月度：MONSTER大陸「ラブソング」（apart.RECORDS）
- 6月度：COUNTRY YARD「Lights Awake」（Art & Soul Records）
- 7月度：テスラは泣かない。「アテネ」（murffin discs）
- 8月度：GOOD4NOTHING「FOUND」（L.M.N.O.P.）
- 9月 - 10月度：Czecho No Republic × SKY-HI 「タイムトラベリング」（日本コロムビア）
- 11月度：FABLED NUMBER「Like a Thunder」（CROWN STONES）
- 12月度：Amelie「step!」（NOiD）

2018年
- 1月度：RED in BLUE「ファイヤーバード」（Lastrum）
- 2月度：Koochewsen「ヴィーナスの恋人」（fantastic planets/PTA）
- 3月度：夢みるアドレセンス「桜」（Sony Music Associated Records）
- 4月度：D.W.ニコルズ「はるのうた」（haleiwa records）
- 5月度：ゆるめるモ!「おこらないで」（You'll Records）
- 6月度：バンドじゃないもん!「恋する完全犯罪」（ポニーキャニオン）
- 7月度：ザ レディーバード「ベルガモ」（Valkyria Records）
- 8月度：TOKYO HEALTH CLUB「HなGAL feat. Kick a Show」（Manhattan Records）
- 9月度：chelmico「player」（WARNER MUSIC JAPAN/unBORDE）
- 10月度：アルスマグナ「フロリダ」（ユニバーサルミュージック）
- 11月度：レルエ「夜はモーション」（VAA/88Music）
- 12月度：CRAZY VODKA TONIC「灯台と水平線」（L-breed）

2019年
- 1月度：Azami「リップサービス」（MAD TRIP TRAX）
- 2月度：majiko「狂おしいほど僕には美しい」（ユニバーサルミュージック）
- 3月度：Non Stop Rabbit「アンリズミックアンチ」（Studio Cubic Records/K&A）
- 4月度：LUNKHEAD「朱夏」（CHOCKYU RECORDS）[注 48]
- 5月度：NAMBA69「MANIAC Ⅲ」（POP SPEED RECORDS）[注 49]
- 6月度：嘘とカメレオン「パプリカはポストヒューマンの夢を見るか」（KING RECORDS）
- 7月度：みきなつみ「ぼくにとってのヒーロー」（cocoon nuts）
- 8月度：Creepy Nuts「よふかしのうた」（ソニー・ミュージックエンタテインメント）
- 9月度：FAITH「Our State of Mind」(BORDER-LESS RECORDS)
- 10月度：Bray me「GRACE」(Jun Gray Records)
- 11月度：teto「蜩」(UK. PROJECT)
- 12月度：Mr.ふぉるて「ジャーニー」(NEra Records)

2020年
- 1月 - 2月度：鶯籠「FLY HIGHER AGAIN」（KING RECORDS）
- 3月度：Pulse Factory「BRITOM」（Lastrum）
- 4月度：挫・人間「一生のお願い」（redrec/sputniklab.inc）
- 5月度：This is LAST「殺文句」（KURAMAE RECORDS）
- 6月度：バンドじゃないもん! MAXX NAKAYOSHI「ゴッドソング」（NAKAYOSHI RECORDS/Perfect Music）
- 7月度：Five State Drive「Nice Coke!!」（THE NINTH APOLLO）
- 8月度：VELTPUNCH「New cinema paradox」(EVOL RECORDS/MOONSHINE Inc.)
- 9月度：M.S.S Project「Stay Dream」（GiM Entertainment）[注 50]
- 10月度：Newspeak「Blinding Lights」(sony music entertainment)
- 11月度：ポップしなないで「救われ升」(KINGAN RECORDS)
- 12月度：ENTH「WHATEVER」（Gutz Ball）[注 51]

2021年
- 1月度：リリカルスクール「ファイヴ・シューターズ」（ビクターエンタテインメント）
- 2月度：YENMA「Blue Monday」[注 52]
- 3月度：AFRO PARKER「Flowing Stories」（para de casa）
- 4月度：My Best Friend「We create the world」（残響Music entertainment）
- 5月度：Dizzy Sunfist「Andy」（CAFFEINE BOMB RECORDS）
- 6月度：sankara「HOME SWEET HOME(Prod.DJ HASEBE)」（Rure records）
- 7月度：SWALLOW「青く短い春」（LINE RECORDS）
- 8月度：MAYSON's PARTY「Yummy Yummy」(SouthBell)
- 9月度：月ノ美兎「ウラノミト」（SACRA MUSIC）[注 53]
- 10月度：アイビーカラー「街角のラプソディ」(TONIGHT RECORDS)
- 11月度：TENDOUJI「Young Love」(浅野企画/JISEDAI Inc.)[注 54]
- 12月度：なきごと「Hanamuke」（[NOiD]/murffin discs）[注 55]

2022年
- 1月度：ゆるミュージックほぼオールスターズ「るるる生きる」（Sony Music Labels）
- 2月度：嘘吐Grimms。「Automata」（Four Sound entertainment）[注 56]
- 3月度：手羽先センセーション「センセーションが鳴り止まない」（ドリーミュージック）[注 57]
- 4月度：アメノイロ。「エイプリル」（CLOUD ROVER RECORDS）[注 58]
- 5月度：The Brow Beat「銃声」（ポニーキャニオン）
- 6月度：ビレッジマンズストア「TV MUSIC SHOW」（LD&K Records）
- 7月度：TETORA「Loser for the future」（Orange Owl Records）
- 8月度：the quiet room「Twinkle Star Girl」（murffin discs/mini muff records）[注 59]
- 9月度：KALMA「隣」（SPEEDSTAR RECORDS/Victor Entertainment）[注 60]
- 10月度：chuLa「夏の君にテヘヘのヘ」(徳間ジャパンコミュニケーションズ)
- 11月度：武藤彩未「again again」(TSUBASA RECORDS)[注 61]
- 12月度：OCHA NORMA「運命 CHACHACHACHA〜N」（zetima）[注 62]

2023年
- 1月度：プッシュプルポット「最終列車」（STAY FREEEE!!!!!!!!）
- 2月度：silent sparkle「不安定な日々の中で」（three charm）
- 3月度：世が世なら!!!「ウオー!サオー!」(TSUBASA RECORDS)
- 4月度：Ivy to Fraudulent Game「sissy」（from ovum/mini muff records）
- 5月度：カメレオン・ライム・ウーピーパイ「Burn Out」（CLWP Records）[注 63]
- 6月度：MAYSON's PARTY「Give me your LOVE」（SouthBell）
- 7月度：小林私「杮落し」（HEROIC LINE）
- 8月度：炙りなタウン「ろくでなしの唄」（WAKASA WO WARAUNA WORKS）[注 64]
- 9月度：はちみつBLACK「Welcome」[注 65]
- 10月度：ドレスコーズ「襲撃」（EVIL LINE RECORDS）[注 66]
- 11月度：健やかなる子ら「夏の跡」（PATTERN SIX）
- 12月度：ももすももす「十二単と猫と宇宙。」（Sony Music Labels Inc.）

2024年
- 1月度：プッシュプルポット「生きていけ」（STAY FREEEE!!!!!!!!）
- 2月度：天音かなた「純粋心」(cover corp.)
- 3月度：ジョー・力一「コルロフォビア」(Altonic Records)
- 4月度：Finally「Call my name」(ACEAIM Inc.)
- 5月度：終活クラブ「しょうもないなあ」（VAP）
- 6月度：夕闇に誘いし漆黒の天使達「ビューティフル・ティーンエイジャー」（HOMIES）
- 7月度：TETORA「10月」（Orange Owl Records）
- 8月度：秋澤七「恋軌跡」(MB label)
- 9月度：Hey!Mommy!「SUPER MOMMY GIRLS」(COBO)
- 10月度：Maki「sea you letter」(TRUST RECORDS)
- 11月度：omeme tenten「エターナル」（mini muff records/murffin discs）
- 12月度：ラフ×ラフ「超めっちゃ"キュン"でしょ?」（ALWAYS,Inc.）

2025年
- 1月度：KID PHENOMENON「Unstoppable」（Sony Music Labels Inc.）
- 2月度：めたセン「青春ニュートラル」（ぴゃも）
- 3月度：MAYSON's PARTY「La-La-La」（South Bell）
- 4月度：the奥歯's「デスキス」(WAKASA WO WARAUNA WORKS)
- 5月度：猫背のネイビーセゾン「ウェイティン!!」（murffin discs/mini muff records）
- 6月度：プピリットパロ「ポッポルンガ」（TakkaRaputoRecoad）
- 7月度：Arakezuri「主題歌」（BAR）
- 8月度：Merry BAD TUNE.「13月のシンデレラ」(ESOLA MADE)

## スタッフ
- ナレーション：服部潤[注 67]
- 構成：オークラ、相澤昇、くらなり、成瀬正人、永井ふわふわ[注 68]、大西右人[注 69]、上田源嗣
- 技術：木塚裕紀（テレビ東京）
- 映像：森隆太（テクノマックス）
- カメラ：風間誠（テクノマックス）
- 照明：髙橋有貴
- 音声：光山由貴子
- デザイン：金森明日香（以前は美術進行）
- 美術進行：仙田拓也
- メイク：蔵本優花
- EED：落合勇、西野杏美（CC Factory〈旧TDKコア〉）
- MA：長瀬貴広、谷道建斗【週替り】
- 音響効果：小田切暁（278→NAP）
- タイトル：上田大樹（&FICTION!）
- 番宣：阪本裕美子（テレビ東京）
- 技術協力：テクノマックス
- 美術・照明協力：テレビ東京アート
- 演出補：若林啓太、新井省吾、上久保凜（以上シオプロ）
- AP：石井聡子（テレビ東京、2025年5月10日-）、谷口晴楽（シオプロ）
- ディレクター：田村育、今村光宏、斉藤崇、塩谷泰孝、高井翔太朗（高井→以前は演出補、一時離脱→復帰）、廣田彰大、土屋佳弘（土屋→以前は演出補、一時離脱）、牧野玖美、東山将典（東山→以前は演出補）（以上シオプロ）
- プロデューサー：露木寛子（テレビ東京、一時離脱→復帰）、美濃部遥香（シオプロ、以前は演出補→AP）
- プロデューサー/演出：佐久間宣行
- チーフプロデューサー：星俊一（テレビ東京、2023年4月8日 - ）
- 協力：ナカムラ綜美
- 制作協力：シオプロ（2010年10月6日 - ）
- 製作著作：テレビ東京

### 過去
- タイトルコール：INCREDIBLE BEATBOX BAND
- チーフプロデューサー：村上徹夫・伊藤隆行（2人共テレビ東京、村上→※特番時のみ、伊藤→2020年4月5日 - 2023年3月、番組初期時代はプロデューサー→一時離脱）
- プロデューサー：五箇公貴（ - 2007年7月18日）・石井成臣・魚田英孝（3人共テレビ東京、魚田→以前はディレクター→一時離脱→番宣→再び一時離脱）/志岐誠（NAVI、 - 2010年9月29日）
- アシスタントプロデューサー（AP）：みうらさなえ（ - 2009年5月13日）
- 構成：北本かつら / 堀田延（ - 2010年9月29日）
- 技術：菊池裕介、丸山真平、野瀬一成、吉田健吾（丸山・野瀬→以前はカメラ）（テレビ東京）
- 映像：佐藤誠二、葛西雅弘、細井昭宏、宮本裕美子、北村宏一、佐久間元貴、入江俊之、小出一貴（テレビ東京）
- カメラ：近藤剛史（テレビ東京）
- 照明：小林瑞雪、宮尾淳一、曽我秀樹、井町成宏
- 音声：大津幹弘、斉藤孝行、永久保仁志
- 美術：小越敏彦
- 大道具：工藤義昭
- 小道具：植田幸奈、山下正美
- メイク：山田かつら
- ビジュアルフォーマット：松本哲也（CC Factory〈旧TDKコア〉）
- EED：神保和則、角埜吉宏
- 音響効果：林正貴（278）
- 番宣：保科啓・小林教子・大塚淳・野上次郎・井上健二・岡仁・大城博章（テレビ東京）
- デスク：海野和可奈・露木彩乃（テレビ東京）
- AP：大森柚希（テレビ東京、2024年4月14日 - 2025年2月15日）
- ディレクター：小石重蔵、姫野善行（姫野→以前は演出補）、桑原宏次・水野亮太・藤枝彰・田中晋也・板川侑右（テレビ東京）、岡千尋（以前は演出補、シオプロ）、双津大地郎・鞠子千晶（シオプロ）
- 演出補：篠原裕明（テレビ東京）、亀川匡、小室良太、秋山博明、糸井綾珠、高橋一平、長岡優太、田島優里菜、仲本光希（糸井〜仲本→シオプロ）
- 制作協力：NAVI（ - 2010年9月29日）

## ネット局と放送時間
出典：
| 放送地域       | 放送局                    | 系列           | 放送日時                     | ネット状況 | 備考                |
| -------------- | ------------------------- | -------------- | ---------------------------- | ---------- | ------------------- |
| 関東広域圏     | テレビ東京（TX）          | テレビ東京系列 | 日曜 1:50 - 2:15（土曜深夜） | 制作局     | 制作局              |
| 北海道         | テレビ北海道（TVh）       | テレビ東京系列 | 月曜 0:35 - 1:05（日曜深夜） | 遅れネット | [ 注 70 ]           |
| 愛知県         | テレビ愛知（TVA）         | テレビ東京系列 | 火曜 1:00 - 1:30（月曜深夜） | 遅れネット | [ 注 71 ]           |
| 大阪府         | テレビ大阪（TVO）         | テレビ東京系列 | 土曜 1:40 - 2:10（金曜深夜） | 遅れネット | [ 注 72 ]           |
| 岡山県・香川県 | テレビせとうち（TSC）     | テレビ東京系列 | 日曜 1:00 - 1:30（土曜深夜） | 遅れネット | [ 注 73 ]           |
| 福岡県         | TVQ九州放送（TVQ）        | テレビ東京系列 | 月曜 1:35 - 2:05（日曜深夜） | 遅れネット | [ 注 74 ]           |
| 福島県         | 福島中央テレビ（FCT）     | 日本テレビ系列 | 金曜 0:59 - 1:29（木曜深夜） | 遅れネット | [ 注 75 ]           |
| 高知県         | 高知放送（RKC）           | 日本テレビ系列 | 木曜 0:54 - 1:24（水曜深夜） | 遅れネット |                     |
| 岩手県         | IBC岩手放送（IBC）        | TBS系列        | 金曜 1:28 - 1:58（木曜深夜） | 遅れネット | [ 注 76 ]           |
| 宮城県         | 東北放送（tbc）           | TBS系列        | 水曜 1:00 - 1:30（火曜深夜） | 遅れネット | [ 注 77 ]           |
| 熊本県         | 熊本放送（RKK）           | TBS系列        | 土曜 0:50 - 1:20（金曜深夜） | 遅れネット | [ 注 78 ]           |
| 沖縄県         | 琉球放送（RBC）           | TBS系列        | 月曜 0:50 - 1:20（日曜深夜） | 遅れネット | [ 注 79 ] [ 注 80 ] |
| 静岡県         | 静岡放送（SBS）           | TBS系列        | 金曜 0:53 - 1:23（木曜深夜） | 遅れネット | [ 注 81 ]           |
| 宮崎県         | 宮崎放送（MRT）           | TBS系列        | 火曜 0:56 - 1:26（月曜深夜） | 遅れネット | [ 注 82 ]           |
| 新潟県         | NST新潟総合テレビ（NST）  | フジテレビ系列 | 金曜 1:20 - 1:50（木曜深夜） | 遅れネット | [ 注 83 ] [ 注 84 ] |
| 島根県・鳥取県 | さんいん中央テレビ（TSK） | フジテレビ系列 | 水曜 0:25 - 0:55（火曜深夜） | 遅れネット | [ 注 85 ]           |
| 長崎県         | テレビ長崎（KTN）         | フジテレビ系列 | 金曜 0:30 - 1:03（木曜深夜） | 遅れネット |                     |
| 鹿児島県       | 鹿児島テレビ（KTS）       | フジテレビ系列 | 水曜 1:00 - 1:30（火曜深夜） | 遅れネット |                     |
| 青森県         | 青森朝日放送（ABA）       | テレビ朝日系列 | 日曜 1:00 - 1:25（土曜深夜） | 遅れネット | [ 注 86 ]           |
| 山形県         | 山形テレビ（YTS）         | テレビ朝日系列 | 土曜 0:50 - 1:20（金曜深夜） | 遅れネット | [ 注 87 ]           |
| 長野県         | 長野朝日放送（abn）       | テレビ朝日系列 | 日曜 0:00 - 0:30（土曜深夜） | 遅れネット | [ 注 88 ]           |
| 広島県         | 広島ホームテレビ（HOME）  | テレビ朝日系列 | 水曜 0:20 - 0:50（火曜深夜） | 遅れネット | [ 注 89 ]           |
| 山口県         | 山口朝日放送（yab）       | テレビ朝日系列 | 日曜 1:00 - 1:30（土曜深夜） | 遅れネット | [ 注 90 ]           |
| 滋賀県         | びわ湖放送（BBC）         | 独立局         | 木曜 1:00 - 1:30（水曜深夜） | 遅れネット |                     |
| 奈良県         | 奈良テレビ（TVN）         | 独立局         | 水曜 1:00 - 1:30（火曜深夜） | 遅れネット |                     |

### 過去のネット局
- くまもと県民テレビ（KKT・日本テレビ系列） - スポパラ枠での放送になってから打ち切り[注 91]。
- サガテレビ（STS・フジテレビ系列） - 不定期放送。
- 日本海テレビ（NKT・日本テレビ系列） - 2013年9月打ち切り[注 92]。
- 大分放送（OBS・TBS系列） - 2015年3月打ち切り。
- 北陸放送（MRO・同上） - 2016年9月打ち切り。
- 北日本放送（KNB・日本テレビ系列） - 2012年4月 - 2017年3月まで放送。
- 秋田朝日放送（AAB・テレビ朝日系列） - 2009年10月4日 - 2018年4月8日まで放送。
- 静岡朝日テレビ（SATV・同上） - 2019年9月21日打ち切り[注 93]。
- 信越放送（SBC・TBS系列） - 2022年9月打ち切り[注 94]。
- テレビ愛媛（EBC・フジテレビ系列） - 2023年9月末打ち切り[32]。

### その他
- 「ネットもテレ東」では2015年4月より[注 95]、TVerでは同年10月の開局当初より[34]見逃し配信がされている（最新回のみ）。
- AbemaTVのバラエティチャンネルにて2016年6月より半年間、season1とseason2が再放送された[35]。
- チャンネルNECOにて2016年9月よりseason1から再放送されている[36]。
- Netflixでは2018年4月1日放送分から10月29日放送分まで見逃し配信（2日遅れ）がされていた（アーカイブはその後も視聴可能）[37][38]。
- Paravi（2023年6月30日よりU-NEXTにサービス統合された）では2021年4月24日から見逃し配信が開始[39]（当初は20日遅れ、同年7月17日からは6日遅れ、2024年2月11日からは同日配信。配信開始後1年間アーカイブが残される）。

## DVD
第1弾
本編
- 第1回キス我慢選手権（2005年12月17日、24日放送）
- 第2回キス我慢選手権 リターンズ（2007年1月5日放送）

特典映像
- 小木博明の口喧嘩ドライブ VS相澤仁美・VS岩佐真悠子
- 舌（タン）錬

第2弾
本編
- 第1回芸人マジ歌選手権（2007年5月3日放送）
- 第2回芸人マジ歌選手権（2007年6月28日、7月5日放送）
- 第3回芸人マジ歌選手権（2007年9月13日、20日放送）

特典映像
- マジ歌特別フルバージョン（「さくら」日村勇紀・「愛の怠け者」角田晃広・「さくらんぼ」日村勇紀・「オラと母ちゃんの1週間」劇団ひとり）
- マジソングライターの舞台裏大公開!!
- 衝撃映像連発!! 松丸アナウンサー初めての特典映像

以下の作品は一般流通されておらずLoppiの予約販売及びお取り寄せ、ローソン・HMV（2011年1月から）店頭販売、テレビ東京関係店舗のみでの販売。
第3弾
本編
- 第3回キス我慢選手権レジェンド（2007年8月23日、30日、9月6日放送）

特典映像
- 限界突破① 景気づけにおっぱい見せて 夏の陣（2007年7月26日放送）
- 限界突破② 景気づけにおっぱい見せて 冬の陣（2007年12月13日放送）
- 限界突破③ 小木博明の口喧嘩ドライブ VS星野真里（2007年6月14日放送）
- 限界突破④ 小木と岩佐の仲直りフレンドパーク（2007年6月21日放送）
- 限界突破⑤ 松丸友紀アナウンサー・初めてのドッキリ（2007年11月15日放送）
- 限界突破⑥ ファーストシーズン名勝負 劇団ひとりVSレイザーラモンHG（2005年10月8日、15日放送）
- 限界突破⑦ ファーストシーズン名勝負 おぎやはぎ小木VS山上兄弟（2005年11月19日放送）

特典DVD
- 超過酷企画・あるあるネタを300個出そう!（2008年4月24日放送）

第4弾
本編
- 第4回芸人マジ歌選手権（2008年1月24日、31日放送）
- 第5回芸人マジ歌選手権（2009年1月4日放送）
- マジ歌リクエスト大会（2007年11月15日放送）

特典映像
- マジ歌選手権の舞台裏
- DVD恒例!OPトーク
- 松丸アナプレゼン企画集

付録
- 特典CD：The God Tongue Maji-Uta Best Black
  - 「USA/角田晃広」
  - 「オラと母ちゃんの1週間/劇団ひとり」
  - 「さくら/日村勇紀」

本編
- 第1回M女オーディション（2008年9月11日、18日放送）
- 第2回M女オーディション（2008年11月13日放送）
- 第3回M女オーディション（2009年1月22日放送）
- 第4回M女オーディション（2009年2月19日放送）
- キモンスターズ・チャンプ（2008年2月14日、21日放送）
- キモンスターズ・チャンプ2（2008年8月28日放送）
- 第1回ヒドイ女サミット（2007年10月11日放送）
- 第5回ヒドイ女サミット（2008年5月29日放送）
- 景気づけにおっぱい見せて3（2008年10月16日、23日放送）

特典映像
- 松丸アナ極秘密着ドキュメント

付録
- 特典CD：The God Tongue Maji-Uta Best White
  - 「頑張れ女子/日村勇紀」
  - 「メロメロ/角田晃広」
  - 「消えぬ日々よ、マイメモリー/劇団ひとり」

マジ歌ライブ2009
本編
- MAJIUTA THE LIVE 完全版 2009年7月16日開催

特典映像
- 舞台裏密着ドキュメント
- 大橋アナの前説

第5弾
本編
- 第4回キス我慢選手権（2008年7月31日、8月7日、14日、21日放送）
- 新春雑我慢選手権（2009年1月3日放送）

特典映像
- イジリー岡田presents ギルガメ2008
- 東京03飯塚 マジ失恋ドッキリ!!
- ヒム子のおネエドッキリ!!
- アイドルのおっぱいを見せてもらえ'09春（2009年4月8日放送）

付録
- 漫画「キス我慢選手権 〜おわりのはじまり〜」

本編
- ストイック暗記王（2008年6月12日放送）
- ストイック暗記王3（2008年11月6日放送）
- ストイック暗記王4（2008年11月20日放送）
- ストイック暗記王5（2008年12月11日放送）
- ストイック暗記王6（2009年2月12日放送）
- ストイック暗記王7（2009年6月4日、11日放送）

特典映像
- 相澤仁美 VS 青島あきな VS 大友さゆり サバイバルオーディション（2009年3月5日放送）
- 谷桃子 VS 有吉 炎の二番勝負
  - 有吉と谷桃子の仲直りフレンドパーク（2009年5月14日放送）
  - 第1回谷桃子王決定戦（2009年10月22日放送）
- 特典付録：漫画「Kiwo SoRaSeTai BEGINS!!」

第6弾
本編
- 第5回キス我慢選手権ファイナル（2010年1月4日放送）
- DVD発売&SP大成功記念緊急企画 雑ガマン選手権（2010年1月28日放送）

特典映像
- 第8回ストイック暗記王（2009年9月3日、10日放送）
- 第9回ストイック暗記王（2009年2月11日、18日放送）
- 松丸ポエム大作戦!

本編
- ザ・大声クイズ（2009年8月20日放送）
- ザ・大声クイズ2（2009年10月15日放送）
- ザ・大声クイズ3（2009年11月19日放送）
- ザ・大声クイズ4（2010年4月29日放送）
- 第2回谷桃子王決定戦（2009年12月3日放送）
- タニームマッチ2010（2010年3月18日放送）
- ヒム子のおネエドッキリ!（2009年11月5日、2010年1月21日放送）

特典映像
- 東京どスベリサミット（2010年4月15日、22日放送）
- 第1回松丸プロデュース王決定戦（2010年1月7日放送）

第7弾
本編
- 第6回芸人マジ歌選手権（2009年6月22日放送）
- 第7回芸人マジ歌選手権（2010年7月30日、8月5日放送）

特典映像
- マジ歌舞台裏
- DVD恒例!OPトーク
- 第2回松丸プロデュース王決定戦（2010年10月28日放送）

本編
- 第1回非・吉本芸人 団体芸サミット（2009年3月19日、26日放送）
- 第2回非・吉本芸人 団体芸サミット（2009年4月16日、23日放送）
- 第3回非・吉本芸人 団体芸サミット（2009年6月25日放送）
- 第1回芸能界キレ女塾（2010年6月3日放送）
- 第2回芸能界キレ女塾（2010年7月1日放送）
- 第4回芸能界キレ女塾（2010年9月23日放送）
- 芸能界ストイック暗記王10（2010年6月17日、24日放送）

特典映像
- KSTオーディション（2011年1月27日放送）

- 第7弾DVD2枚購入応募者全員にプレゼント『まさかのマジ歌フェスティバル in Zepp Tokyo』

第8弾
本編
- 第8回芸人マジ歌選手権＋未公開映像（2011年1月3日、6日放送）
- 第9回芸人マジ歌選手権＋未公開映像（2011年10月1日、2日放送）

特典映像
- ザ・大声クイズ6（2010年12月16日放送）
- ザ・大声クイズ7（2011年3月31日放送）
- ねるとん谷鯨団（2010年11月4日放送）

本編
- 第6回キス我慢選手権ルーキー大会（2011年8月4日、11日放送）
- 第1回照れカワ芸人更生プログラム（2011年3月10日放送）
- 第2回照れカワ芸人更生プログラム（2011年5月26日、6月2日放送）

特典映像
- マジギライ1/5 おぎやはぎ小木 編（2011年6月9日放送）
- マジギライ1/6 アンガールズ田中 編（2011年6月16日放送）
- マジギライ1/5 フットボールアワー後藤 編（2011年7月14日放送）

- 第8弾DVD2枚購入応募者全員にプレゼント『小木 あいなのキャバクラに行く』

マジ歌ライブ2012
本編
- 「まさかのマジ歌フェスティバル2012」＠メルパルクホール 2012年1月12日開催

特典映像
- 「まさかのマジ歌フェスティバル2012」舞台裏
- ジェッタシーはダサぁない!ホンマはカッコええんやで!!対決（2012年2月12日放送）

ベスト盤
DISC1・キス我慢選手権 〜劇団ひとり×みひろ編〜
- 第1回神様対抗キス我慢選手権（2005年12月24日放送）
- 第2回キス我慢選手権リターンズ（2007年1月5日放送）
- 第3回キス我慢選手権（2007年8月30日、9月6日放送）
- 第4回キス我慢選手権（2008年8月14日、21日放送）
- 第5回キス我慢選手権ファイナル（2010年1月4日放送）

DISC2・最新傑作選スペシャル
- 第3回照れカワ芸人更生プログラム 照れカワももクロ学園＋未公開SP（2012年3月11日、18日放送）
- マジギライ1/5 山里亮太 編（2011年10月9日放送）
- マジギライ1/5 東野幸治 編（2012年1月8日放送）
- 第1回バカヤロウ徒競走（2012年2月26日、3月4日放送）
- 小沢治療企画（2012年4月29日放送）

第9弾
本編
- 第6回キス我慢選手権（2012年9月30日、10月4日、7日、28日、11月4日放送）

特典映像
- 上品芸人ハメ外しクラブ（2012年5月13日放送）
- 上品芸人ハメ外しクラブ2（2012年8月26日、9月2日放送）
- マジギライ1/5 バナナマン日村 編（2012年5月6日放送）
- マジギライ1/5 オードリー若林 編（2012年8月12日放送）
- 第2回二代目あいなオーディション（2012年10月14日放送）

本編
- 第10回芸人マジ歌選手権（2012年12月29日放送）

特典映像
- マジ歌選手権メイキング
- なめたらあかん！ホンマあかん！ジェッタシーはダサぁない！アレンジさえすればホンマはカッコええんやでー対決！（2012年7月1日放送）
- 第1回ファンタジー芸人No.1決定戦（2012年6月17日、24日放送）
- 第1回オオギリッシュNIGHT（2011年11月27日放送）
- 第2回オオギリッシュNIGHT（2012年1月22日、29日放送）

マジ歌ライブ2013
本編
- マジ歌まさかの渋公フェスティバル 2013年4月18日開催

特典映像
- 爆笑！舞台裏ドキュメント
- 小木とあいなのマジ歌ライブを10倍楽しむクイズ！
- えらいこっちゃ！どないなっとんねん！ヘブリカンはダサぁない！アレンジさえすればホンマはめっさカッコええんやでー!!対決（2013年3月10日放送）

第10弾
本編
- 第11回芸人マジ歌選手権（2014年1月5日、12日放送）

特典映像
- 第1回イチャまんグランプリ（2013年1月27日放送）
- 第2回イチャまんグランプリ（2013年3月17日放送）
- 第3回イチャまんグランプリ（2013年8月11日放送）
- 第2の劇団ひとりオーディション（2013年11月17日、24日放送）
- ザ・大声クイズ10（2013年4月28日放送）
- アイドル飲み姿カワイイコンテスト（2013年7月21日放送）
- アイドル飲み姿カワイイグランプリ（2013年11月10日放送）

本編
- 今後使いたいのは誰だ!?ヒム子のアイドル性格チェック 森田涼花 編（2012年12月23日放送）
- 今後使いたいのは誰だ!?ヒム子のアイドル性格チェック 逢沢りな 編（2013年2月17日放送）
- 今後使いたいのは誰だ!?ヒム子のアイドル性格チェック 矢島舞美 編（2013年5月26日、6月2日放送）
- 今後使いたいのは誰だ!?ヒム子のアイドル性格チェック 奥仲麻琴 編（2013年12月15日放送）
- 照れキュート芸人更生プログラム（2013年10月27日、11月3日放送）

特典映像
- マジギライ1/5 ハライチ澤部 編（2013年9月22日放送）
- マジギライ1/5 狩野英孝 編（2013年10月13日放送）
- 映画公開記念 キス我慢選手権（2013年6月28日放送）

マジ歌ライブ2014
本編
- マジ歌ライブ2014in中野サンプラザ 2014年4月18日開催

特典映像
- 初公開！禁断の打ち上げ風景
- ネゴシックス前説
- 三四郎ドッキリ完全版
- アイドルコンサルティング大作戦（2014年1月26日放送）
- テレ東フェス角田バンドライブ

第11弾
本編
- 第12回芸人マジ歌選手権（2015年1月4日、11日放送）

特典映像
- ザ・大声クイズ11（2014年7月13日放送）
- マジギライ1/5 キングコング西野 編（2014年2月2日放送）
- マジギライ1/5 ダイノジ大谷 編（2014年9月7日放送）
- 第1回コンビ愛確かめ選手権（2014年5月25日、6月1日放送）

本編
- 第5回照れカワ芸人更生プログラム（2014年12月7日、14日放送）
- ヒム子のアイドル性格チェックSP（2014年10月12日放送）

特典映像
- 第3回アイドル飲み姿カワイイGP（2014年4月13日放送）
- アイドル飲み姿カワイイGP 東野カップ（2014年11月2日放送）
- 芸能界ストイック暗記王13（2014年4月20日、27日放送）
- 芸能界ストイック暗記王14（2014年11月9日、16日放送）

マジ歌ライブ2015
本編
- マジ歌ライブ2015in東京国際フォーラム 2015年9月17日（木）開催

特典映像
- 『俺たちのMy Way』本当はすごいんだぞ〜ルナイトニッポン（2015年4月19日放送）
- このままじゃヤバイ?!マジ歌ライブオーディション（2015年9月13日放送）
- マジ歌ライブ2015 メイキング映像
- 中村静香の飲みカワ前説

第12弾
本編
- 第13回芸人マジ歌選手権スペシャル（2016年1月4日、10日放送）

特典映像
- マジ歌選手権スペシャル メイキング
- 第2回コンビ愛確かめ選手権（2014年9月14日、21日放送）
- 第3回コンビ愛確かめ選手権（2015年2月1日、2月8日放送）
- 第4回コンビ愛確かめ選手権（2015年5月24日、31日放送）

本編
- 第1回ジジイ芸人キレ悪検証テスト（2015年1月25日放送）
- 第2回ジジイ芸人キレ悪検証テスト（2015年4月5日放送）
- 第3回ジジババ検証テスト（2015年8月16日放送）
- キス我慢選手権 ゆいP編（2015年5月10日放送）
- 芸能界ストイック暗記王15（2015年8月23日、30日放送）
- マジギライ1/5 ドランクドラゴン鈴木 編（2014年12月21日放送）
- マジギライ1/5 アンタッチャブル柴田 編（2015年6月7日放送）
- マジギライ1/5 バイきんぐ小峠 編（2015年11月15日放送）

マジ歌ライブBOX
内容
- 過去に発売したゴッドタンのライブDVDをBlu-ray化。市販されていない2011年のZepp Tokyoでのライブも収録。
  - Disc1「THE GOD TONGUE MAJIUTA THE LIVE完全版」（2009年 日本青年館）
  - Disc2「まさかのマジ歌フェスティバル」（2011年 Zepp Tokyo）
  - Disc3「マジ歌フェスティバル2012」（2012年 メルパルクホール）
  - Disc4「マジ歌フェス2013 in 渋公」（2013年 渋谷公会堂）
  - Disc5「マジ歌ライブ2014 in 中野サンプラザ」（2014年 中野サンプラザ）
  - Disc6「マジ歌ライブ2015 in 東京国際フォーラム」（2015年 東京国際フォーラム）

第13弾
本編
- 第14回芸人マジ歌選手権スペシャル（2017年1月4日、8日放送）

特典映像
- 第1回俺の落とし方発表会（2016年3月13日、20日放送）
- マジギライ1/5 劇団ひとり 編（2016年4月3日放送）
- 第1回私の落とし方発表会（2016年7月10日放送）
- 第2回私の落とし方発表会（2016年8月14日放送）
- 第3回私の落とし方発表会（2016年10月30日放送）
- マジ歌ルーキーオーディション（2016年9月4日放送）

本編
- 第6回照れカワ芸人更生プログラム（2016年12月11日、18日放送）

特典映像
- チャラギリッシュNIGHT（2016年1月31日放送）
- 西野理解王選手権（2016年2月7日放送）
- 芸能界ストイック暗記王16（2016年5月1日、5月8日放送）
- 仲直りフレンドパーク7（2016年7月3日、10日放送）
- 仲直りフレンドパーク8（2016年11月6日、13日放送）

dTVオリジナル
本編
- セクシー女優愛確かめ選手権
- セクシー女優ハメ-1GP
- 元気の出るキャバクラ
- 事務所対抗飲み姿カワイイオーディション

本編
- セクシー女優お悩み解決選手権
- 第2回セクシー女優ハメ-1GP
- 小木博明の口喧嘩タレ打ち

本編
- 雑ガマン選手権
- ヒドイ女サミットルーキー大会
- 松丸&平子セレブAOYAMAキッチン
- 矢作&平子セレブAOYAMAキッチン

マジ歌ライブ2017
本編
- マジ歌ライブ2017〜マジ武道館〜 2017年3月16日（木）開催

特典映像
- マジ歌ライブ2017〜マジ武道館〜 の舞台裏
- 前々説＆前説
- マジ歌ルーキー最終オーディション（2017年3月4日）

第14弾
本編
- 芸人マジ歌選手権SP 〜芸人マジラブソング歌謡祭〜（2017年8月26日放送）
- 第15回芸人マジ歌選手権スペシャル（2018年1月1日放送）

特典映像
- 仲直りフレンドパーク9 ハライチ澤部と岩井を仲直りさせよう！（2017年5月21日放送）

本編
- マジギライ芸人No.1決定戦（2017年8月26日放送）
- 矢作のアイドル大作戦！エビ中ひなたの公式おじいちゃんになりたい（2017年12月2日放送）
- かぶりタレントキャラ統一マッチ（2017年9月17日放送）
- 第10回オオギリッシュNIGHT（2017年12月16日放送）

特典映像
- 私の落とし方発表会 売れっ子女芸人SP（2017年8月26日放送）
- 第4回私の落とし方発表会（2017年2月26日放送）
- 第5回私の落とし方発表会（2017年7月30日放送）

マジ歌ライブ2018
本編
- マジ歌ライブ2018 in横浜アリーナ 〜今夜一発いくかい？〜 2018年5月31日（木）開催

特典映像
- マジ歌ライブ2018 in横浜アリーナ〜今夜一発いくかい？〜 の舞台裏
- 前々説＆前説
- 横アリにわしも出させてぇな！ジェッタシーアレンジ発表会やで〜！（2018年4月28日放送）

第15弾
本編
- 第16回芸人マジ歌選手権スペシャル（2018年12月28日放送）
- ネタギリッシュナイト チャンピオン大会 完全版 2019年5月23日（木）開催

マジ歌ライブ2020
本編
- マジ歌ライブ2020 〜さいたまスーパーアリーナ行きつきました〜 2020年2月13日(木)開催

特典映像
- マジ歌ライブ2020 〜さいたまスーパーアリーナ行きつきました〜の舞台裏
- 前々説＆前説
- 第17回マジ歌選手権（2019年12月28日放送）

第16弾
本編
- 第1回腐り芸人セラピー（2018年2月4日、2月11日放送）
- 第2回腐り芸人セラピー（2018年5月19日放送）
- 第3回腐り芸人セラピー（2018年9月2日放送）
- 第4回腐り芸人セラピー（2019年3月24日放送）
- 第5回腐り芸人セラピー（2019年8月11日放送）
- 第6回腐り芸人セラピー（2020年1月19日、1月26日放送）
- 第7回腐り芸人セラピー（2020年9月6日放送）
- 第8回腐り芸人セラピー（2020年11月8日放送）
- 第18回芸人マジ歌選手権SP（2020年12月29日放送）

第17弾
本編
- 第19回 マジ歌選手権（2021年12月29日放送）
- 第20回 マジ歌選手権（2023年1月3日放送）

Amazon Prime Video、Hulu、Netflix、U-NEXTなどの動画配信サービスでは上記DVD収録作品からの抜粋（バラエティパック、マジ歌選手権）が配信されている。

## 関連商品
- 角田晃広（東京03）+大竹マネージャー「若者たちへ」（2009年9月30日、MILESTONE CROWDS、UMCC-5019）
- クイック・ジャパン91『ゴッドタン』（2010年8月11日、太田出版、ISBN 4-77-831230-9）
- 「ゴッドタン」完全読本（2017年4月27日、KADOKAWA、ISBN 4-04-895942-5）

以下の商品はローソンとLoppiでの販売。
- スカルロゴポロシャツ
- エコバッグ
- そこまでエコじゃないバック
- ムダに大きいゴッドタン携帯クリーナー
- スカルロゴキーホルダー
- デカロゴクリアファイル4枚セット
- 汗と涙の結晶!あるあるネタ付きメモ帳
- 日村キモンスターストラップ
- マジ歌メッセージTシャツ
- キス我慢メッセージTシャツ

## 映画

### ゴッドタン キス我慢選手権 THE MOVIE
「キス我慢選手権」を題材とした劇場映画。PG12指定。小規模公開ながら映画観客動員ランキング（興行通信社調べ）で第15位にランクインしている。
キャッチコピーは「欲望と理性が激突する、新感覚スペクタクルロマン!」「24時間キスをしなければ、世界は救えるのか――」。

#### キャスト
- 川島省吾 - 本人
- 観覧ルーム神様 - おぎやはぎ、バナナマン、 松丸友紀
- みひろ - みひろ
- 岩井信太郎 - 岩井秀人
- 葵博士 - 京本政樹（特別出演）
- 葵つかさ - 葵つかさ
- まな - 紗倉まな
- ダークネス - マキタスポーツ
- ミカエル - 窪田正孝
- ジャンキー - オクイシュージ
- クソデブ - 駒木根隆介
- バカリズム
- 老衰アンデッド - 飯塚悟志
- 兵士 - 豊本明長、角田晃広
- グリフォン大佐 - 武蔵
- 謎の男 - やべきょうすけ
- 情報屋 - ミッキー・カーチス
- 後藤刑事 - 斎藤工
- 松井警部補 - 渡辺いっけい
- レッド将軍 - 竹内力
- 浴衣の美女姉妹 - 吉川あいみ、星野あかり

#### スタッフ
- 監督・編集 - 佐久間宣行
- アドリブ - 劇団ひとり
- 脚本 - オークラ、佐久間宣行
- 音楽 - 岩崎太整
- 技術統括 - 野瀬一成
- 撮影監督 - 風間誠
- 映像 - 北村宏一
- 照明 - 宮尾淳一
- 録音 - 斉藤孝行、永久保仁志
- 美術 - 柴田博英
- 衣装 - 杉本京加
- メイク - 唐澤知子
- 制作 - 南雅史
- ディレクター - 田村育、斉藤崇、双津大地郎、塩谷泰孝、今村光宏、田中晋也
- 助監督 - ヤング・ポール、後閑広
- ラインプロデューサー - 小松俊喜、山村淳史
- プロデューサー - 五箇公貴、石井成臣、前田茂司
- アソシエイトプロデューサー - 露木寛子
- 製作 - 井澤昌平、大田圭二、盛谷尚也、三宅容介、羽白勝
- 製作 - 「キス我慢選手権 THE MOVIE」製作委員会（テレビ東京、東宝、ローソンHMVエンタテイメント、ポニーキャニオン、テレビ大阪）
- 企画・制作 - テレビ東京
- 制作協力 - 楽映舎、T-REX FILM、シオプロ
- 配給 - 東宝映像事業部

#### 主題歌
- サンボマスター「孤独とランデブー」

#### DVD・Blu-ray
- 発売日
  - 2013年11月20日
- 本編DISC
  - 本編
  - 劇団ひとり、おぎやはぎ、佐久間監督オーディオコメンタリー
  - 伝説はここから生まれた！「キス我慢選手権ダイジェスト」
  - 劇場予告、TVスポット集
- 特典DISC（豪華版・DVDのみ）
  - 東京03飯塚のぶらぶらアンデッド散歩
  - 抱腹絶倒！未公開シーン集
  - サンボマスター×ゴッドタン「孤独とランデブー」MV
  - サンボマスター×ゴッドタン「孤独とランデブー」MVメイキング
  - サンボマスター×劇団ひとり対談
  - 映画はこうして作られた！本編メイキング
  - 超豪華イベント映像集（記者会見、前夜祭、スペシャルトーク等）

### ゴッドタン キス我慢選手権 THE MOVIE2 サイキック・ラブ
「キス我慢選手権」を題材とした劇場映画第2弾。PG12指定
キャッチコピーは「命をかけたアドリブ頂上決戦の火ぶたが今切られる！」「さらば、川島省吾――」。

#### キャスト
- 川島省吾 - 本人
- 観覧ルーム神様 - おぎやはぎ、バナナマン、 松丸友紀
- セイジ - 福士誠治
- アキヨシ - 中尾明慶
- トキオ - 柄本時生
- 順平 - 安井順平
- 亜衣 - 上原亜衣
- みなみ - 小島みなみ
- 保健教師 - 白石茉莉奈
- 三四郎
- 深水元基
- マキタスポーツ
- 老衰アンデッド - 飯塚悟志
- 警備員 - 豊本明長、角田晃広
- 小林研究員 - 入江雅人
- 関研究員 - 戸次重幸
- 所長 - 近藤芳正
- 伊藤先生 - 伊藤英明

#### スタッフ
- 監督・編集 - 佐久間宣行
- アドリブ - 劇団ひとり
- 脚本 - 佐久間宣行、森ハヤシ
- 構成 - オークラ
- 音楽 - 岩崎太整
- 技術統括 - 吉田健吾
- 撮影監督 - 風間誠
- 映像 - 北村宏一
- 照明 - 宮尾淳一
- 録音 - 永久保仁志、松岡努
- 美術 - 山田好男
- 衣装 - 杉本京加
- メイク - 綿谷紀子
- 製作 - 南雅史
- ディレクター - 田村育、斉藤崇、双津大地郎、塩谷泰孝、今村光宏、桑原宏次、板川侑右、姫野善行
- 助監督 - 佃謙介
- ラインプロデューサー - 小松俊喜、山村淳史
- プロデューサー - 五箇公貴、露木寛子、前田茂司
- アソシエイトプロデューサー - 石井成臣
- 製作 - 太田哲夫、大田圭二、盛谷尚也、三宅容介、堯部雅夫、宮本直人
- 製作 - 「キス我慢選手権 THE MOVIE2」製作委員会（テレビ東京、東宝、ローソンHMVエンタテイメント、ポニーキャニオン、テレビ大阪、GYAO）
- 企画・制作 - テレビ東京
- 制作協力 - 楽映舎、T-REX FILM、シオプロ
- 配給 - 東宝映像事業部

#### 主題歌
- 森山直太朗「五線譜を飛行機にして」

#### DVD・Blu-ray
- 発売日
  - 2015年2月27日
- 本編DISC
  - 本編
  - 劇団ひとり、おぎやはぎ、松丸友紀、五箇によるおまけオーディオコメンタリー
  - 出演者勢揃い！大ヒット舞台挨拶映像
  - 劇場予告篇、ＴＶスポット集
- 特典DISC（豪華版）
  - 撮り下ろし企画「三四郎小宮のハニカミデートwith小島みなみ」
  - カゲキ過ぎて泣く泣くカットされた未公開シーン集
  - ゴッドタン×森山直太朗『五線譜を飛行機にして』ヒム子ドッキリMV
  - 映画はこうして作られた！本編メイキング
  - 超豪華ゲスト多数！舞台挨拶集
  - スピンオフキス我慢特別版
  - GYAO!で配信された３女優によるスピンオフ企画を再編集